# Albert Einstein

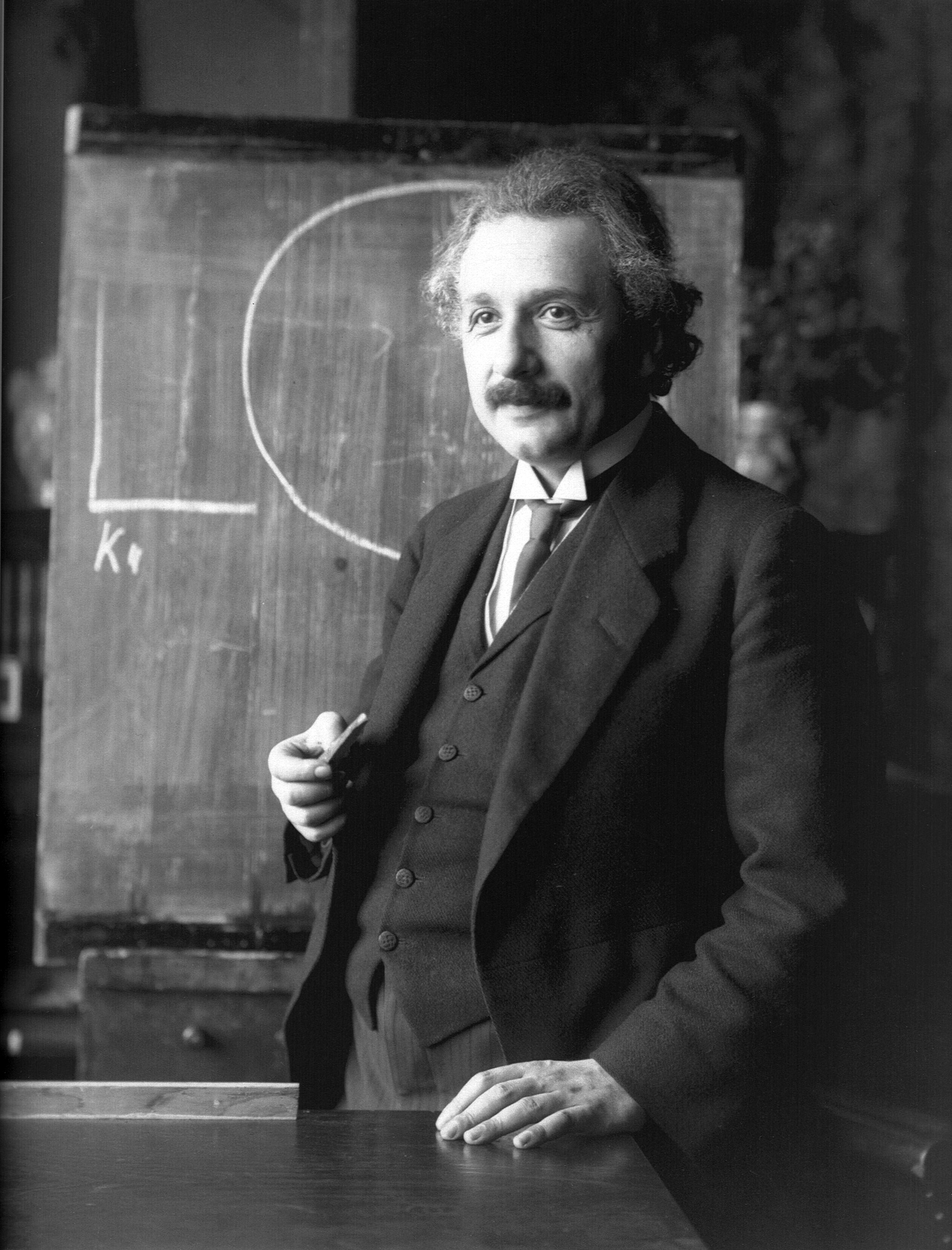
Albert Einstein, Fotografie von Ferdinand Schmutzer, 1921

Albert Einstein (* 14. März 1879 in Ulm; † 18. April 1955 in Princeton, New Jersey) war ein theoretischer Physiker. Er gilt als einer der bedeutendsten Physiker der Wissenschaftsgeschichte und weltweit als einer der bekanntesten Wissenschaftler der Neuzeit. Seine Forschungen zur Struktur von Materie, Raum und Zeit sowie zum Wesen der Gravitation veränderten maßgeblich das zuvor geltende newtonsche Weltbild. 1999 wurde Albert Einstein in einer durch die Fachzeitschrift Physics World durchgeführten Umfrage unter führenden Physikern vor Isaac Newton, James Clerk Maxwell, Niels Bohr und Werner Heisenberg zum bedeutendsten Physiker aller Zeiten gewählt.
Einsteins Hauptwerk, die Relativitätstheorie, machte ihn weltberühmt. Im Jahr 1905 erschien seine Arbeit mit dem Titel Zur Elektrodynamik bewegter Körper, deren Inhalt heute als Spezielle Relativitätstheorie bezeichnet wird. 1915 publizierte er die Allgemeine Relativitätstheorie. Auch zur Quantenphysik leistete er wesentliche Beiträge. „Für seine Verdienste um die Theoretische Physik, besonders für seine Entdeckung des Gesetzes des photoelektrischen Effekts“, erhielt er den Nobelpreis des Jahres 1921, der ihm 1922 überreicht wurde. Seine theoretischen Arbeiten spielten – im Gegensatz zur weit verbreiteten Meinung – beim Bau der Atombombe und der Entwicklung der Kernenergie nur eine indirekte Rolle.
Einstein gilt als Inbegriff des Forschers und Genies. Er nutzte seine außerordentliche Bekanntheit auch außerhalb der naturwissenschaftlichen Fachwelt bei seinem Einsatz für Völkerverständigung, Frieden und Sozialismus.

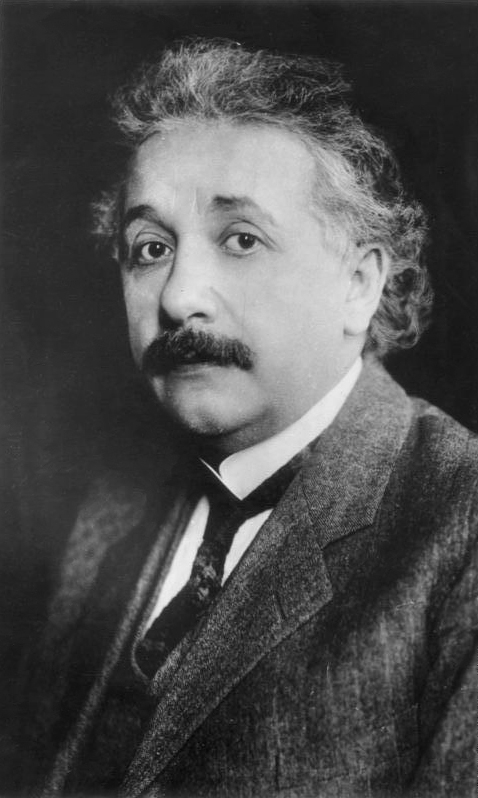
Albert Einstein (1925)

## Staatsangehörigkeiten
Im Laufe seines Lebens war Einstein Staatsbürger mehrerer Staaten: Durch Geburt besaß er – wie seine Eltern – die württembergische Staatsbürgerschaft. Von 1896 bis 1901 war er staatenlos, weil er in Deutschland keinen Militärdienst leisten wollte. Ab 1901 bis zu seinem Tode war er Schweizer, 1911/1912 war er in Österreich-Ungarn auch Bürger Österreichs. Von 1914 bis 1932 lebte er in Berlin und war Bürger Preußens. Angesichts der Machtergreifung Hitlers wünschte Einstein 1933 die Entlassung aus der preußischen Staatsangehörigkeit. Das NS-Regime entsprach diesem Wunsch erst 1934 durch eine inzwischen mögliche Ausbürgerung als „schwere entehrende Strafe“, weil er sich „besonders schwer gegen die Volksgemeinschaft vergangen habe“. Zusätzlich erwarb er 1940 noch die Staatsbürgerschaft der Vereinigten Staaten.
Während seines 76-jährigen Lebens besaß Einstein somit 54 Jahre lang die Schweizer Staatsbürgerschaft (1901–1955), 36 Jahre eine deutsche Staatsangehörigkeit (1879–1896 Württemberg, 1914–1933 Preußen), 15 Jahre die der Vereinigten Staaten (1940–1955) und zwei Jahre die von Österreich-Ungarn (1911/1912). Er wird in unterschiedlichen Darstellungen als Deutscher, Schweizer oder US-Amerikaner bezeichnet.

## Leben

### Kindheit und Jugend

#### Vorfahren und Elternhaus

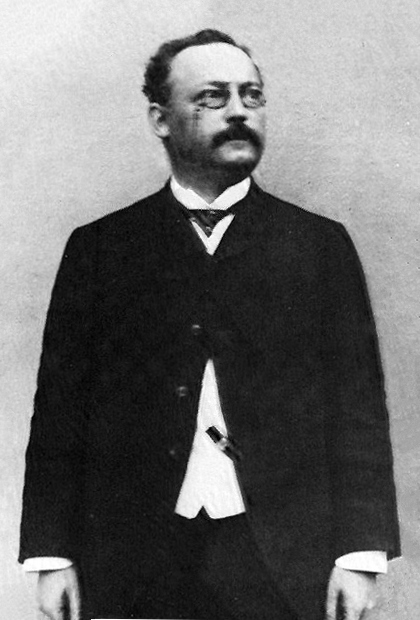
Hermann Einstein, der Vater von Albert Einstein

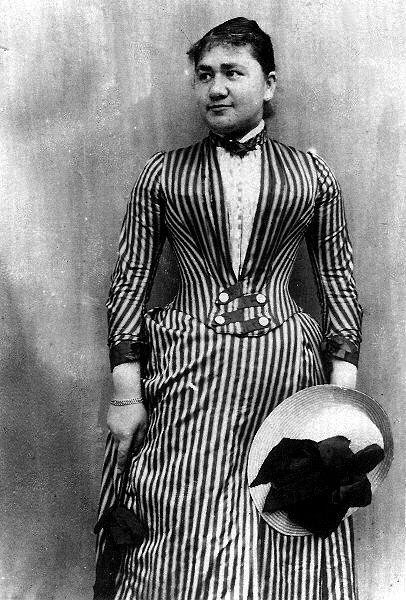
Pauline Einstein, geb. Koch, die Mutter von Albert Einstein

Die Eltern Hermann Einstein und Pauline Einstein entstammten jüdischen Familien, die schon seit Jahrhunderten im schwäbischen Raum ansässig waren. Die Großeltern mütterlicherseits hatten ihren Nachnamen Dörzbacher in Koch geändert; die Großeltern väterlicherseits, Abraham und Hindel (Helene) Einstein, geb. Moos, trugen noch traditionell jüdische Vornamen. Die Großeltern väterlicherseits zogen um 1870 von Buchau nach Ulm, wo schließlich fünf ihrer sechs Kinder lebten, nur Jakob Einstein nicht. Der von Abraham Einstein ererbte Wohlstand erlaubte Hermann Einstein um 1870 den Kauf der Teilhaberschaft der Bettfedernfabrik Israel & Levi im Haus Weinhof 19 in Ulm und damit den Besitz der Hälfte dieses Hauses.
Sein Vater Hermann Einstein stammte aus der oberschwäbischen Kleinstadt Buchau, in der es seit dem Mittelalter innerhalb des Territoriums des freiweltlichen Damenstifts Buchau eine bedeutende jüdische Gemeinde gab (siehe auch Familie Einstein in Bad Buchau). Der erste namentlich nachgewiesene Vorfahre Albert Einsteins, ein aus dem Bodenseeraum stammender Pferde- und Tuchhändler namens Baruch Moses Ainstein, wurde im 17. Jahrhundert in die Gemeinde aufgenommen. Auf den Grabsteinen des Buchauer jüdischen Friedhofs sind noch heute die Namen vieler Verwandter Einsteins zu finden, so auch der des letzten Juden der Stadt, Siegbert Einstein, eines Großneffen des Physikers, der das KZ Theresienstadt überlebt hatte und zeitweise zweiter Bürgermeister Buchaus war.
Hermann Einstein übersiedelte mit seinen Brüdern um 1869 nach Ulm. In Cannstatt bei Stuttgart heiratete er 1876 Pauline Koch. Er lebte mit ihr in Ulm im Haus Bahnhofstraße 20 (B135), wo Albert Einstein am 14. März 1879 zur Welt kam. Albert wuchs in einer assimilierten deutsch-jüdischen Mittelstandsfamilie heran. Einstein schrieb später, kurz nach seinem 50. Geburtstag, an die Ulmer Abendpost Folgendes über seine Geburtsstadt:

„Die Stadt der Geburt hängt dem Leben als etwas ebenso Einzigartiges an wie die Herkunft von der leiblichen Mutter. Auch der Geburtsstadt verdanken wir einen Teil unseres Wesens. So gedenke ich Ulm in Dankbarkeit, da es edle künstlerische Tradition mit schlichter und gesunder Wesensart verbindet.“

Zu seiner in Ulm lebenden, nur wenig älteren Cousine Lina Einstein hielt Albert Einstein den Kontakt. 1940 wurde sie im Alter von 65 Jahren zwangsweise in das jüdische Altersheim Oberstotzingen eingewiesen. Albert Einsteins Versuche, für Lina eine Ausreisegenehmigung in die USA zu beschaffen, scheiterten. 1942 wurde Lina Einstein in das KZ Theresienstadt deportiert und im selben Jahr im Vernichtungslager Treblinka ermordet.

#### München und Schulausbildung bis 1894
Die Familie zog kurz nach der Geburt Alberts 1880 nach München, wo sein Vater und sein Onkel im Oktober 1880 einen kleinen Betrieb zur Gas- und Wasserinstallation gründeten. Da dieser wirtschaftlich zufriedenstellend lief, beschlossen sie 1885 und mit Unterstützung der gesamten Familie, eine eigene Fabrik für elektrische Geräte (Elektrotechnische Fabrik J. Einstein & Cie) ins Leben zu rufen. Das Unternehmen seines Vaters war erfolgreich und belieferte Kraftwerke in München-Schwabing, Varese und Susa (Italien). Zweieinhalb Jahre nach Albert wurde seine Schwester Maja (* 18. November 1881 in München; † 25. Juni 1951 in Princeton, New Jersey, USA) geboren. Die Familie wohnte im Münchener Stadtteil Isarvorstadt, zunächst von 1880 bis 1885 in einer Wohnung an der heutigen Müllerstraße 54, ab 1885 auf dem Grundstück, das sich heute zwischen Adlzreiterstraße 12 und Lindwurmstraße 127 erstreckt.

#### Fotografien aus der Kindheit

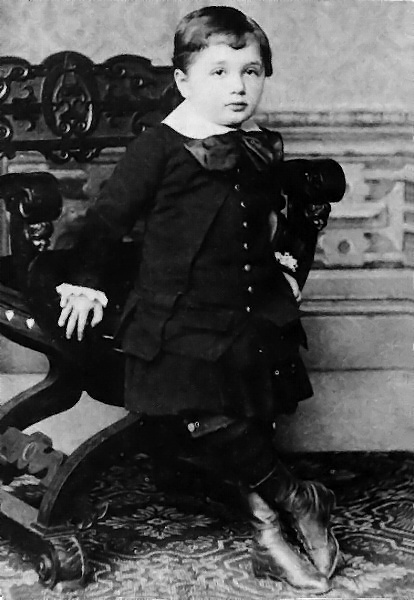
Das Foto gilt als das älteste bekannte von Albert Einstein und zeigt ihn dreijährig, 1882
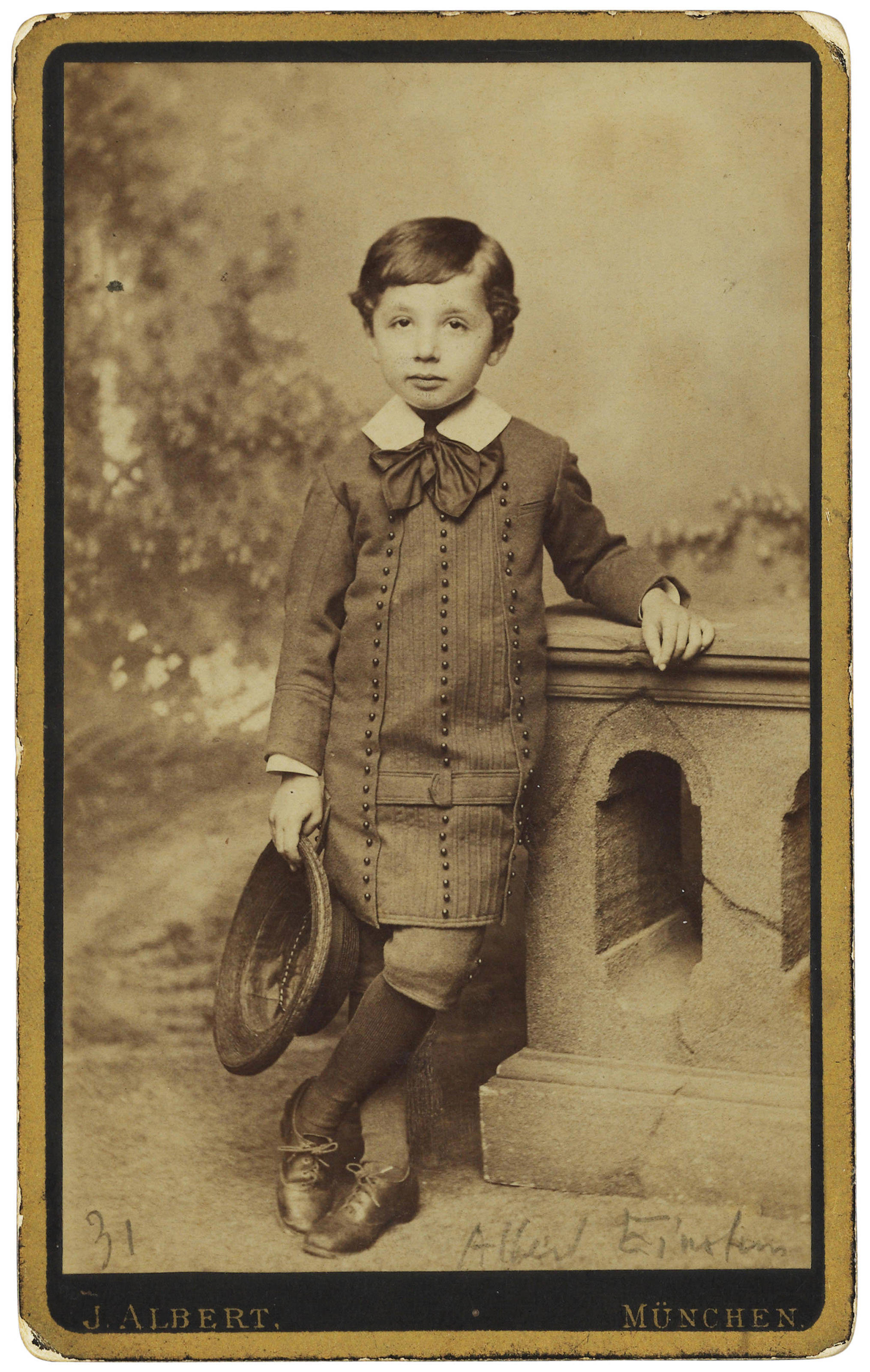
Albert Einstein etwa fünfjährig, zirka 1884, Porträtfotografie: Joseph Albert
Albert Einstein und Maja, 1885, ETH-Bibliothek, Zürich
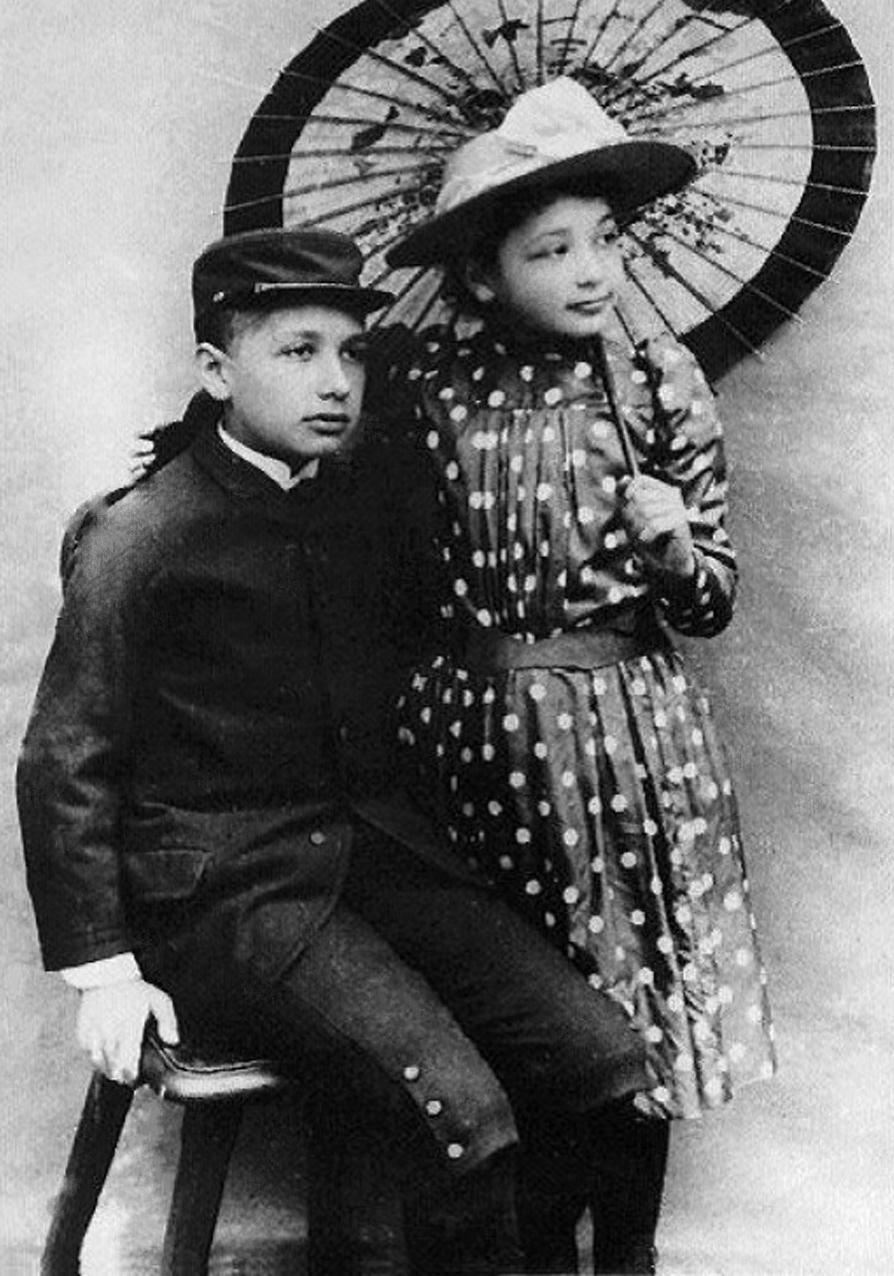
Albert Einstein und seine Schwester Maja

Zu seiner jüngeren Schwester Maja hatte Albert Einstein Zeit seines Lebens ein inniges Vertrauensverhältnis.

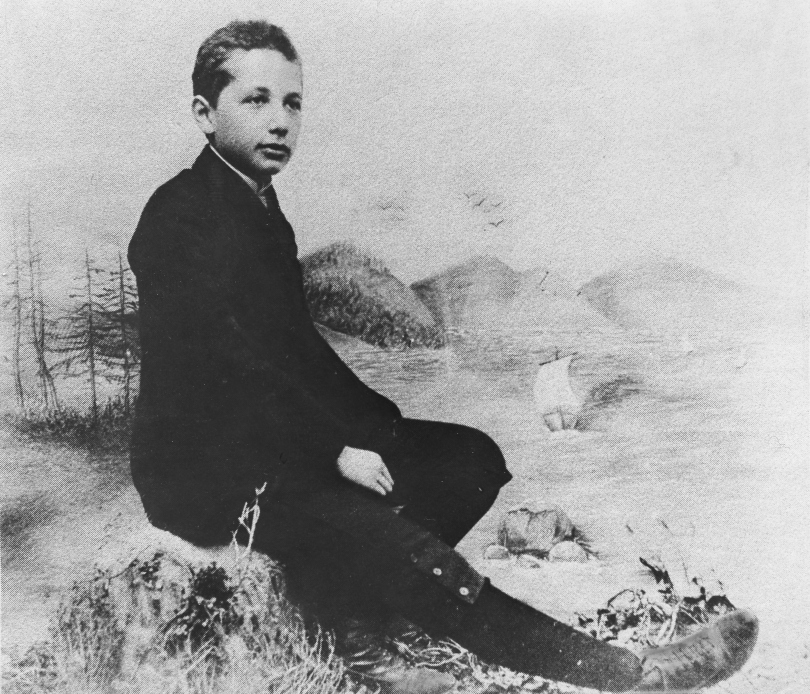
Einstein als Jugendlicher, 1893

Albert Einstein begann erst im Alter von drei Jahren zu sprechen und äußerte sich auch dann nur zögerlich. 1884 begann er mit dem Violinspiel. Erst mit zwölf machte es ihm Spaß. Es blieb ihm sein Leben lang Quelle der Inspiration, auch für physikalische Einfälle. Ebenfalls ab 1884 erhielt er Privatunterricht. Im Jahr darauf kam er in die Volksschule. Auf seine Lehrer wirkte er sehr zurückhaltend und verträumt, sie erklärten den Eltern, seine geistige und soziale Entwicklung sei verlangsamt. Da er wenig sprach, wurde er vom Umfeld zunächst für begriffsstutzig gehalten. Ab 1888 besuchte er das Luitpold-Gymnasium (nach verschiedenen Standortwechseln erhielt es 1965 den Namen Albert-Einstein-Gymnasium und ist nicht zu verwechseln mit dem heutigen Luitpold-Gymnasium in München). In der Schule war er ein aufgeweckter, bisweilen gar aufrührerischer Schüler, seine Leistungen waren gut bis sehr gut, weniger gut in den Sprachen, aber herausragend in den Naturwissenschaften. Einstein las populärwissenschaftliche Bücher und verschaffte sich einen Überblick über den Forschungsstand. Besonders die Naturwissenschaftlichen Volksbücher von Aaron Bernstein gelten als prägend für sein Interesse und seine weitere Laufbahn. Hierzu zählt auch die Schrift von Felix Eberty Die Gestirne und die Weltgeschichte. Gedanken über Raum, Zeit und Ewigkeit, zu deren Neuauflage im Jahr 1923 Einstein ein Geleitwort schrieb.
Das Unternehmen des Vaters und des geliebten Onkels wurde geschlossen und die Familie zog 1894 nach Mailand. Der zu diesem Zeitpunkt fünfzehnjährige Albert sollte bis zum Abitur am Luitpold-Gymnasium bleiben, wurde jedoch von einem seiner Lehrer herabgesetzt und geriet mit dem von Zucht und Ordnung geprägten Schulsystem des Deutschen Kaiserreiches in Konflikt – damit ging er allerdings offen um. Lehrer warfen ihm vor, dass seine Respektlosigkeit auf Mitschüler abfärbe. Trotzig entschloss sich Einstein Ende 1894, die Schule ohne Abschluss zu verlassen und seiner Familie nach Mailand zu folgen. Ein weiteres Motiv war offensichtlich, sich der Wehrpflicht zu entziehen. Wäre Einstein bis zum Alter von 17 Jahren in Deutschland geblieben, wäre er wehrpflichtig geworden – eine Aussicht, die ihn schreckte. Der spätere Antrag seines Vaters auf Entlassung aus der württembergischen Staatsbürgerschaft wurde 1896 bewilligt. Fortan war Einstein jahrelang staatenlos.

### Schweiz 1895–1914

#### Der Weg zum Studium: Matura in Aarau

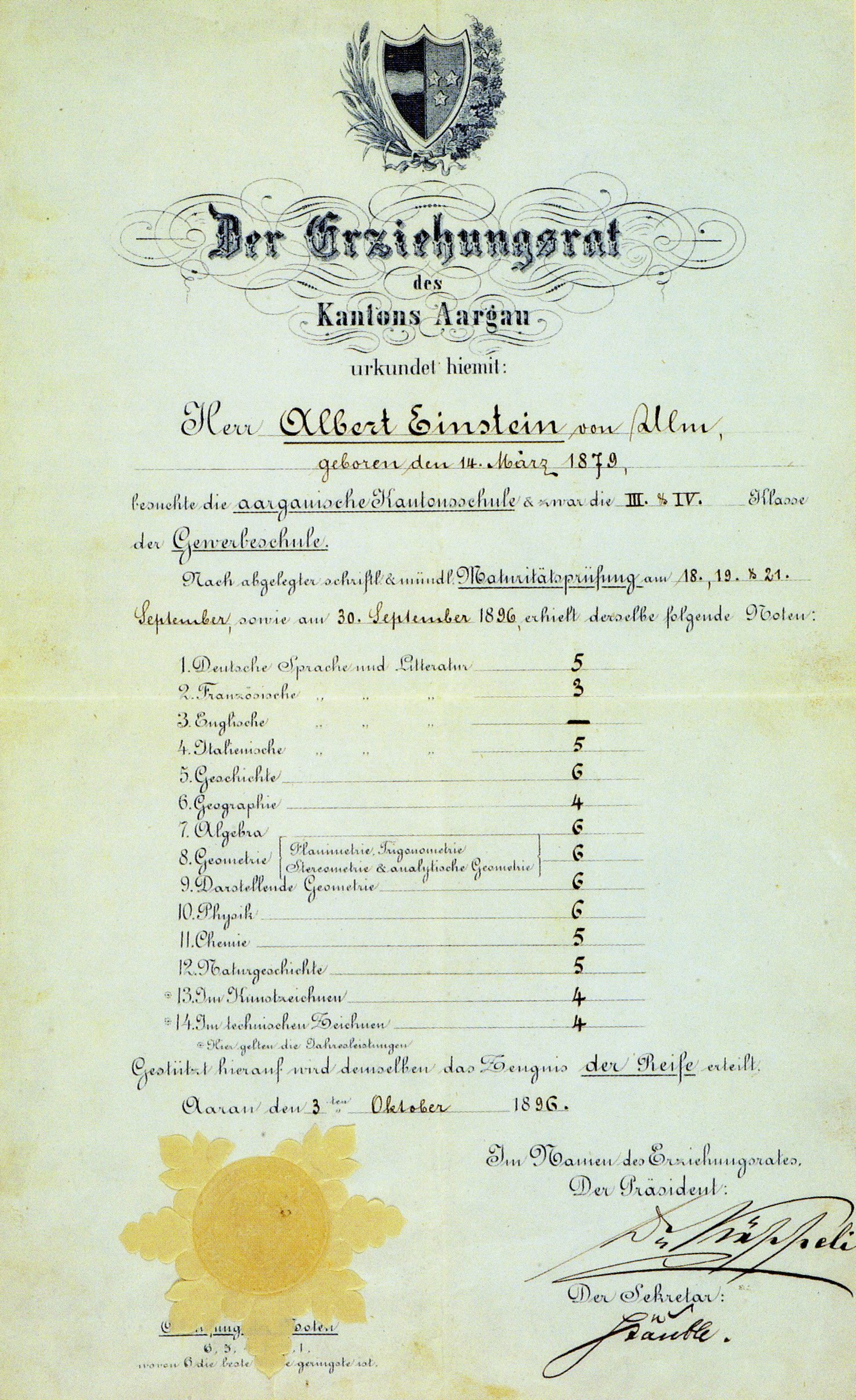
Einsteins Maturazeugnis an der Kantonsschule Aarau; in der Schweiz ist die „6“ die beste und die „1“ die schlechteste Note

Im Frühjahr und Sommer 1895 hielt sich Einstein in Pavia auf, wo seine Eltern vorübergehend lebten, und half im Unternehmen mit. Er lebte im Palazzo Cornazzani, machte Ausflüge in die Alpen und zum Apennin und besuchte seinen Onkel Julius Koch in Genua. In dieser Zeit schrieb der 16-jährige Einstein seine erste wissenschaftliche Arbeit, ein Essay mit dem Titel Über die Untersuchung des Ätherzustandes im magnetischen Felde, und schickte sie seinem in Belgien lebenden Onkel Caesar Koch (1854–1941) zur Begutachtung. Die Arbeit wurde nie als wissenschaftlicher Beitrag in einer Zeitschrift veröffentlicht und blieb in der Form eines Diskussionsbeitrages.

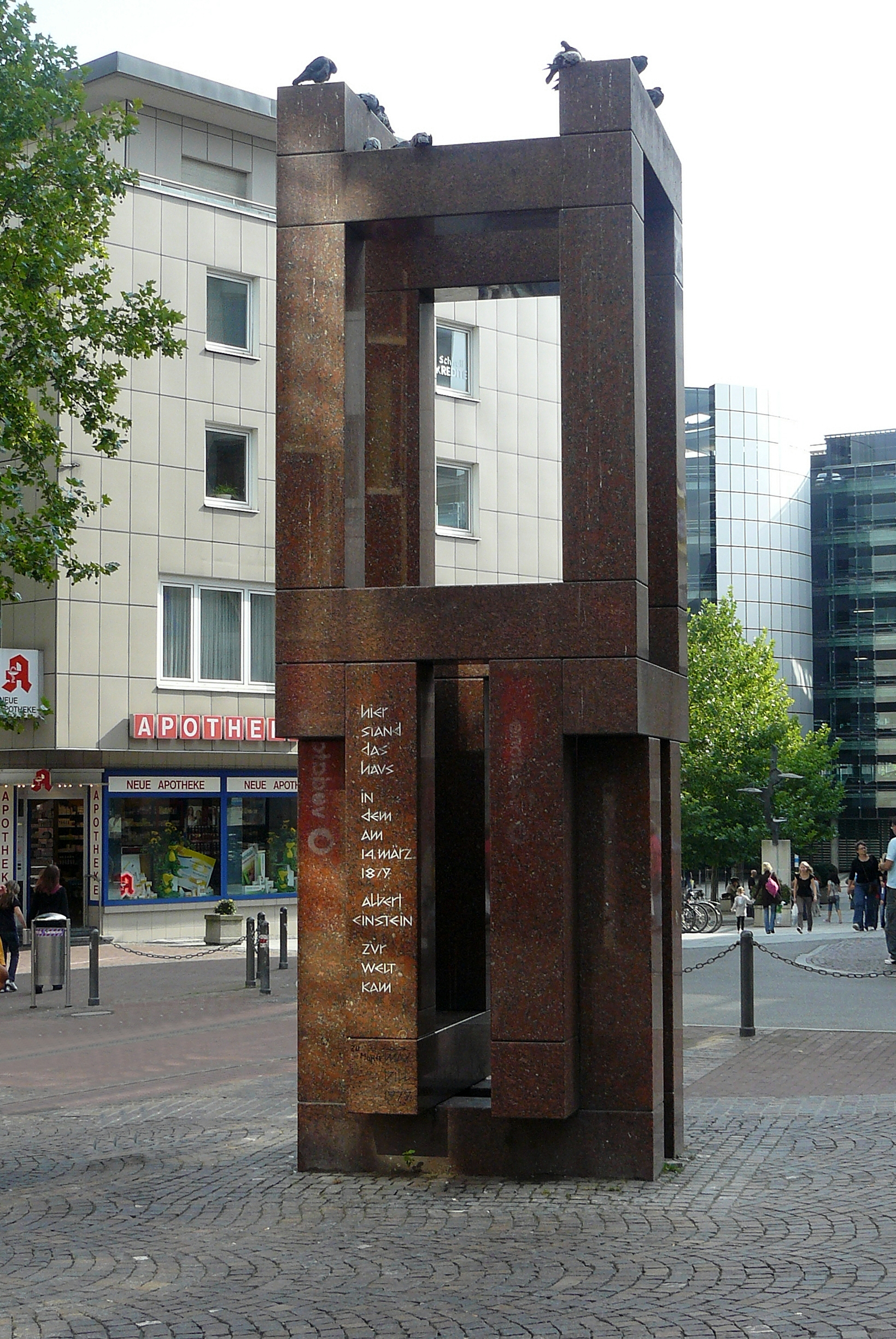
Denkmal an der Stelle von Einsteins Geburtshaus in Ulm

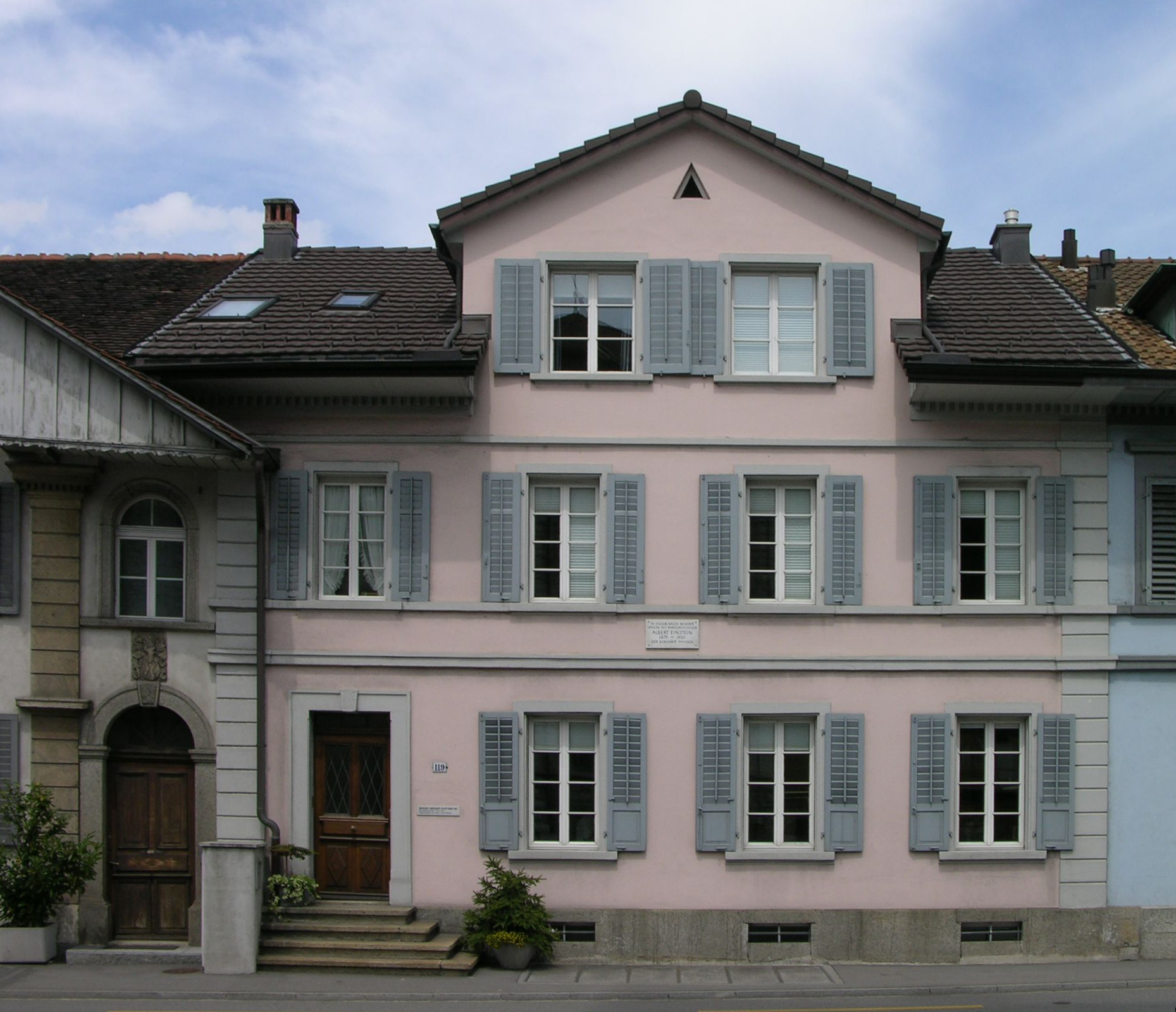
Einsteins Wohnhaus in Aarau

Dem Wunsch seines Vaters, er möge Elektrotechnik studieren, kam Einstein nicht nach. Stattdessen folgte er dem Hinweis eines Freundes der Familie und bewarb sich um einen Studienplatz an der Eidgenössischen Polytechnischen Schule in Zürich, der heutigen ETH Zürich. Da er noch kein Abitur beziehungsweise keine schweizerische Matura hatte, legte er auf Vermittlung von Gustav Maier im Oktober 1895 eine Aufnahmeprüfung ab, die er jedoch – als jüngster Teilnehmer aller Zeiten mit 16 Jahren – nicht bestand. Er meisterte den naturwissenschaftlichen Teil mit Bravour, scheiterte aber an mangelnden Französischkenntnissen. Am Gewerbeinstitut Berlin, der späteren TH Berlin, wurde zu dieser Zeit ebenfalls ein Abitur als Zugangsberechtigung verlangt.
Auf Vermittlung seines Mentors Gustav Maier und des ebenfalls von ihm überzeugten Maschinenbauprofessors Albin Herzog besuchte er anschließend die Gewerbeschule an der liberal geführten aargauischen Kantonsschule in der Schweiz, um dort die Matura nachzuholen. Während dieser Zeit in Aarau kam er bei der Familie Winteler im Haus Laurenzenvorstadt 119 unter. Er zog dort im Oktober 1895 für ein Jahr ein; bald begann eine Liaison mit der zwei Jahre älteren Marie Winteler. Anfang 1896 wurde Einstein auf Antrag seines Vaters aus der württembergischen und somit auch der deutschen Staatsbürgerschaft entlassen. Er ließ sich als keiner Religionsgemeinschaft zugehörig eintragen. Die nächsten fünf Jahre blieb er staatenlos.
Auf Einsteins am 3. Oktober 1896 ausgestelltem Zeugnis der „Maturitätsprüfung“ stand fünfmal die bestmögliche Schulnote, in der Schweiz eine Sechs. Die schlechteste Note war eine Drei in Französisch. Das Gerücht, dass Einstein allgemein ein schlechter Schüler war, ist falsch: Es geht auf Einsteins ersten Biografen zurück, der das Benotungssystem der Schweiz mit dem deutschen verwechselte.

#### Studium am Polytechnikum in Zürich

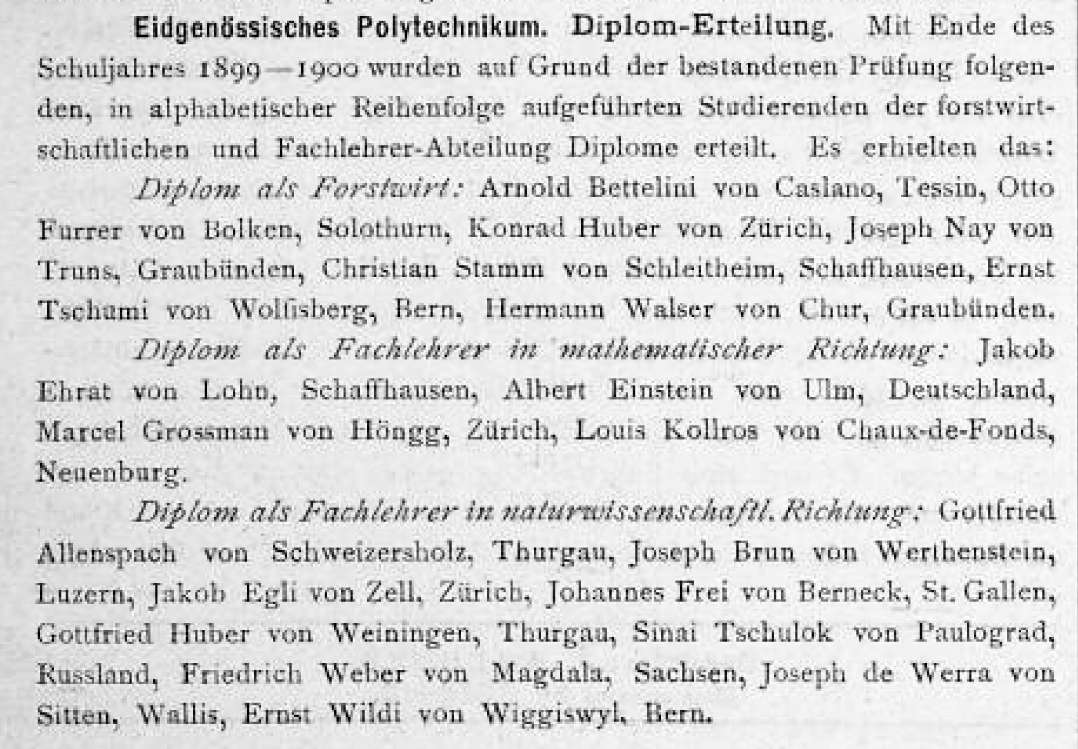
Publikation von Einsteins Fachlehrerdiplom

Nachdem Einstein die Matura an der Kantonsschule Aarau nachgeholt hatte, nahm er mit Beginn des akademischen Jahres 1896 sein Studium an der Schule für Fachlehrer des Eidgenössischen Polytechnikums Zürich (heute ETH Zürich) auf.
Es lag Einstein nicht, nur formales Wissen auswendig zu lernen, vielmehr regten ihn theoretisch-physikalische Denkprojekte an. Mit seiner Eigenwilligkeit eckte er oftmals an. Ihm war die abstrakte mathematische Ausbildung ein Dorn im Auge, er erachtete sie als für den problemorientierten Physiker hinderlich. In den Vorlesungen fiel er dem lehrenden Professor vor allem durch seine Abwesenheit auf. Für die Prüfungen verließ er sich auf die Mitschriften seiner Kommilitonen. Diese Ignoranz verstellte ihm nicht nur Karrierechancen an seiner Hochschule, er bereute sie spätestens bei der Entwicklung der mathematisch höchst anspruchsvollen Allgemeinen Relativitätstheorie. Sein Studienkollege Marcel Grossmann war ihm später dabei noch von großer Hilfe.
Einstein verließ die Hochschule 1900 mit einem Diplom als Fachlehrer in mathematischer Richtung, worunter auch die Physik fiel. Seine Diplomarbeit in Physik fertigte er bei Heinrich Friedrich Weber an. Es gelang ihm aber nicht, nach dem Studium eine Anstellung als Assistent am Polytechnikum zu erhalten.

#### Vom Hauslehrer zum Patentamt Bern

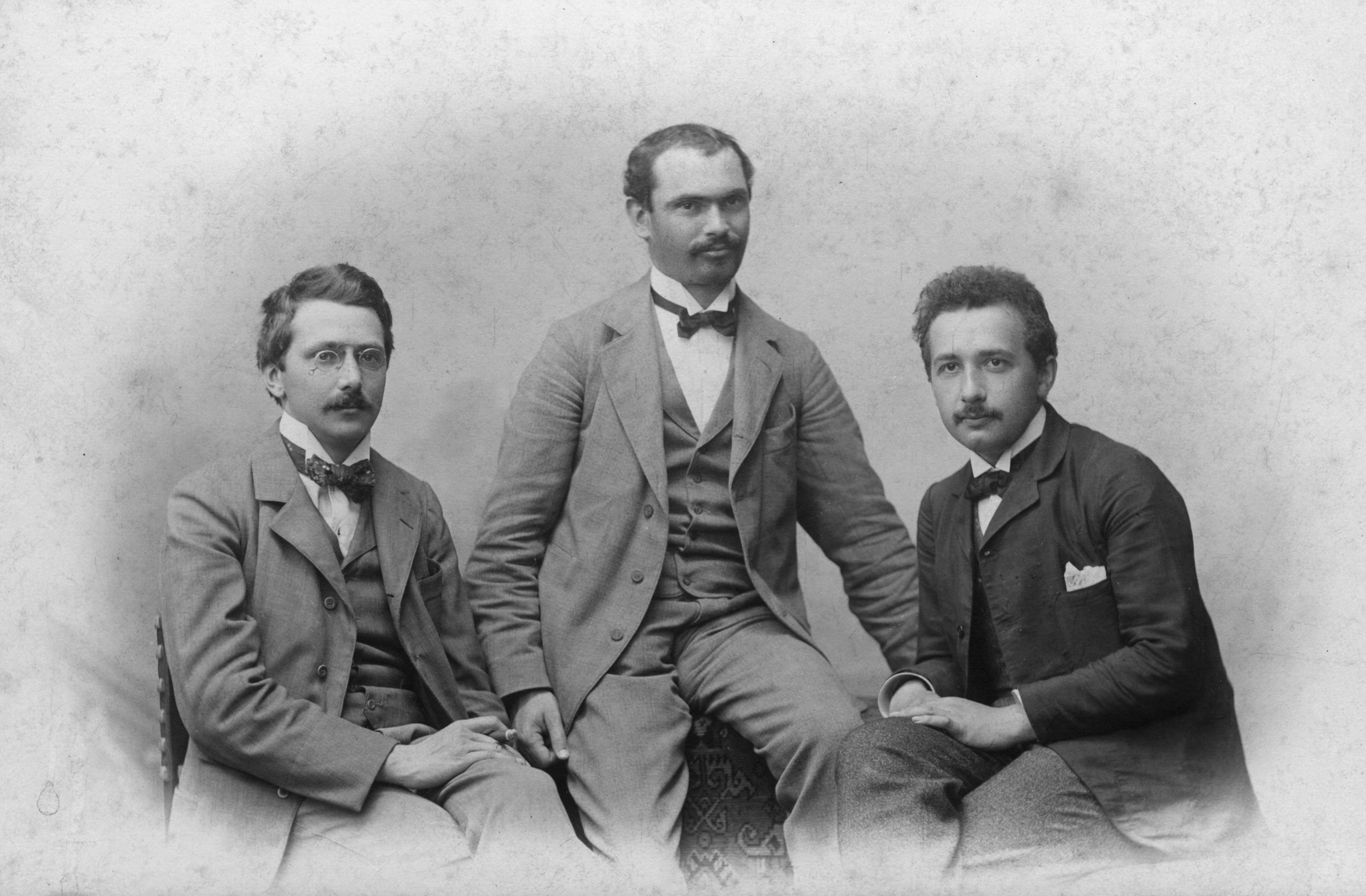
Akademie Olympia – Habicht, Solovine und Einstein, 1903

Seine Bewerbungen auf Assistentenstellen am Polytechnikum und anderen Universitäten wurden abschlägig beschieden. Er arbeitete als Aushilfslehrer am Technikum in Winterthur sowie als Hauslehrer in Schaffhausen und schließlich in Bern. 1901 wurde seinem Antrag auf die Schweizer Staatsangehörigkeit stattgegeben. Am 16. Juni 1902 erhielt Einstein, auf Empfehlung seines Freundes Marcel Grossmann, eine feste Anstellung: als technischer Experte 3. Klasse beim Schweizer Patentamt in Bern.
Während der Probezeit am Patentamt begannen seine regelmäßigen Treffen mit dem Philosophiestudenten Maurice Solovine und dem Mathematikstudenten Conrad Habicht, die als Akademie Olympia bezeichnet wurden und 1904 endeten.

#### Familiäre Situation

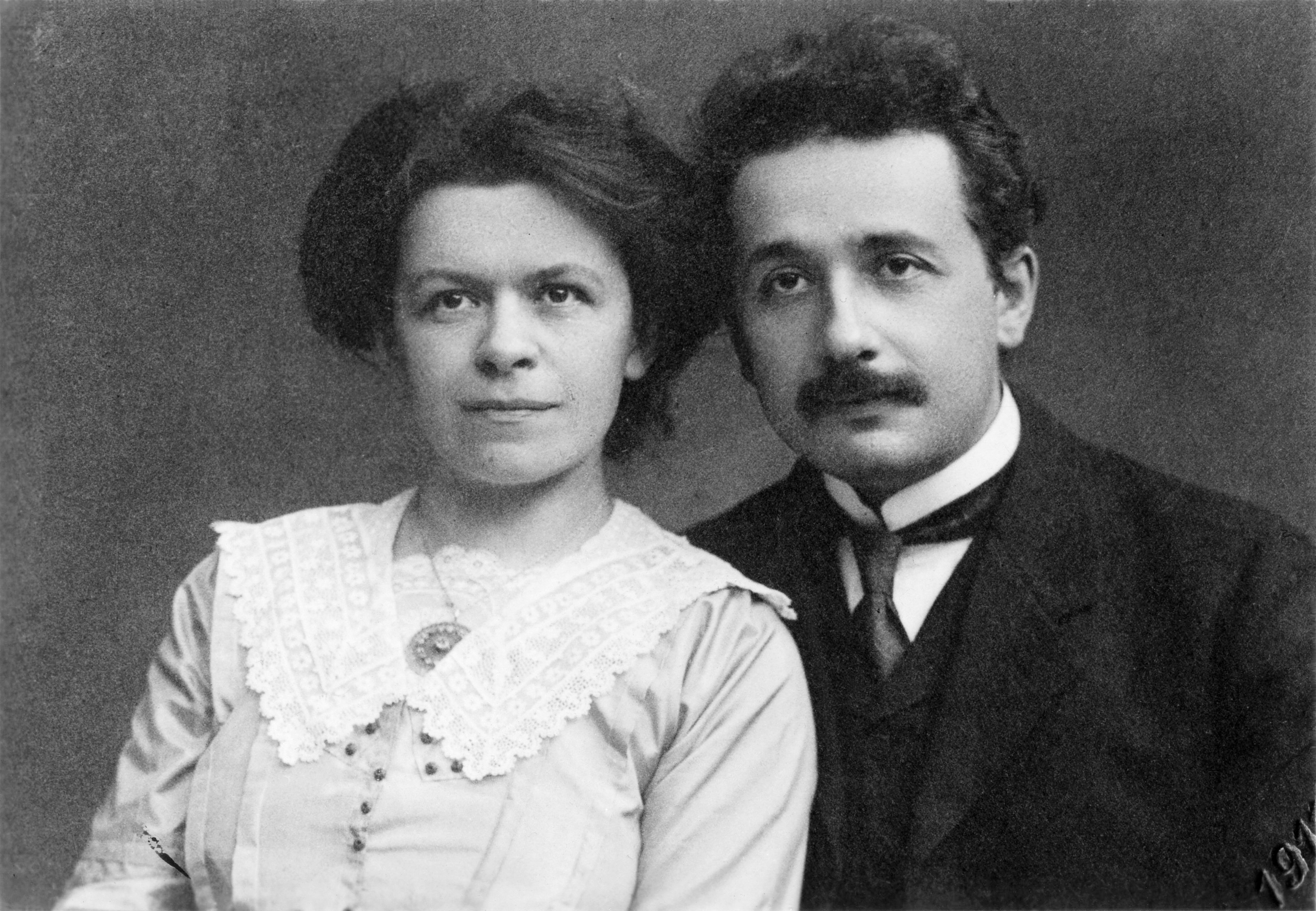
Mileva Marić und Albert Einstein, 1912

Während des Studiums hatte Einstein seine Kommilitonin und spätere Ehefrau, Mileva Marić aus Novi Sad, kennengelernt. Nach dem Tod seines Vaters Ende 1902 heirateten die beiden am 6. Januar 1903 in Bern – gegen den Willen der Familien. Von Oktober 1903 bis Mai 1905 wohnten Einstein und Marić in der Berner Altstadt an der Kramgasse 49, dem heutigen Einsteinhaus Bern, in dem ein Museum untergebracht ist.
Mit Marić hatte Einstein eine Tochter und zwei Söhne, Hans Albert (1904–1973) und Eduard (1910–1965). Die Tochter Lieserl wurde 1902 vor der Eheschließung bei den Eltern von Marić in Novi Sad geboren und starb entweder früh oder wurde 1903 zur Adoption nach Belgrad gegeben. Das Schicksal des Kindes ist trotz intensiver Suche unbekannt. Die Existenz ihrer gemeinsamen Tochter wurde selbst vor den Freunden verschwiegen. Erst 1987 wurde durch die Veröffentlichung der Briefe Einsteins an Marić aus den Jahren 1897 bis 1903 bekannt, dass vor der Eheschließung die gemeinsame Tochter geboren worden war. Die Ehe wurde 1919 geschieden.
Ein Buch von Desanka Trbuhovic-Gjuric, das zuerst 1969 erschien und auch ins Deutsche übersetzt wurde, vertrat die These, dass Mileva Marić einen bedeutenden Anteil an den Arbeiten hatte, die 1905 zum Durchbruch von Einstein als Wissenschaftler führten. Dafür konnten aber keine Belege gefunden werden, auch nicht, als viel mehr Dokumente über Einstein nach dem Beginn der Herausgabe der Gesammelten Werke (ab 1987) bekannt wurden, darunter auch der erhaltene Briefwechsel mit ihr aus dieser Zeit (der auch separat veröffentlicht wurde). Im Gegenteil sprach alles dafür, dass sie ihm ähnlich wie der Ingenieur Michele Besso als Diskussionspartnerin diente, was der Konsens führender Einstein-Experten war (Abraham Pais, Albrecht Fölsing, John Stachel, Gerald Holton). Die Frage wird im Artikel über Mileva Marić aktuell jedoch eingehender diskutiert.

#### Von ersten Veröffentlichungen bis zur berühmten Formel E = mc² (1905)
Im Jahr 1905, im Alter von 26 Jahren, veröffentlichte Einstein fünf seiner wichtigsten Werke:
- Am 17. März 1905 beendete er seine Arbeiten zum photoelektrischen Effekt, die er anschließend als Über einen die Erzeugung und Verwandlung des Lichts betreffenden heuristischen Gesichtspunkt[39] publizierte.
- Am 30. April 1905 stellte er seine Dissertation Eine neue Bestimmung der Moleküldimensionen fertig,[40] mit der er am 20. Juli an der Universität Zürich bei den Professoren Alfred Kleiner und Heinrich Burkhardt sein Promotionsgesuch einreichte. Er wählte die Universität Zürich, da dort aufgrund eines Abkommens mit dem Polytechnikum, an dem Einstein studiert hatte, das Rigorosum (mündliche Prüfung) entfiel. In seiner Dissertation berechnete er die Größe von Zuckermolekülen in Lösung und daraus einen Wert für die Avogadro-Konstante. Sie steht in Zusammenhang mit seiner im selben Jahr erschienenen Arbeit über die Brownsche Molekularbewegung und stützte die damals bei führenden Physikern (Wilhelm Ostwald, Ernst Mach) noch umstrittene Atomhypothese. Die Arbeit wurde von Burkhardt und Kleiner relativ schnell akzeptiert (im Juli wurde das Promotionsverfahren abgeschlossen). Paul Drude, der Herausgeber der Annalen der Physik, an den Einstein die Arbeit geschickt hatte, war jedoch mit dem gefundenen Wert für die Avogadro-Konstante nicht zufrieden und verlangte Nachbesserungen, die Einstein auch lieferte.[41] Das führte zu einer halbjährigen Verzögerung der Publikation, und Einstein wurde deshalb erst am 15. Januar 1906 formal promoviert. Vier Jahre später (1909), als Jean Perrins Versuche bekannt wurden, wandte sich Einstein an Perrin mit der Bitte um experimentelle Überprüfung, und gleichzeitig fand Ludwig Hopf, den Einstein um Überprüfung seiner Dissertation gebeten hatte, einen Fehler in seiner Dissertation, der das Ergebnis verfälscht hatte. Einstein schickte daraufhin 1911 eine Berichtigung an die Annalen.[42]
- Am 11. Mai 1905 folgte seine Publikation zur brownschen Molekularbewegung: Über die von der molekularkinetischen Theorie der Wärme geforderte Bewegung von in ruhenden Flüssigkeiten suspendierten Teilchen.[43]
- Am 30. Juni 1905 reichte Einstein seine Abhandlung Zur Elektrodynamik bewegter Körper ein.[44] Kurz darauf lieferte Einstein seinen Nachtrag Ist die Trägheit eines Körpers von seinem Energieinhalt abhängig?[45] Letzterer enthält implizit zum ersten Mal die wohl berühmteste Formel der Welt, E = mc² (Energie ist gleich Masse mal Lichtgeschwindigkeit zum Quadrat, Äquivalenz von Masse und Energie). Beide Arbeiten zusammen werden heute als Spezielle Relativitätstheorie bezeichnet.

Das Jahr 1905 war somit ein äußerst fruchtbares Jahr, man spricht auch vom Annus mirabilis (Wunderjahr). Carl Friedrich von Weizsäcker schrieb dazu später:

„1905 eine Explosion von Genie. Vier Publikationen über verschiedene Themen, deren jede, wie man heute sagt, nobelpreiswürdig ist: die spezielle Relativitätstheorie, die Lichtquantenhypothese, die Bestätigung des molekularen Aufbaus der Materie durch die ‚brownsche Bewegung‘, die quantentheoretische Erklärung der spezifischen Wärme fester Körper.“

#### Die Schritte bis zur neuen Theorie der Gravitation
Als Einstein 1907 den langen Weg von der Speziellen zur Allgemeinen Relativitätstheorie antrat, war er noch ein weithin unbekannter Angestellter im Berner Patentamt. Am Ende des Weges, 1915, war er ein in Fachkreisen schon hochangesehener Professor in Berlin, der, wie Max Planck später sagte, nur „an den Leistungen Johannes Keplers und Isaac Newtons gemessen“ werden könne.
Der Weg zur Allgemeinen Relativitätstheorie begann 1907 zum einen mit dem Geistesblitz, den Einstein als „den glücklichsten Gedanken meines Lebens“ bezeichnete, zum anderen mit einer Einschränkung seiner bisherigen Arbeiten zur Relativität, die grundsätzlicher Natur war. Die Letztere war die Einsicht, dass die Lichtgeschwindigkeit unter dem Einfluss der Gravitation keine Konstante ist, die Spezielle Relativitätstheorie demnach nur unter der Bedingung gültig sein konnte, dass keine Schwerkraft vorhanden sei, wie Einstein in einem Aufsatz von 1911 wiederholte: „Die Relativitätstheorie hat ergeben, daß die träge Masse eines Körpers mit dem Energieinhalt desselben wächst. (…) Das so befriedigende Resultat der Relativitätstheorie, nach dem der Satz von der Erhaltung der Masse in dem Satz von der Erhaltung der Energie aufgeht, wäre nicht aufrecht zu erhalten.“
Der Geistesblitz dagegen betraf die Äquivalenz zwischen träger und schwerer Masse, also die Übereinstimmung der konstanten Beschleunigung eines Bezugssystems und der Schwerkraft: „Ich saß auf meinem Sessel im Berner Patentamt, als mir plötzlich folgender Gedanke kam: ‚Wenn sich eine Person im freien Fall befindet, dann spürt sie ihr eigenes Gewicht nicht‘. Ich war verblüfft. Dieser einfache Gedanke machte auf mich einen tiefen Eindruck. Er trieb mich in Richtung einer Theorie der Gravitation.“
Bis zur ersten Schrift, in der dieser Geistesblitz zu einer näheren physikalischen Formulierung führte, sollten allerdings noch über drei Jahre vergehen, denn „Einstein äußerte sich vom Dezember 1907 bis zum Juni 1911 (…) nicht über Fragen der Gravitation“, so sein Freund und Biograph Abraham Pais.
Im Jahr 1908 kam es aber zu einer bahnbrechenden Neuerung, der Einstein zunächst skeptisch gegenüberstand und die er sogar als „überflüssige Gelehrsamkeit“ abtat: der mathematischen Formulierung der Raumzeit durch seinen ehemaligen Lehrer Hermann Minkowski, dessen Urheberschaft dieser revolutionären Konzeption später von Einstein ausdrücklich anerkannt und gewürdigt wurde.
Im Minkowski-Raum kann das relative Verhältnis der Größen von Raum und Zeit in der Speziellen Relativitätstheorie durch die Setzung einer imaginären Zeiteinheit anschaulich als Drehung dargestellt werden. Erst 1912 ließ sich Einstein von den Vorzügen des Minkowski-Raums überzeugen.
Einige der wichtigsten Aufsätze der späteren Allgemeinen Relativitätstheorie im Überblick:
- Über das Relativitätsprinzip und die aus demselben gezogenen Folgerungen.
- Über den Einfluß der Schwerkraft auf die Ausbreitung des Lichtes. Noch gemäß dem Huygensschen Prinzip stellt Einstein hier nur eine Abweichung der Lichtstrahlen von Fixsternen in der Nähe der Sonne von 0,83 Bogensekunden fest,[54] der nach den Feldgleichungen von 1915 errechnete Wert lag bei 1,7 Bogensekunden.[55]
- Entwurf einer verallgemeinerten Relativitätstheorie und einer Theorie der Gravitation. I. Physikalischer Teil von Albert Einstein. II. Mathematischer Teil von Marcel Grossmann.[56]
- Nordströmsche Gravitationstheorie vom Standpunkt des allgemeinen Differentialkalküls. Mit A. D. Fokker.[57] Eine Reaktion auf Gunnar Nordströms alternative Gravitationstheorie und eine „Publikation, die für die Geschichte der allgemeinen Relativität von beträchtlichem Interesse ist, weil sie Einsteins erste Behandlung der Gravitationstheorie darstellt, in der die allgemeine Kovarianz streng gültig ist“.[58]
- Zur allgemeinen Relativitätstheorie. 4. November 1915.

Da die noch konventionelle Definition des Abstands im flachen (nicht gekrümmten) Minkowski-Raum nicht gleichermaßen in der gekrümmten Raumzeit gilt, musste sie dort durch einen abstrakteren Ausdruck ersetzt werden, wie auch eine Geometrie erforderlich war, mit der die Flächentheorie von Gauß auf gekrümmte Räume in vier Dimensionen erweitert werden konnte. Einsteins damalige mathematische Kenntnisse reichten dafür nicht aus, und so wandte er sich 1912 an seinen ehemaligen Kommilitonen Marcel Grossmann, der nun in Zürich Professor für Mathematik war. Einstein habe „ihn gebeten, in der Bibliothek nachzusehen, ob es eine geeignete Theorie zur Behandlung derartiger Fragen gäbe. Am nächsten Tag sei Grossmann gekommen (…) und habe gesagt, es gebe tatsächlich eine derartige Geometrie, nämlich die Riemannsche Geometrie.“
In der Folge suchte Grossmann nicht nur die Arbeiten von Bernhard Riemann hervor, sondern auch jene von Christoffel, Ricci und dessen Schüler Levi-Civita, die mit den Forschungen zum absoluten Differentialkalkül in gekrümmten Räumen, der Formulierung der Christoffelsymbole zur Tensoranalysis und der kovarianten Ableitung teils bereits im 19., teils erst im 20. Jahrhundert das mathematische Instrumentarium entwickelt hatten, das sich nun zur Formulierung der Allgemeinen Relativitätstheorie als unverzichtbar erwies.
Es dauerte aber noch etwa drei Jahre, um den Gedanken eines Gravitationsfeldes, in dem die Metrik des vierdimensionalen, gekrümmten raumzeitlichen Kontinuums und die Faktoren der Energie und des Impulses sich wechselseitig bedingen, in eine Formel zu fassen, was Einstein am 4. November 1915 gelang.

#### Professur

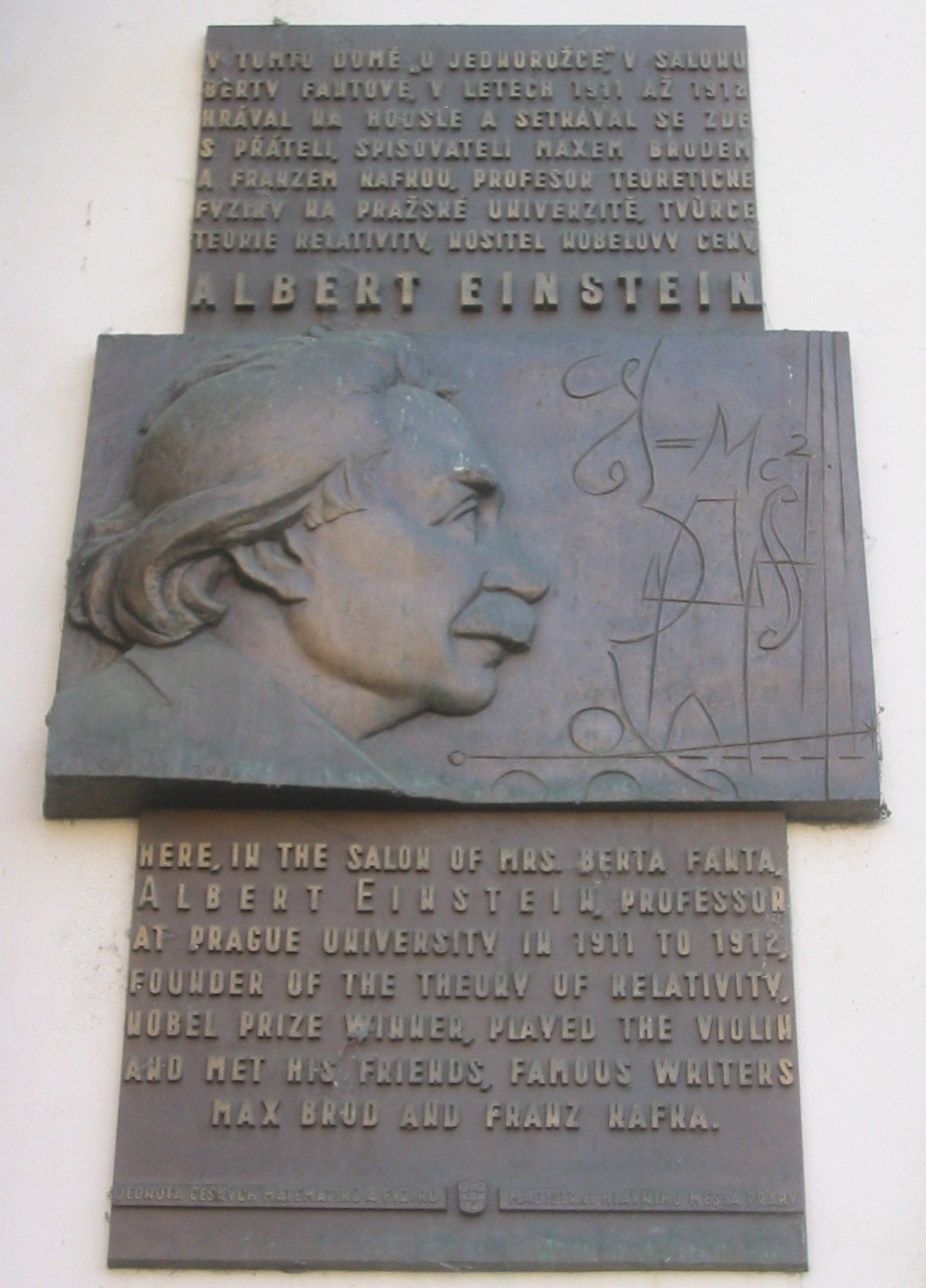
Denkmal in Prag in der Nähe des Jan-Hus-Platzes

Einsteins Antrag auf Habilitation 1907 an der Berner Universität wurde zunächst, da er seine Habilitationsschrift nicht miteingereicht hatte, abgelehnt, erst im folgenden Jahr war er damit erfolgreich. 1909 berief man ihn zum Dozenten für theoretische Physik an der Universität Zürich, bald zum außerordentlichen Professor. Im Januar 1911 wurde er, wie Unterrichtsminister Stürgkh kundmachte, von Kaiser Franz Joseph I. zum ordentlichen Professor der theoretischen Physik an der K.k. deutschen Karl-Ferdinands-Universität Prag ernannt. Damit wurde er österreichischer Staatsbürger. Im Oktober 1912 kehrte er nach Zürich zurück, um an der Eidgenössischen Technischen Hochschule zu forschen und zu lehren; er kehrte also als Professor an seinen Studienort zurück. Einstein empfand ein Leben lang Zürich als seine Heimatstadt und die Schweiz als das Land, dem er zugewandt war.

### Berliner Jahre 1914–1932

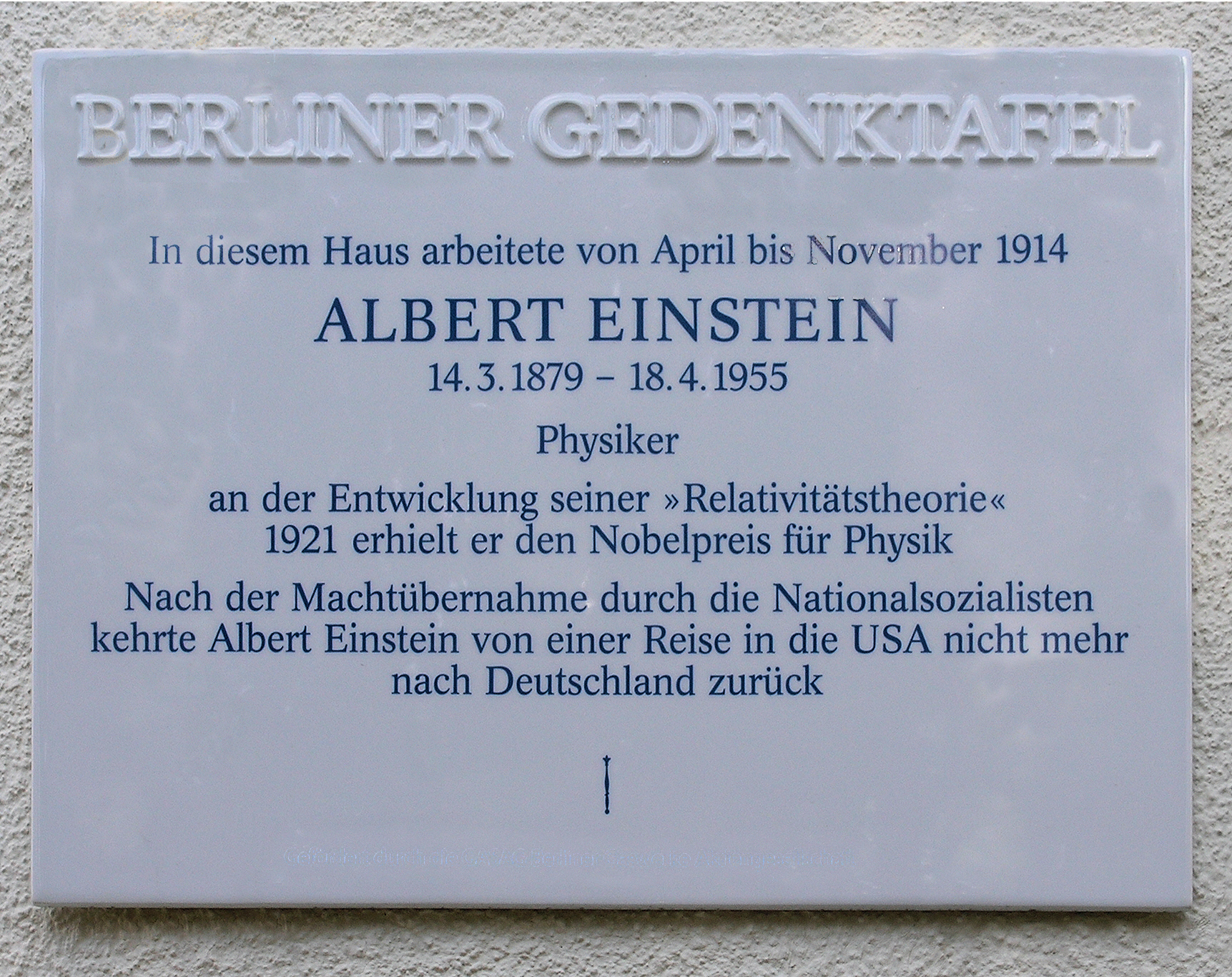
Berliner Gedenktafel am Haus Ehrenbergstraße 33 in Berlin-Dahlem

#### Berufliche Begegnungen und familiäre Einschnitte
1913 gelang es Max Planck, Einstein als hauptamtlich besoldetes Mitglied für die Preußische Akademie der Wissenschaften in Berlin zu gewinnen, wo er im April 1914 eintraf. Seine Frau kam mit den Kindern nach, kehrte jedoch alsbald wegen privater Differenzen nach Zürich zurück, weil Einstein sie dazu nötigte. Einstein erhielt die Lehrberechtigung an der Berliner Universität, aber ohne Verpflichtung dazu. Von allen Lehrtätigkeiten befreit, fand Einstein in Berlin Zeit und Ruhe, sein großes Werk, die Allgemeine Relativitätstheorie, zu Ende zu bringen. Er konnte sie 1916, zusammen mit einer Arbeit über den Einstein-de-Haas-Effekt, veröffentlichen. Zeitweise war Einstein bei der Mercur Flugzeugbau als beratender Ingenieur und für die Luftverkehrsgesellschaft tätig. Sein Interesse galt dabei der praktischen Umsetzung seiner Theorien von Wellen; sein Entwurf für ein Tragflächenprofil („Katzenbuckel“) war jedoch nicht erfolgreich. Seine Haltung zum Krieg schilderte er ausführlich in einem Schreiben, das derzeit in der Berliner Staatsbibliothek öffentlich ausgestellt wird.
Am 1. Oktober 1917 wurde er Direktor des Kaiser-Wilhelm-Instituts für Physik und blieb in dieser Position bis 1933. Von 1923 bis 1933 war Einstein auch Mitglied des Senats der Kaiser-Wilhelm-Gesellschaft.

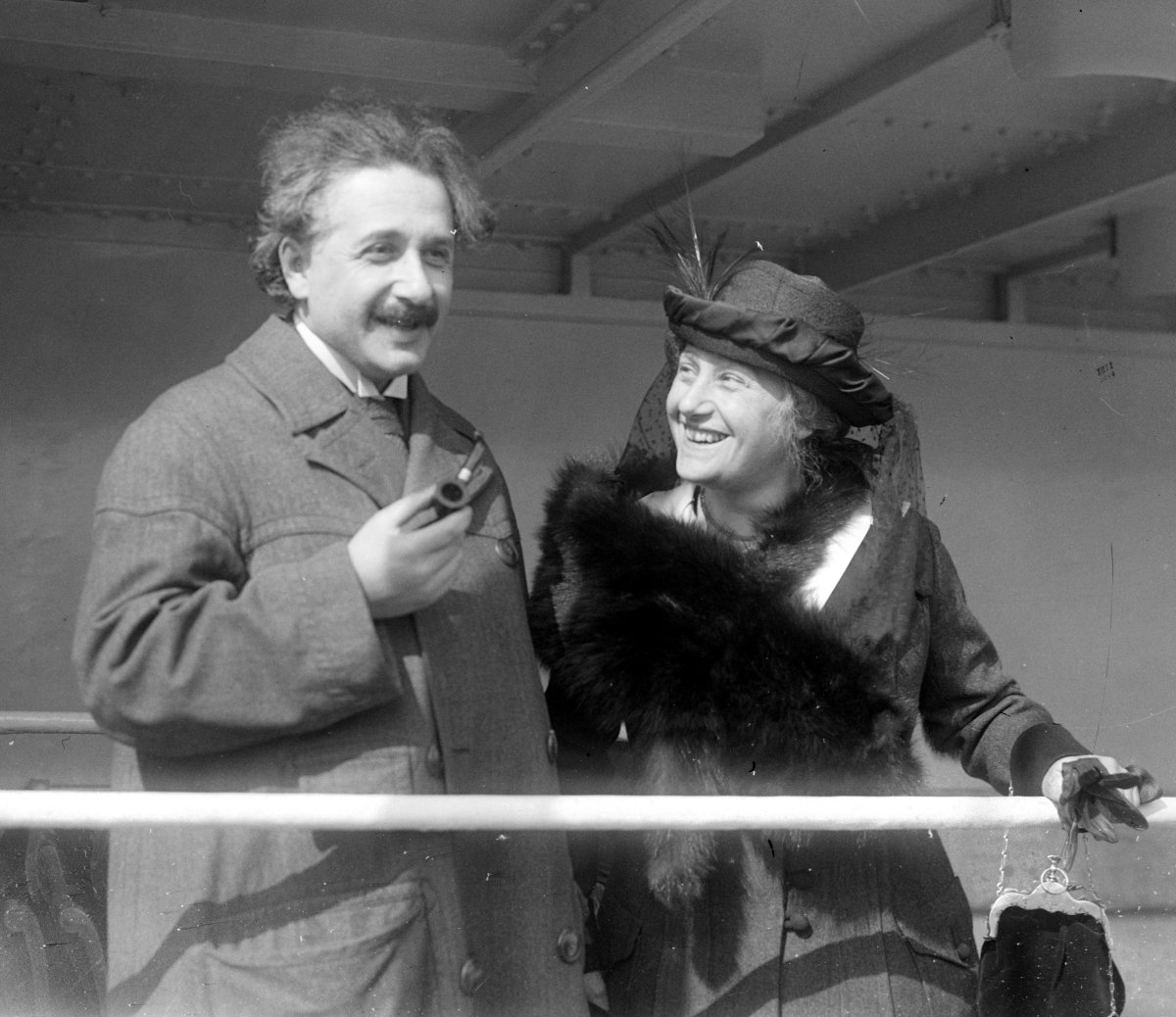
Elsa Löwenthal und Albert Einstein an Bord der Rotterdam, April 1921

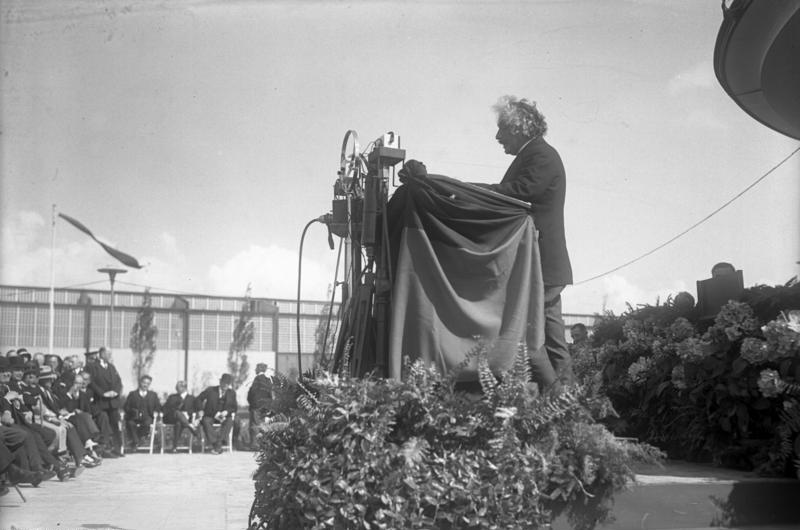
Einstein eröffnet die Funkausstellung in Berlin 1930

Zwischen 1917 und 1920 pflegte seine Cousine Elsa Löwenthal (geb. Einstein; 1876–1936) den kränkelnden Einstein. Infolgedessen zog Einstein 1917 förmlich in der Haberlandstr. 5 in Elsas Wohnung ein. Als Albert Einstein 1918 einen Ruf aus Zürich erhielt, entschied er sich wegen der ausgezeichneten Wissenschaftlerkontakte dafür, in Berlin zu bleiben, obwohl er im Sommerurlaub 1918 betonte, dass Zürich seine „wirkliche Heimat“ sei und die Schweiz das Land, dem er allein mit seiner Neigung zugetan sei. 1919 lotete Einstein ein Angebot aus Zürich aus, offenbar um in Berlin Bleibegelder zu erwirken. Fritz Haber besorgt diese Gelder.
Einstein ließ sich Anfang 1919 von Mileva scheiden, wenig später, am 2. Juni 1919, heiratete er Elsa. Sie brachte zwei Töchter mit in die Ehe. Jene Zeit war mit weiteren Einschnitten verbunden: Die politische Situation nach Ende des Ersten Weltkrieges verhinderte den Kontakt zu seinen Söhnen in der Schweiz. Anfang 1919 erkrankte Einsteins Mutter Pauline Einstein erneut schwer an Krebs. Einstein holte sie Ende 1919 zu sich nach Berlin. Sie starb am 20. Februar 1920 in seinem Arbeitszimmer. Außerdem gelang es Kurt Blumenfeld gerade jetzt, Einstein für den Zionismus zu interessieren. Vollends für den Zionismus gewann Einstein 1921 Chaim Weizmann, der ihn zu einer Reise in die USA überredete, auf der Einstein Spenden für die Hebrew University in Jerusalem warb.
Die Berliner Jahre waren auch durch einen regen Kontakt zu Max Wertheimer, dem Begründer der Gestalttheorie, gekennzeichnet. Es kam zu einem fruchtbaren Austausch zwischen den beiden Wissenschaftlern. So verfasste Einstein beispielsweise eine Einleitung zu Wertheimers Aufsätzen über Wahrheit, Freiheit, Demokratie und Ethik. Zunehmend begann er, sich auch politischen Fragestellungen zu öffnen (siehe hierzu den Abschnitt Politisches Engagement).
Zusammen mit Leopold Infeld gehörte er zu den häufigen Besuchern der Familie der Antonie „Toni“ Mendel († 1956), der Tante und Schwiegermutter von Bruno Mendel, mit der er eine enge Freundschaft pflegte. Diese hatte er etwa Anfang der 1920er Jahre über die gemeinsame Mitgliedschaft im pazifistischen Bund Neues Vaterland kennengelernt.

#### Experimentelle Bestätigung der vorherberechneten Lichtablenkung (1919)
Während der Sonnenfinsternis vom 29. Mai 1919 bestätigten Beobachtungen Arthur Stanley Eddingtons, dass die Ablenkung des Lichts eines Sterns durch das Schwerefeld der Sonne näher an dem von der Allgemeinen Relativitätstheorie vorhergesagten Wert lag als an dem der newtonschen Korpuskeltheorie. Joseph John Thomson, Präsident der Royal Society, kommentierte den Befund wie folgt:

„Dieses Resultat ist eine der größten Errungenschaften des menschlichen Denkens.“

Die experimentelle Bestätigung der damals kurios anmutenden Vorhersage Einsteins machte weltweit Schlagzeilen. Die plötzliche Bekanntheit sorgte fortan dafür, dass sich Einsteins Vorträge größter Beliebtheit erfreuten. Jeder wollte den berühmten Wissenschaftler in persona erleben. In den Jahren von 1920 bis 1924 entstand auf Initiative von Erwin Freundlich, einem langjährigen Mitstreiter, der Einsteinturm in Potsdam. Er diente seither astronomischen Beobachtungen, nicht zuletzt zu dem Zweck, Einsteins Theorie weiteren Überprüfungen zu unterziehen.

#### Verleihung des Nobelpreises (1922)

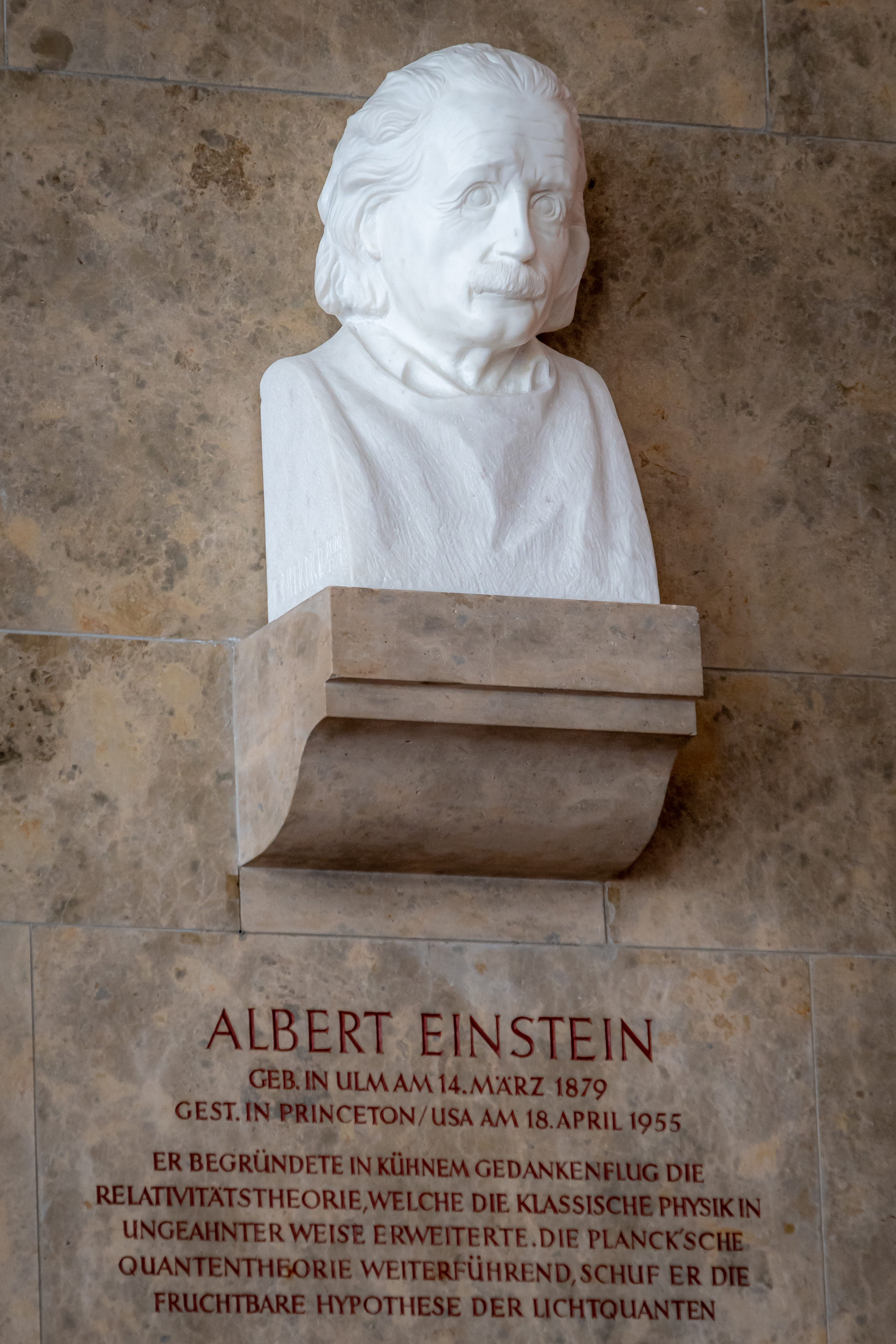
Büste von Albert Einstein im Deutschen Museum in München

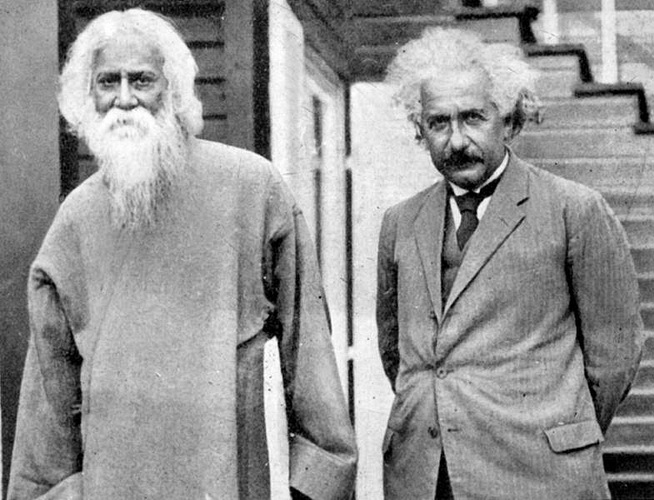
Rabindranath Tagore und Albert Einstein, 1930

Der Nobelpreis für Physik des Jahres 1921 wurde erst am 9. November 1922 vergeben: an Albert Einstein „für seine Verdienste um die theoretische Physik, besonders für seine Entdeckung des Gesetzes des photoelektrischen Effekts“. Einstein hatte sich am 7. Oktober in Marseille zu einer Vortragsreise nach Japan eingeschifft, wo er am 17. November eintraf, und konnte deshalb an der Verleihungszeremonie in Stockholm am 10. Dezember 1922 nicht teilnehmen. Dort übernahm es der Gesandte des Deutschen Reiches Rudolf Nadolny, „seinen Preis aus den Händen S. M. des Königs zu empfangen“ und beim abendlichen Bankett im Grand Hôtel Stockholm „auch in seinem Namen“ Dankesworte zu sprechen. Das Preisgeld überließ Einstein, wie es in der Scheidungsurkunde bereits festgelegt worden war, Mileva Marić und ihren gemeinsamen Söhnen.

#### Bau des „Einsteinhauses“

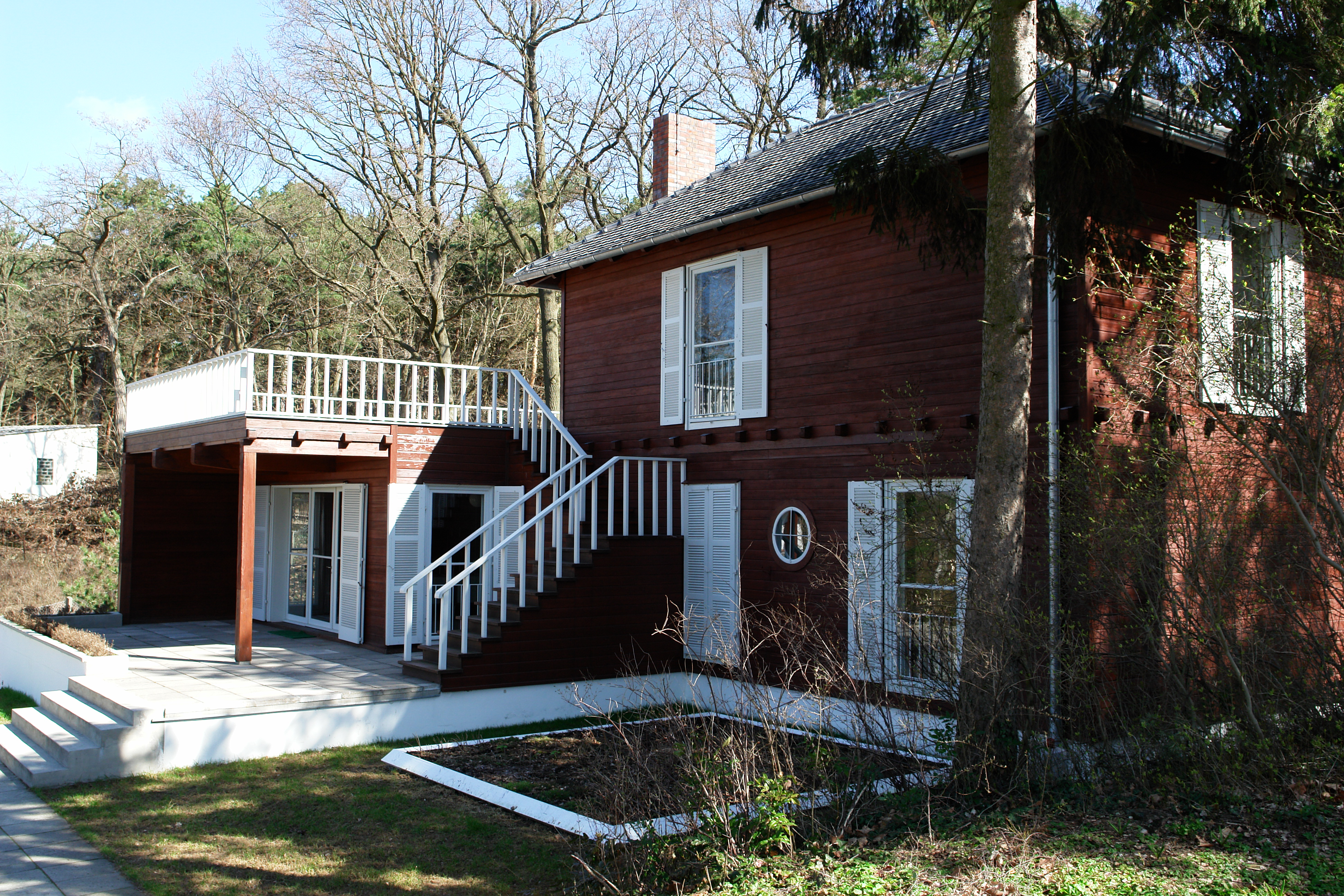
Sommerhaus von Albert Einstein in Caputh bei Potsdam

Anlässlich Einsteins 50. Geburtstag im Jahr 1929 sah sich die Stadt Berlin gefordert, ihrem berühmten Bürger ein angemessenes Geschenk zu überreichen. Oberbürgermeister Gustav Böß regte an, ihm ein Haus zu schenken. Die Presse griff die Geschichte auf. Mit der Zeit weitete sich die Diskussion jedoch zu einer offenen Kontroverse aus. Einstein und Elsa, mittlerweile auf der Suche nach einem geeigneten Grundstück in der Waldstraße 7 im Dorf Caputh bei Potsdam fündig geworden, verzichteten kurzerhand auf das Geschenk und finanzierten das heute Einsteinhaus genannte Haus aus eigener Tasche. Der Architekt Konrad Wachsmann wurde beauftragt, das zweistöckige Holzhaus am Hang oberhalb des Sees zu errichten. Es wurden teilweise vorgefertigte Holzelemente verwendet. Das Sommerhaus in Caputh war der Ausgangspunkt für viele Touren mit dem Segelboot während der Sommermonate bis 1932. Dieses Boot (ein Geburtstagsgeschenk von Freunden) war ein „20er Jollenkreuzer“ mit dem Namen Tümmler, der 1933 mit Einsteins übrigem Besitz von den Nationalsozialisten konfisziert wurde.

#### Die Konfrontation mit Niels Bohr
1930 konfrontierte Albert Einstein Niels Bohr bei der sechsten Solvay-Konferenz überraschend mit seinem Gedankenexperiment der Photonenwaage, mit dem er die Unvollständigkeit der Quantentheorie belegen wollte. Nur einen Tag später konnte Bohr zusammen mit Wolfgang Pauli und Werner Heisenberg Einstein unter Hinzuziehen von Überlegungen aus der Allgemeinen Relativitätstheorie jedoch widerlegen.

### Princeton 1932–1955

#### Reisetätigkeit und deutsche Ausbürgerung
Seine zunehmende Bekanntheit nutzte Einstein für etliche Reisen: Mit Genehmigung des preußischen Kultusministeriums hielt er Vorlesungen auf der ganzen Welt. 1921 unternahm er seine erste Reise in die USA mit mehrmonatigem Aufenthalt. Zahlreiche Ehrendoktorwürden wurden ihm zuteil, darunter die der Princeton University, wo er später lehrte. Alsbald plante er, fortan die Hälfte des Jahres in Princeton, New Jersey, die andere in Berlin zu verbringen. In Berlin war er wegen seiner pazifistischen Haltung zunehmend zum Gegenstand politischer Debatten geworden. Im Dezember 1932 reiste er erneut nach Pasadena (Kalifornien). Einstein reiste nach der Machtergreifung des NS-Regimes (30. Januar 1933) im März/April 1933 nach Europa; er gab in der deutschen Botschaft in Brüssel seinen Reisepass zurück.
Der Preußischen Akademie der Wissenschaften, der er 19 Jahre lang angehört hatte, teilte er am 28. März 1933 schriftlich (mit Bedauern) seinen Austritt mit und würdigte die Anregungen und menschlichen Beziehungen dort. Damit kam er einem Ausschluss zuvor, der sich nach der Veröffentlichung einer nicht für die Presse bestimmten pazifistischen Erklärung abzeichnete. Am 20. März hatte man Einsteins Haus in Caputh durchsucht, im April auch seine Stadtwohnung in der Berliner Haberlandstraße 5 (heute Neubau, Nr. 8). Am 4. April 1933 stellte Einstein einen Antrag auf Ausbürgerung (Entlassung aus dem preußischen Staatsverbund). Ein vierseitiger Brief vom 28. März 1933 an Einsteins Schwester Maja, in dem Einstein und seine Gattin ihren Wunsch nach Ausbürgerung mitteilen, wurde im Jahre 2018 versteigert. Der Antrag wurde abgelehnt, seinem Wunsch knapp ein Jahr später aber doch entsprochen, indem ihm die Staatsangehörigkeit per Strafausbürgerung (am 24. März 1934) aberkannt wurde. Er wurde seinerzeit auf die zweite Ausbürgerungsliste des Deutschen Reichs gesetzt.
Am 8. April 1933 wandte sich die Bayerische Akademie der Wissenschaften an ihn und bat ihn um eine Erklärung bezüglich seiner Haltung zur Bayerischen Akademie, in die er 1927 als korrespondierendes Mitglied aufgenommen worden war. Einstein antwortete am 21. April aus dem belgischen Ferienort De Haan, die Gründe für sein Ausscheiden aus der Preußischen Akademie würden an und für sich nicht eine Lösung seiner Beziehungen zur Bayerischen Akademie bedingen. Dennoch wünsche er, aus der Mitgliederliste gestrichen zu werden. Die Deutsche Akademie der Naturforscher Leopoldina hatte Einstein bereits Anfang 1933 mit einem Bleistifteintrag in ihren Matrikelbüchern als Mitglied gestrichen. Am 10. Mai 1933 proklamierte der Propagandaminister Joseph Goebbels: „Jüdischer Intellektualismus ist tot“ und ließ im Rahmen der öffentlichen Verbrennung „undeutschen Schrifttums“ symbolisch auch Schriften von Einstein verbrennen. Einstein fand auch heraus, dass sein Name auf einer Attentatsliste mit Kopfgeld von 5000 Dollar stand. Eine deutsche Zeitschrift setzte seinen Namen auf eine Liste der Feinde der deutschen Nation mit dem Kommentar: „noch nicht gehängt“.

#### Suche nach der Weltformel
1933 wurde Einstein Mitglied des Institute for Advanced Study, eines kurz zuvor in der Nähe der Princeton University gegründeten privaten Forschungsinstituts. Es gelang ihm, fast seinen gesamten Besitz, darunter seinen Flügel, von Berlin nach Princeton transportieren zu lassen, weil Frankreichs Botschafter André François-Poncet ihn als Diplomatengepäck nach Frankreich bringen ließ. Vom August 1935 bis zu seinem Tod lebte Einstein im Haus Mercer Street 112 in Princeton. Es war das erste eigene Haus, das ganzjährig bewohnbar war, das Albert und Elsa Einstein besaßen. Die Stadt Princeton bildete damals einen Mikrokosmos der modernen Forschung. Einstein befasste sich bald mit der Suche nach einer einheitlichen Feldtheorie, die seine Feldtheorie der Gravitation (die Allgemeine Relativitätstheorie) mit der des Elektromagnetismus vereinigen sollte. Bis zu seinem Tode mühte er sich vergeblich, eine Weltformel zu finden – was bis heute auch keinem anderen Forscher gelungen ist.

#### Private Situation im Exil

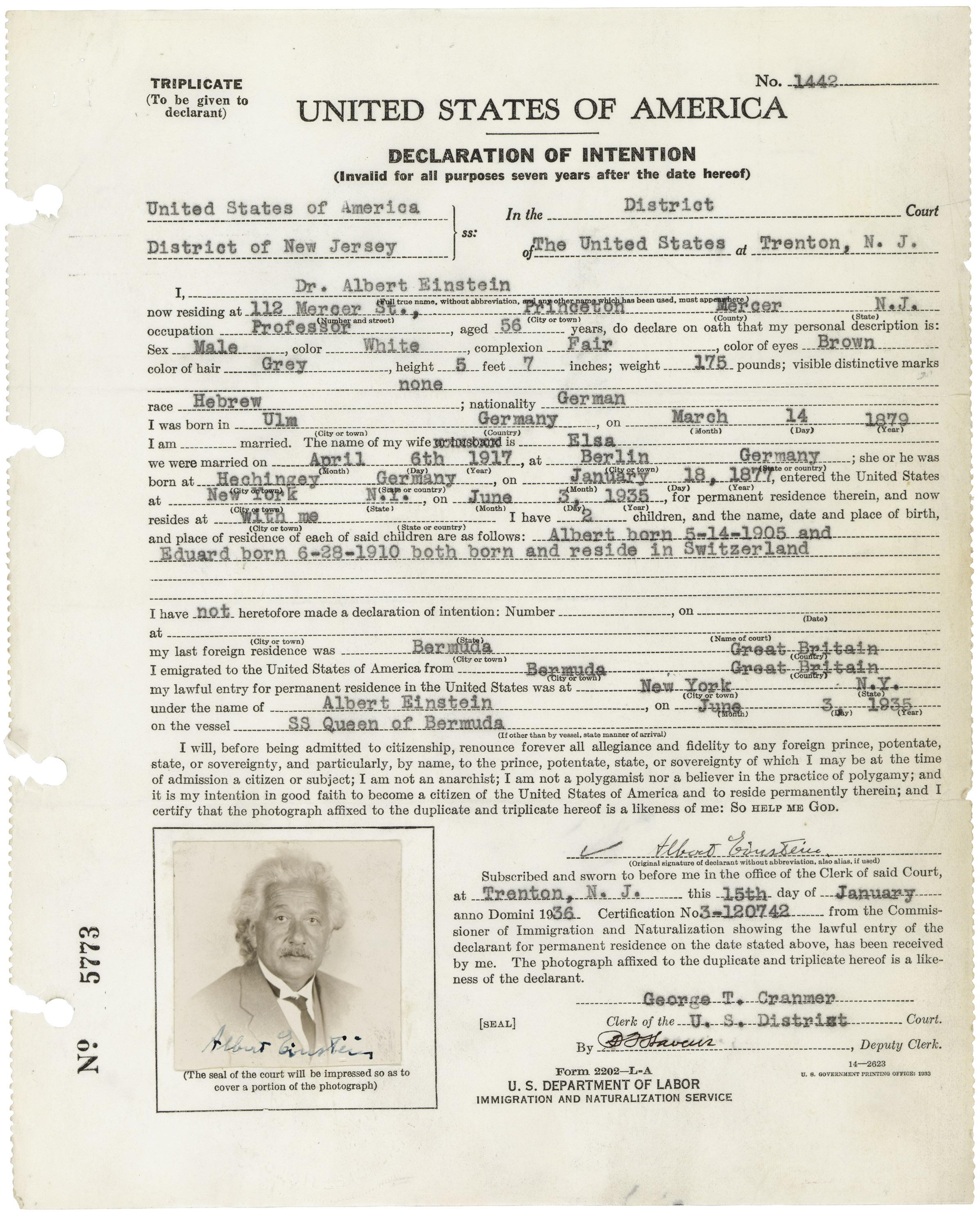
Einwanderungsurkunde von Januar 1936

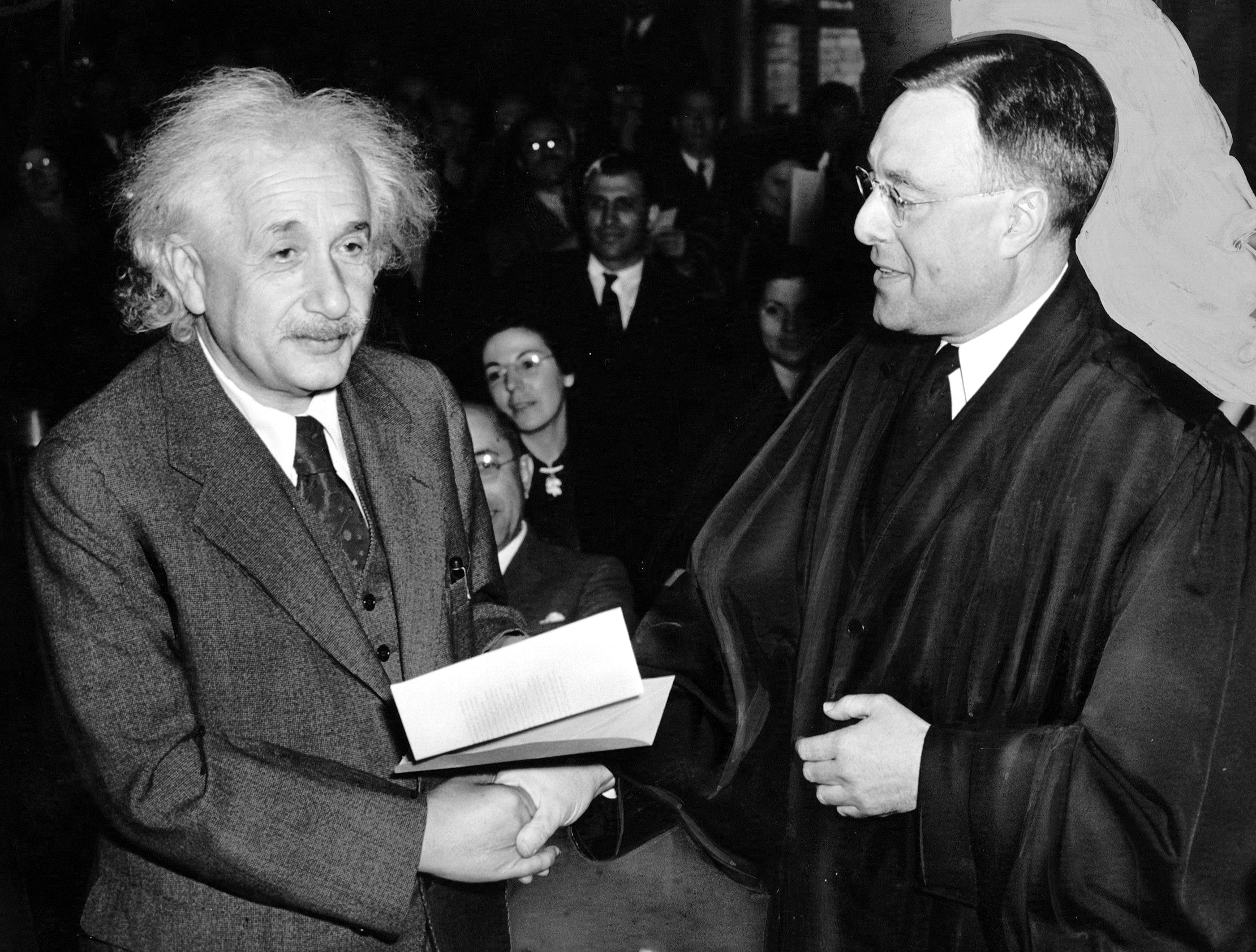
Am 1. Oktober 1940 erhielt Einstein von Richter Phillip Forman die amerikanische Einbürgerungsurkunde

Seine letzte Auslandsreise außerhalb der USA nach seiner Übersiedlung dorthin unternahm Einstein 1935 auf die zu Großbritannien gehörenden Bermudainseln, ein Zwangsaufenthalt aus formalen Gründen, da er damals noch nicht US-Staatsbürger war.
Im Jahr 1936 starb Einsteins Ehefrau Elsa. 1939 kam seine Schwester Maja nach Princeton, allerdings ohne ihren Mann Paul, der keine Einreisegenehmigung erhalten hatte. Sie wohnte bis zu ihrem Tod 1951 bei ihrem Bruder.
Im Jahr 1938 half er zusammen mit Thomas Mann dem Schriftsteller Hermann Broch, der im zuvor „angeschlossenen“ Österreich kurze Zeit inhaftiert worden war, ebenfalls in die Vereinigten Staaten zu emigrieren. Beide blieben im Exil miteinander befreundet. Wie diesem verhalf Einstein auch seinem Caputher Architekten Konrad Wachsmann und zahlreichen weiteren bedrohten jüdischen Künstlern und Wissenschaftlern durch Empfehlungsschreiben und Gutachten zur Ausreise aus Deutschland und zur Einreise in die USA.
Am 15. Dezember 1938 trat er aus der Accademia Nazionale dei Lincei in Rom aus, nachdem diese zuvor alle 27 jüdischen italienischen Mitglieder ausgeschlossen hatte.
Am 1. Oktober 1940 erhielt Einstein die Staatsbürgerschaft der Vereinigten Staaten. Die schweizerische Staatsbürgerschaft (Bürgerort Zürich) behielt er zeitlebens.

#### Einsteins Warnung vor einer deutschen Atombombe
Die Entdeckung der Kernspaltung im Dezember 1938 durch Otto Hahn und Fritz Straßmann in Berlin beschwor in der Wissenschaftsgemeinde die Erkenntnis einer nuklearen Bedrohung herauf. Im August 1939, kurz vor Beginn des Zweiten Weltkriegs, unterzeichnete Einstein einen von Leó Szilárd verfassten Brief an den amerikanischen Präsidenten Franklin D. Roosevelt, der vor der Gefahr einer „Bombe neuen Typs“ warnte, die Deutschland möglicherweise entwickle und gar bald besitzen könne. Angesichts von Geheimdienstberichten um entsprechende deutsche Anstrengungen fand der Appell Gehör, und zusätzliche Forschungsgelder wurden bereitgestellt: Das Manhattan-Projekt mit dem erklärten Ziel der Entwicklung einer Atombombe war aus der Taufe gehoben.
In seinen Memoiren vertritt Einstein die Auffassung, dass er sich zu leichtfertig von der Notwendigkeit der Unterzeichnung dieses Briefes überzeugen ließ. Am 16. November 1954 sagte er zu seinem Freund Linus Pauling:

“I made one great mistake in my life – when I signed the letter to President Roosevelt recommending that atom bombs be made; but there was some justification – the danger that the Germans would make them.”

„Ich habe einen schweren Fehler in meinem Leben gemacht – als ich den Brief an Präsident Roosevelt mit der Empfehlung zum Bau von Atombomben unterzeichnete; aber es gab eine gewisse Rechtfertigung dafür – die Gefahr, dass die Deutschen welche bauen würden.“

Entgegen dieser späteren Erinnerung enthielt der Einstein-Szilárd-Brief keine explizite Empfehlung zum Bau einer Kernwaffe durch die USA. Vielmehr machte er Roosevelt auf die neuesten Ergebnisse der Uranforschung und deren Konsequenzen aufmerksam, empfahl der US-Regierung diese Forschung im Auge zu behalten und zu fördern und warnte vor der Möglichkeit, dass Nazi-Deutschland eine Atombombe bauen könnte, was mit dem Uranprojekt tatsächlich versucht wurde.
Am Manhattan-Projekt der USA war Einstein jedoch gänzlich unbeteiligt. Vannevar Bush fragte ihn zwar im Dezember 1941 um Rat zu einem Problem, das in Zusammenhang mit der Isotopentrennung stand, das FBI und offizielle Stellen in Washington stuften ihn aber unter anderem wegen seiner unverhüllten Sympathien für den Kommunismus als Sicherheitsrisiko ein, und er wurde von den US-amerikanischen Geheimdiensten beobachtet. Weder durfte er in technische Einzelheiten des streng geheimen Projekts eingeweiht werden, noch überhaupt offiziell von dessen Existenz erfahren. Er war aber an einer Zusammenarbeit mit dem US-Militär interessiert und beriet ab Mai 1943 die US-Navy über Sprengstoffe und Torpedos. Als Beitrag zu den Kriegsanstrengungen stiftete er sein Originalmanuskript über die Spezielle Relativitätstheorie von 1905, das in Kansas City im Februar 1944 für 6,5 Millionen US-Dollar versteigert wurde, die in Kriegsanleihen der USA investiert wurden.
1945 trat Leó Szilárd erneut an ihn heran, diesmal zur Verhinderung des Einsatzes von Atomwaffen nach der Kapitulation Deutschlands, und Einstein schrieb ein wegen Roosevelts Tod folgenlos gebliebenes Empfehlungsschreiben für Szilárd an den Präsidenten, damit Szilárd bei diesem seine Bedenken vortragen konnte. Nach dem Abwurf der Atombombe wurde Einstein, der zunächst schwieg, zur Stellungnahme gedrängt, nachdem sein Schreiben an Roosevelt von 1939 durch den Smyth Report bekannt geworden war. In einem Interview mit einem Journalisten der New York Times sprach er sich im September 1945 für eine Weltregierung aus, um künftig Kriege zu verhüten, kam darauf auch im Rahmen einer Nobel-Gedenkrede im Dezember 1946 in New York zurück und engagierte sich in dem von Szilárd ins Leben gerufenen Emergency Committee of Atomic Scientists, setzte sein Engagement für internationale Rüstungskontrolle aber auch nach dessen Ende 1948 fort. Über seine eigene Beteiligung bei der Initiierung des Manhattan-Projekts urteilte er im März 1947 in einem Newsweek-Interview, dass er dies nicht getan hätte, wenn er vom geringen Fortschritt der Deutschen in deren Atombombenprojekt gewusst hätte, und dass die Entwicklung im Übrigen auch ohne ihn erfolgt wäre.

#### Emeritierung

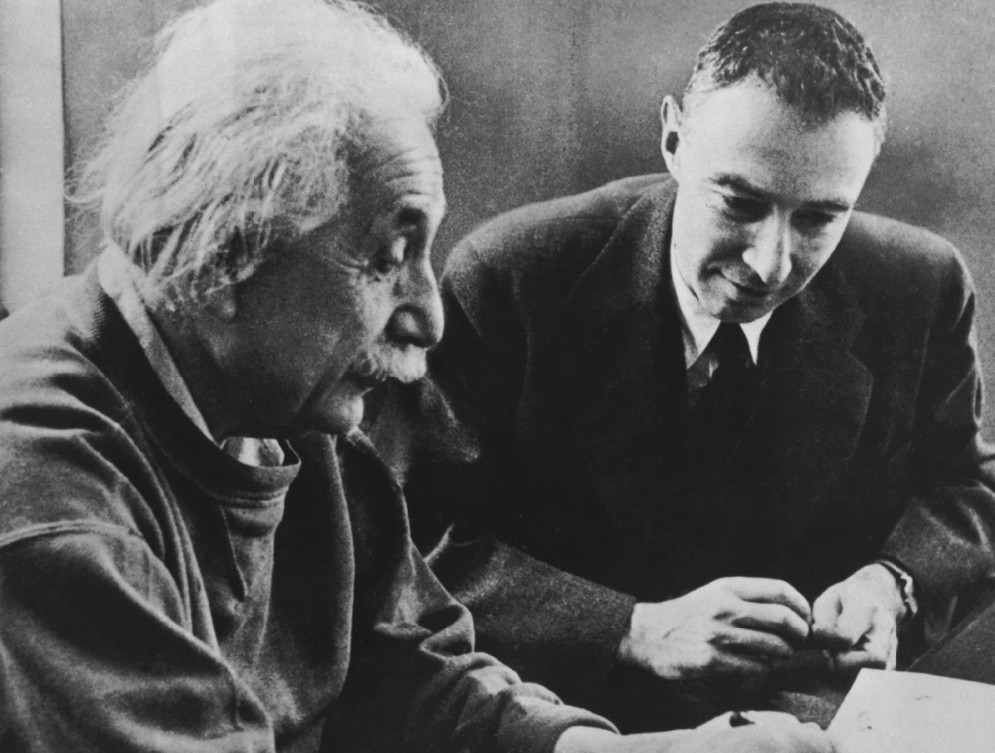
Albert Einstein und Robert Oppenheimer, um 1950

Nach dem Krieg prägte sich der Öffentlichkeit das Bild des alten, sich nachlässig kleidenden Professors in Princeton ein. Er wurde häufig um Stellungnahmen ersucht und von hohen Staatsgästen besucht wie Jawaharlal Nehru. Auch nach seiner Emeritierung 1946 arbeitete er weiter mit Assistenten am Institute for Advanced Study an seiner Vereinheitlichten Feldtheorie. Seine letzten Jahre waren durch den Tod seiner Schwester Maja 1951 und anderer Freunde getrübt. Im selben Jahr führte Einsteins Aussage im antikommunistisch motivierten Prozess gegen den Bürgerrechtler W. E. B. Du Bois zur Einstellung des Verfahrens. Im Mai 1953 nahm er in einem in der New York Times veröffentlichten Brief gegen die McCarthy-Ausschüsse Stellung und rief zur Aussageverweigerung auf. 1954 unterstützte er Robert Oppenheimer in dessen Sicherheitsanhörungen.

#### Haltung zu Deutschland
Die von Deutschen betriebene Vernichtung der Juden während der Zeit des Nationalsozialismus war für Einstein der Grund dafür, die allgemeine Ablehnung bis zu seinem Lebensende aufrechtzuerhalten. So schrieb er in einem Brief an Arnold Sommerfeld im Dezember 1945: „Nachdem die Deutschen meine jüdischen Brüder in Europa hingemordet haben, will ich nichts mehr mit Deutschen zu tun haben, auch nichts mit einer relativ harmlosen Akademie.“ Er fügte auf Sommerfeld und einige andere bezogen hinzu: „Anders ist es mit den paar Einzelnen, die in dem Bereich der Möglichkeit standhaft geblieben sind.“
Auch Jahre nach dem Krieg sah er kein ausgeprägtes Reue- oder Schuldgefühl in Deutschland und vermied weiter jegliche Einlassung mit den dortigen öffentlichen Institutionen. Ein Ansinnen von Otto Hahn, Mitglied der Max-Planck-Gesellschaft zu werden, wies er brüsk mit ebenso deutlichen Worten zurück wie jenes von Sommerfeld, ihn wieder in die Bayerische Akademie der Wissenschaften aufzunehmen, oder das von Theodor Heuss bezüglich des Ordens Pour le Mérite. Er wollte auch nicht, dass seine Bücher künftig in Deutschland erscheinen. Auf die Nachricht, dass sein Freund Max Born zurück nach Deutschland ziehen wollte, reagierte er mit Unverständnis. Seine Abneigung gegen Deutschland übertrug er allerdings nicht generell auf einzelne Personen oder Kollegen, insbesondere nicht, wenn sie wie Sommerfeld, Max Planck und Max von Laue Distanz zu den Nationalsozialisten bewahrt hatten.

#### Sorge um den Frieden
Trotz seiner Gebrechen fand er auch noch kurz vor seinem Tod die nötige Kraft, um für seine Vision vom Weltfrieden einzutreten. So unterzeichnete er am 11. April 1955 zusammen mit zehn weiteren namhaften Wissenschaftlern das sogenannte Russell-Einstein-Manifest zur Sensibilisierung der Menschen für die Abrüstung. Die letzten Notizen von Einstein betreffen eine Rede, die er zum Jahrestag der israelischen Unabhängigkeit halten wollte. An dem Entwurf arbeitete er noch am 13. April 1955 zusammen mit dem israelischen Konsul. Am Nachmittag desselben Tages brach Einstein zusammen und wurde zwei Tage später ins Princeton Hospital gebracht.

#### Tod
Einstein starb am 18. April 1955 im Alter von 76 Jahren in Princeton an inneren Blutungen, die durch die Ruptur eines Aortenaneurysmas verursacht worden waren. Einstein lehnte die (seinerzeit experimentelle) operative Behandlung ab, mit den Worten:

“I want to go when I want. It is tasteless to prolong life artificially. I have done my share; it is time to go. I will do it elegantly.”

„Ich will gehen, wenn ich möchte. Es ist geschmacklos, das Leben künstlich zu verlängern. Ich habe meinen Teil getan; es ist Zeit zu gehen. Ich werde es elegant tun.“

Einstein litt häufig unter starken Bauchschmerzen. Als Rudolf Nissen, ein Sauerbruch-Schüler, Einstein am 31. Dezember 1948 operierte, fand er ein riesiges Bauchaortenaneurysma, das vom Zwerchfell bis an die Bifurkation reichte. Zum damaligen Zeitpunkt waren das Entfernen und Ersetzen durch eine Prothese noch keine Option. Sein Hausarzt Rudolf Ehrmann klärte Einstein über das Risiko eines Einrisses auf und verbot ihm u. a. strikt das Rauchen. Wegen seiner gesundheitlichen Probleme hatte er schon seit Ende der 1940er Jahre Princeton kaum mehr verlassen. Die Nachtschwester Alberta Rozsel des Princeton Hospital war bei Einstein, als er starb. Sie berichtete, dass er kurz vor seinem Tod etwas auf Deutsch gemurmelt habe. Der Pathologe Thomas Harvey stahl nach der Obduktion das Gehirn und die Augen von Albert Einstein. Seine Intention war vor allem, das Gehirn für weitere Untersuchungen seiner womöglich einzigartigen Struktur der Nachwelt zu erhalten.
Der größte Teil des Gehirns befindet sich heute konserviert im National Museum of Health and Medicine in Chicago, die Augen in New York. Der Rest seines Körpers wurde, seinem Wunsch entsprechend, verbrannt und die Asche an einem unbekannten Ort verstreut. Der österreichische Schriftsteller Franzobel veröffentlichte im Jahr 2023 einen Roman über die Geschichte von Harveys Umgang mit Einsteins Gehirn.

## Naturwissenschaftliche Entdeckungen und Erfindungen

### Physik

#### Relativitätstheorie
Albert Einstein begründete die physikalische Relativitätstheorie, die er (nach wichtigen Vorarbeiten von Hendrik Antoon Lorentz und Henri Poincaré) 1905 als Spezielle Relativitätstheorie und erstmals 1915 als Allgemeine Relativitätstheorie veröffentlichte. Einsteins Werke führten zu einer Revolution der Physik; die Spezielle und die Allgemeine Relativitätstheorie gehören bis heute zu den Grundpfeilern der modernen Physik. Zur einfacheren Formulierung führte er 1916 die einsteinsche Summenkonvention ein, durch die Tensorprodukte kompakter geschrieben werden können.

#### Gegenstand des Nobelpreises

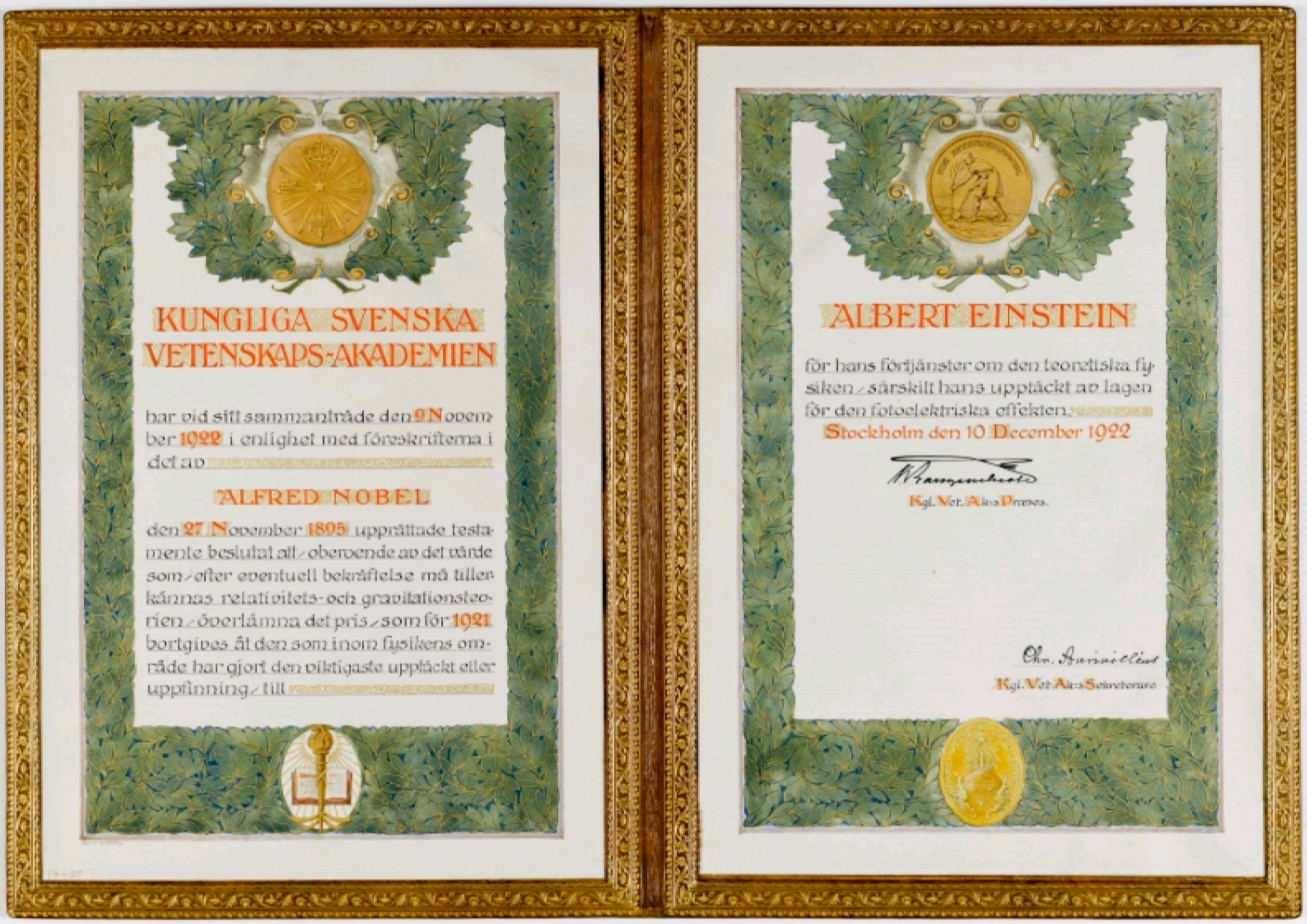
Nobelpreis 1921, am 10. Dezember 1922 überreicht

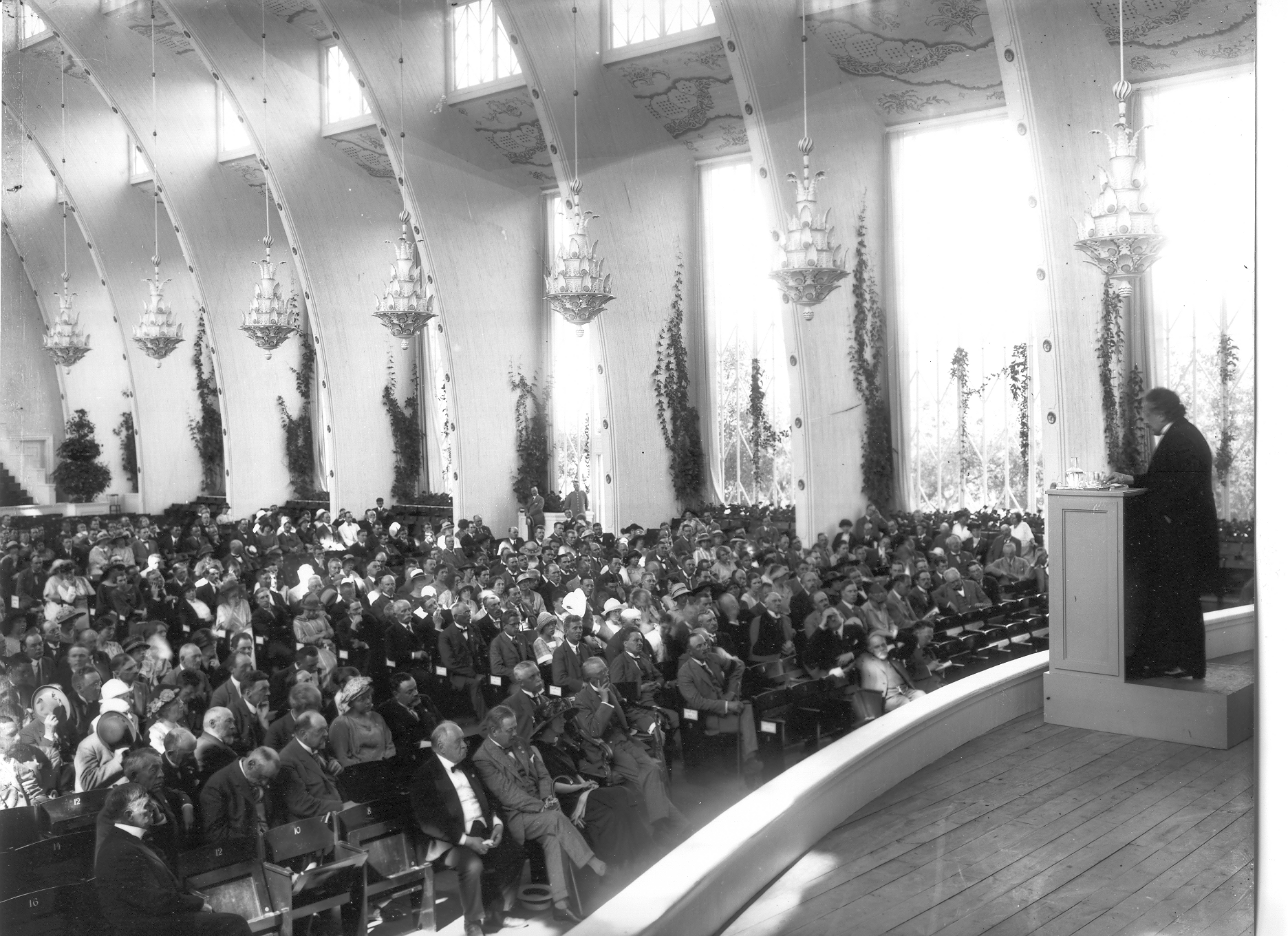
Einsteins Vorlesung am 11. Juli 1923 in Göteborg

Einstein war ab 1910 mit zunehmender Häufigkeit für den Nobelpreis vorgeschlagen worden, besonders auch ab 1919 nach der öffentlichen Sensation der richtigen Vorhersage der Lichtablenkung durch Gravitation. Das stieß im Nobelpreiskomitee aber auf anhaltenden Widerstand, der auch dazu führte, dass der Preis für das Jahr 1921 nicht termingerecht vergeben wurde, sondern erst ein Jahr später zusammen mit dem Preis für 1922. Viele Mitglieder des Nobelpreiskomitees neigten eher zur Experimentalphysik als zur theoretischen Physik und beargwöhnten die theoretischen Entwicklungen zur Quantennatur des Lichts und zu den beiden Relativitätstheorien als zu spekulativ. Während Einsteins Gesetz des photoelektrischen Effekts inzwischen durch Messungen belegt war, wurde die 1919 von Arthur Stanley Eddington bei Sonnenfinsternisbeobachtungen berichtete Beobachtung einer von der Allgemeinen Relativitätstheorie vorhergesagten Ablenkung des Lichts von Sternen nahe der Sonne (Gravitationslinseneffekt) wegen mangelnder Messgenauigkeit weiter bezweifelt. Besonders Allvar Gullstrand, der auch verschiedene Fehler in Einsteins Theorien gefunden zu haben glaubte, verhinderte entgegen stärkster internationaler Befürwortung noch 1921 die Nominierung Einsteins.
So erhielt Einstein zwar den für das Jahr 1921 bestimmten Physik-Nobelpreis, aber erst ein Jahr später und dabei weder für eine seiner Relativitätstheorien noch für die Lichtquantenhypothese, mit der er das Gesetz des photoelektrischen Effekts gefunden hatte, sondern lediglich für die Entdeckung dieses Gesetzes. Für seine Nobelpreisrede erhielt er die Auflage, sich nicht zur Relativitätstheorie zu äußern. Wegen eines Aufenthalts in Japan nahm Einstein nicht am offiziellen Staatsakt im Dezember 1922 teil, sondern nahm den Preis am 11. Juli 1923 auf der 17. Nordischen Naturforscherversammlung (17:e Skandinaviska Naturforskarmötet) in Göteborg entgegen und hielt – zum Gefallen des anwesenden schwedischen Königs und tausend weiterer Zuhörer – seine Rede mit dem Titel Grundgedanken und Probleme der Relativitätstheorie. Antisemitische Physiker aus Deutschland, darunter Philipp Lenard, der Nobelpreisträger 1905, hatten zuvor noch vergeblich protestiert.

#### Quantenphysik

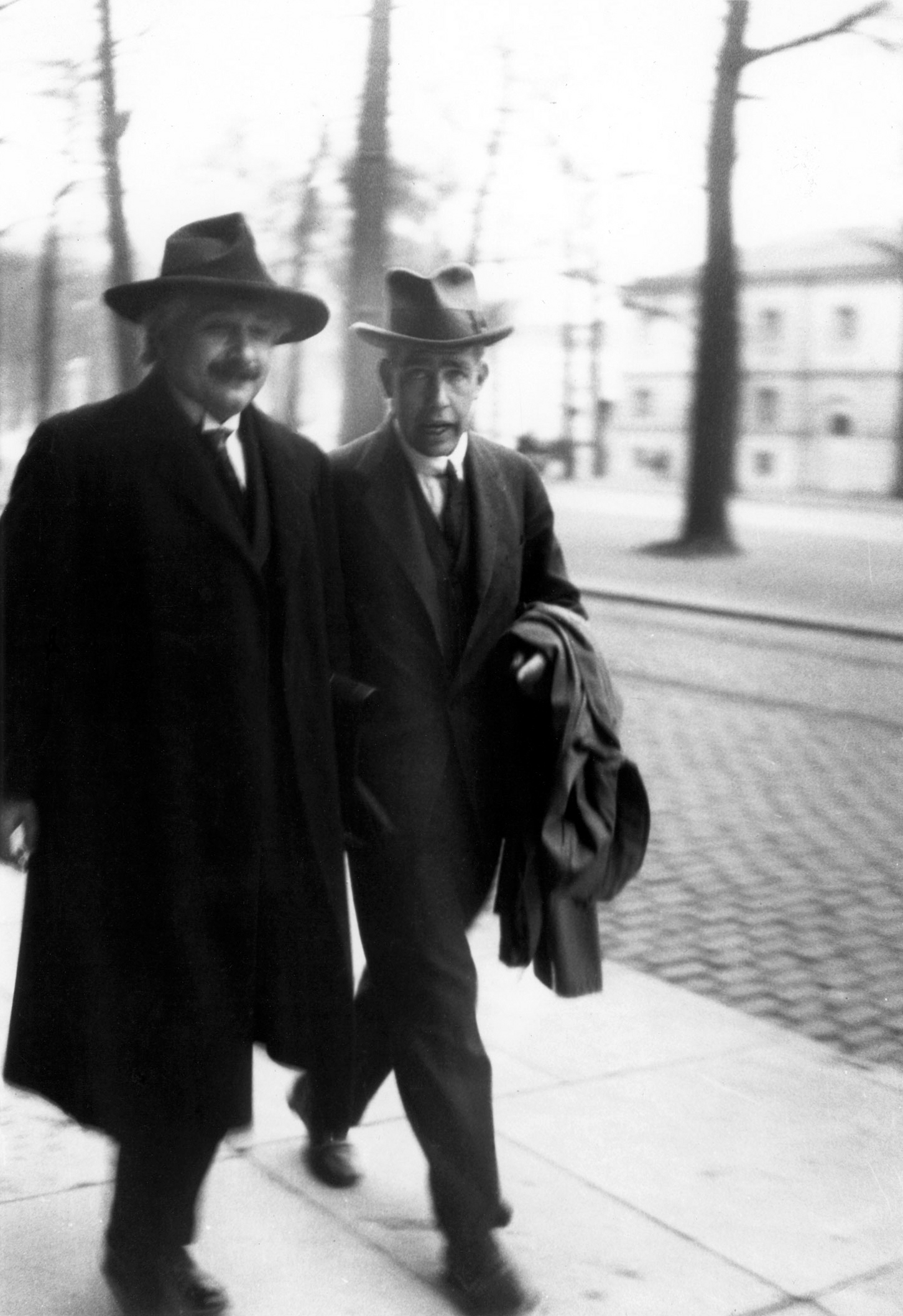
Albert Einstein mit Niels Bohr 1930 in Brüssel,
Fotografie von Paul Ehrenfest

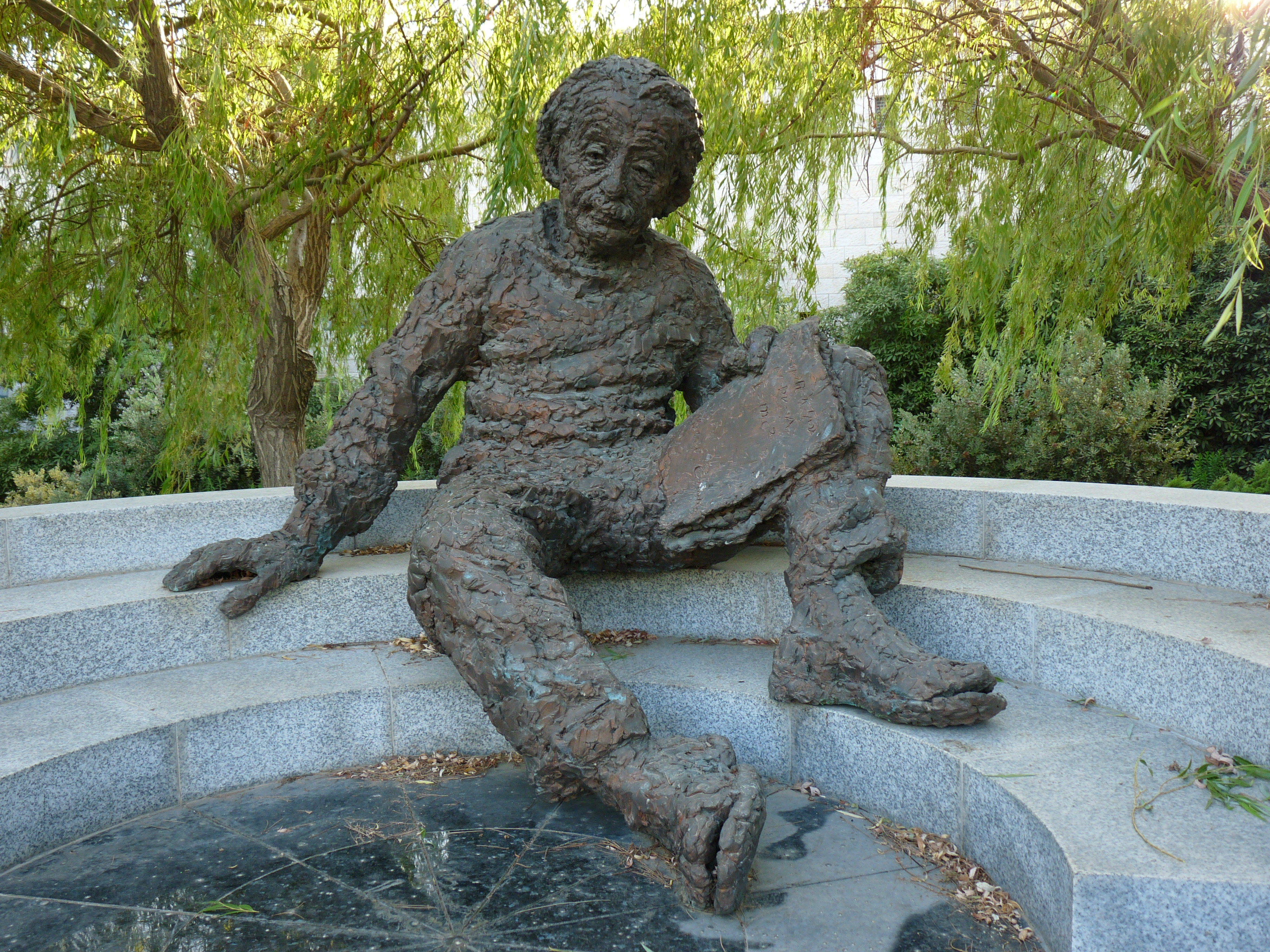
Von Robert Berks geschaffene Statue Einsteins im Hof der Israelischen Akademie der Wissenschaften

Bemerkenswert ist Einsteins Verhältnis zu einem weiteren Pfeiler der modernen Physik, der Quantenphysik: einerseits, weil einiges von seiner Arbeit, wie die Erklärung des photoelektrischen Effekts, deren Grundlage bildete; andererseits, weil er später viele Ideen und Deutungen der Quantenmechanik ablehnte. Eine berühmte Diskussion verbindet Einstein mit dem Physiker Niels Bohr. Gegenstand war die unterschiedliche Auslegung der neuen Quantentheorie, die Heisenberg, Schrödinger und Dirac ab 1925 entwickelten. Einstein stand insbesondere dem Begriff der Komplementarität Bohrs kritisch gegenüber.
Einstein glaubte, dass die zufälligen Elemente der Quantentheorie sich später als nicht wirklich zufällig beweisen lassen würden. Diese Einstellung veranlasste ihn, erstmals im Streit mit Max Born, zu der berühmt gewordenen Aussage, dass der Alte (bzw. Herrgott) nicht würfle:

„Die Quantenmechanik ist sehr achtunggebietend. Aber eine innere Stimme sagt mir, daß das noch nicht der wahre Jakob ist. Die Theorie liefert viel, aber dem Geheimnis des Alten bringt sie uns kaum näher. Jedenfalls bin ich überzeugt, daß der Alte nicht würfelt.“

Er stützte seine Überlegungen mit verschiedenen Gedankenexperimenten, unter anderem mit dem viel diskutierten Einstein-Podolsky-Rosen-Experiment oder mit der Photonenwaage. Im Diskurs jedoch blieben Bohr und seine Anhänger zumeist siegreich; auch aus heutiger Sicht sprechen die experimentellen Belege gegen Einsteins Standpunkt.

#### Laser
1916 postulierte er die stimulierte Emission von Licht. Dieser quantenmechanische Vorgang ist die physikalische Grundlage des Lasers, der erst 1960 – also nach seinem Tod – erfunden wurde. Neben dem Transistor zählt der Laser zu den bedeutendsten technischen Erfindungen des 20. Jahrhunderts, die auf die Quantenphysik zurückgehen.

#### Bose-Einstein-Kondensation
1924 sagte er zusammen mit Satyendranath Bose einen quantenmechanischen, aber dennoch makroskopischen Materiezustand voraus, der bei extrem tiefen Temperaturen eintreten sollte. Der später als Bose-Einstein-Kondensation bezeichnete Phasenübergang konnte 1995 erstmals im Labor beobachtet werden. Im August 2005 wurde an der Universität Leiden ein 16-seitiges Manuskript von Einstein entdeckt, das sich mit seiner letzten großen Entdeckung, der Bose-Einstein-Kondensation, beschäftigt.

#### Einheitliche Feldtheorie
In seinen späten Jahren beschäftigte sich Einstein mit der Frage nach einer einheitlichen Feldtheorie aller Naturkräfte auf Grundlage seiner Allgemeinen Relativitätstheorie; ein Unterfangen, das allerdings nicht von Erfolg gekrönt war und noch heute ungelöst ist.
Häufig wird Einstein als einer derjenigen genannt, die einen hypothetischen Äther ablehnten und abschaffen wollten; das war jedoch nur einschränkend der Fall, wie in einer seiner Reden deutlich wird, gehalten am 5. Mai 1920 an der Reichs-Universität zu Leiden:

„Zusammenfassend können wir sagen: Nach der Allgemeinen Relativitätstheorie ist der Raum mit physikalischen Qualitäten ausgestattet; es existiert also in diesem Sinne ein Äther. Gemäß der Allgemeinen Relativitätstheorie ist ein Raum ohne Äther undenkbar; denn in einem solchen gäbe es nicht nur keine Lichtfortpflanzung, sondern auch keine Existenzmöglichkeit von Maßstäben und Uhren, also auch keine räumlich-zeitlichen Entfernungen im Sinne der Physik. Dieser Äther darf aber nicht mit der für ponderable Medien charakteristischen Eigenschaft ausgestattet gedacht werden, aus durch die Zeit verfolgbaren Teilen zu bestehen; der Bewegungsbegriff darf auf ihn nicht angewendet werden.“

Einstein lässt im Sinne dieser Zusammenfassung weiterhin nur einen von der Elektrodynamik unabhängigen, gravitativen Äther zu, nicht jedoch den elektromagnetischen Äther des 19. Jahrhunderts mit seinen erforderlichen Bewegungszuständen, die – wie schon 1905 – nach wie vor ausdrücklich ausgeschlossen werden. Diese Tatsache kommt in der oft zitierten Rede von 1920, etwas vor obiger Zusammenfassung, ebenfalls deutlich zum Ausdruck.

„Betrachten wir das Gravitationsfeld und das elektromagnetische Feld vom Standpunkt der Ätherhypothese, so besteht zwischen beiden ein bemerkenswerter prinzipieller Unterschied. Kein Raum und auch kein Teil des Raumes ohne Gravitationspotentiale; denn diese verleihen ihm seine metrischen Eigenschaften, ohne die er überhaupt nicht gedacht werden kann. Die Existenz des Gravitationsfeldes ist an die Existenz des Raumes unmittelbar gebunden. Dagegen kann ein Raumteil sehr wohl ohne elektromagnetisches Feld gedacht werden.“

Siehe auch:
- Einheitliche Feldtheorie
- Äther (Physik), insbesondere Gravitationsäther
- Einsteinsche Summenkonvention
- Einsteinkoeffizienten

### Technik
Einstein ist als theoretischer Physiker weltberühmt. Einem umfassenden Bild seiner wissenschaftlichen Persönlichkeit fehlt aber eine Facette, wenn man seine Leistungen als Experimentalphysiker und Ingenieur nicht berücksichtigt.

#### Einstein-de-Haas-Effekt
1915 führte Einstein zusammen mit Wander Johannes de Haas ein schwieriges Experiment durch. Durch den heute als Einstein-de-Haas-Effekt bekannten Effekt bestimmte er indirekt das gyromagnetische Verhältnis oder den Landé-Faktor des Elektrons. Da damals der Spin noch nicht bekannt war, glaubte man, der Ferromagnetismus beruhe auf dem Umlauf der Elektronen um den Atomkern (ampèresche Molekularströme), was einen Landé-Faktor von 1 bedeutet hätte. Die Schwierigkeit des Experiments verursachte größere statistische und systematische Fehler; jedoch kam eine Messreihe dem vorhergesagten Wert 1 sehr nahe und wurde von Einstein und de Haas als experimenteller Nachweis des Modells angesehen und veröffentlicht. Spätere Experimente mit höherer Genauigkeit zeigen jedoch, dass sich ein Landé-Faktor von ungefähr 2 ergibt, wie er nicht für den Umlauf des Elektrons, sondern für seinen Spin gilt. Dies zeigt, dass der Ferromagnetismus nicht vom Bahndrehimpuls der Elektronen herrührt.

#### Kreiselkompass
Zur Technik des Kreiselkompasses trug Einstein durch seine Erfindungen der elektrodynamischen Lagerung und des elektrodynamischen Antriebs für die Kreisel bei. Einschlägige Fachkenntnisse hatte Einstein erworben, als er 1914 in einer patentrechtlichen Auseinandersetzung zwischen Hermann Anschütz-Kaempfe und Elmer Ambrose Sperry als Gutachter bestellt worden war. Mechanische Kreiselkompasse werden auch heute noch mit Einsteins patentierter Technik gebaut.

#### Kühlmittelpumpe

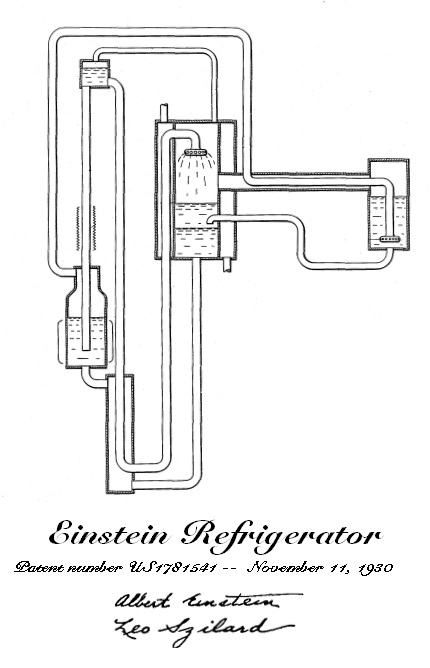
Der Einstein-Kühlschrank

Es wird berichtet, dass Einstein und sein Kollege Leó Szilárd durch ein tragisches Unglück mit den damals üblichen giftigen Kältemitteln motiviert wurden, im Hinblick auf sichere Kühlschränke zu forschen. Eines der von Einstein und Szilárd angemeldeten Patente betraf eine elektrodynamische Pumpe für ein leitendes Kältemittel. In den Vereinigten Staaten erhielten beide für den Kühlschrank das US-Patent Nummer 1.781.541 am 11. November 1930 zugebilligt. Obwohl Einstein mehrere seiner Patente verkaufen konnte, unter anderem an AEG und Electrolux, wurden seine Kühlschränke nie gebaut, da 1929 das Kältemittel Freon eingeführt wurde und somit die einsteinschen Patente mit einem Schlag obsolet waren. An einer Stelle hat Einsteins Erfindung dennoch überlebt: Die Pumpen für das Kühlmittel in schnellen Brutreaktoren, nämlich für flüssiges Natrium, werden immer noch nach Einsteins Prinzip konstruiert.

#### Katzenbuckelflügel
Vermutlich angeregt durch Ludwig Hopf beschäftigte sich Einstein zu Beginn des Ersten Weltkrieges mit den Strömungseigenschaften von Flugzeugtragflächen und entwarf um 1916 ein Tragflächenprofil, bei dem er durch Verzicht auf den Anstellwinkel den Luftwiderstand verringern wollte. In dem Zusammenhang veröffentlichte er im August 1916 die Arbeit Elementare Theorie der Wasserwellen und des Fluges. Die Luftverkehrsgesellschaft in Berlin-Johannisthal setzte Einsteins Konstruktionsvorschläge um, und die Tragflächen wurden aufgrund ihrer wenig eleganten Form als Katzenbuckelflügel bezeichnet. Ein Testflug zeigte dann jedoch, dass die Konstruktion aufgrund ihrer schlechten Flugeigenschaften unbrauchbar war. Der Testpilot Paul Georg Ehrhardt hatte große Mühe gehabt, das Flugzeug wieder zu landen und bezeichnete es als eine „schwangere Ente“. Einstein selbst war später, wohl auch im Hinblick auf mögliche militärische Anwendungen, froh, dass sich seine Vorschläge als unbrauchbar erwiesen hatten, und schämte sich seiner „Narretei aus jenen Tagen“.

## Politisches Engagement

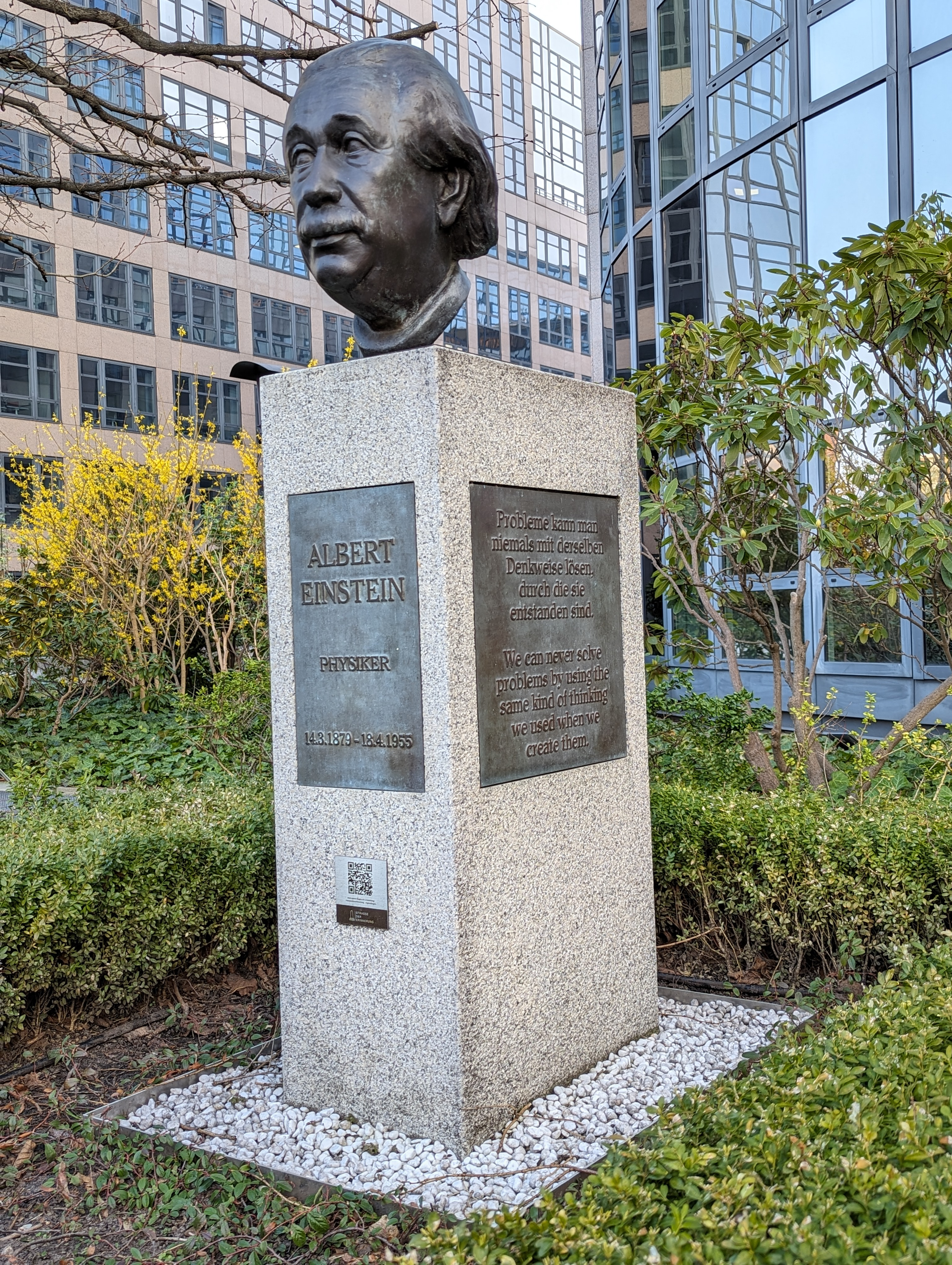
Denkmal für Albert Einstein, Straße der Erinnerung, Berlin, Inschrift: „Probleme kann man niemals mit derselben Denkweise lösen, durch die sie entstanden sind.“

### Positionsbestimmung
Einstein empfand bereits als Neunzehnjähriger während der Ära des Wilhelminismus zum ausgehenden 19. Jahrhundert solchen Abscheu vor dem Militarismus und der Autoritätshörigkeit in der Gesellschaft des Kaiserreichs, dass er seine deutsche Staatsbürgerschaft ablegte.
Der Beginn des Ersten Weltkrieges bewirkte eine intensive Beschäftigung mit politischen Problemen. Einstein trat dem Bund Neues Vaterland (der späteren Deutschen Liga für Menschenrechte) bei und unterstützte dessen Forderungen nach einem baldigen, gerechten Frieden ohne Gebietsforderungen und der Schaffung einer internationalen Organisation, die künftige Kriege verhindern sollte. An seinen Kollegen Paul Ehrenfest schrieb er 1914:

„Die internationale Katastrophe lastet schwer auf mir internationalem Menschen. Man begreift schwer beim Erleben dieser «großen Zeit», daß man dieser verrückten, verkommenen Spezies angehört, die sich Willensfreiheit zuschreibt. Wenn es doch irgendwo eine Insel der Wohlwollenden und Besonnenen gäbe! Da wollte ich auch glühender Patriot sein.“

Die Novemberrevolution von 1918 begrüßte Einstein mit großer Begeisterung. Damals gehörte er zu den Unterzeichnern eines Aufrufs zur Gründung der linksliberalen Deutschen Demokratischen Partei (DDP). Später trat er jedoch nicht mehr öffentlich für diese Partei auf, dafür näherte er sich immer stärker einem humanistisch geprägten sozialistischen Gedankengut an. Im Verlauf der Weimarer Republik engagierte er sich weiterhin in der Deutschen Liga für Menschenrechte, in der er sich für politische Gefangene einsetzte. In diesem Zusammenhang arbeitete er auch zeitweilig für die kommunistisch dominierte Rote Hilfe.
Als Aushängeschild Deutschlands wird Einstein zusammen mit Max Planck am 28. Juni 1931 in die Reichskanzlei eingeladen, als es darum ging, den englischen Premierminister Ramsay MacDonald gewogen zu stimmen. In einem Brief vom 3. Oktober 1931 an Reichskanzler Brüning wirbt Einstein für die strukturelle Nichtangriffsfähigkeit Deutschlands gegenüber Frankreich, allerdings ohne Erfolg, weil Brüning die Verständigungspolitik gegenüber Frankreich nicht mehr betrieb.
1932 trat er als Unterzeichner des Dringenden Appells zusammen mit Heinrich Mann, Ernst Toller, Käthe Kollwitz, Arnold Zweig und anderen für ein antifaschistisches Linksbündnis aus SPD, KPD und Gewerkschaften ein, um den Untergang der Weimarer Republik und die drohende Herrschaft des Nationalsozialismus noch zu verhindern.

### Pazifismus
Nachdem Einstein bereits während des Ersten Weltkriegs durch seine kriegsablehnende Position aufgefallen war, war er von 1922 an Mitglied der Kommission für geistige Zusammenarbeit beim damaligen Völkerbund, auf deren Anregung hin er später über die Frage Warum Krieg? mit Sigmund Freud im September 1932 in einen Briefwechsel trat, der 1933 veröffentlicht wurde. Überhaupt griff er immer wieder zum Mittel des Briefschreibens, um Wirkung zu erzielen:
Im Mai 1931 beispielsweise machte er gemeinsam mit Heinrich Mann in einem offenen Brief an die New York Times auf die Ermordung des kroatischen Intellektuellen Milan von Šufflay aufmerksam. 1935 beteiligte er sich an der (erfolgreichen) internationalen Kampagne für die Verleihung des Friedensnobelpreises an den im KZ einsitzenden Carl von Ossietzky; 1953 forderte er in einem öffentlichen Brief die Verteidigung der Bürgerrechte gegenüber dem McCarthy-Ausschuss ein.
Anfang März 1933 überließ er während eines Aufenthaltes in den USA der Liga zur Bekämpfung des Antisemitismus eine nach seiner eigenen Aussage nicht für die Presse bestimmte Erklärung, die große Aufmerksamkeit in der internationalen Presse nach sich zog. Darin schrieb er:

„Solange mir eine Möglichkeit offensteht, werde ich mich nur in einem Land aufhalten, in dem politische Freiheit, Toleranz und Gleichheit aller Bürger vor dem Gesetz herrschen. Zur politischen Freiheit gehören die Freiheit der mündlichen und schriftlichen Äußerung politischer Überzeugung, zur Toleranz die Achtung vor jeglicher Überzeugung eines Individuums. Diese Bedingungen sind gegenwärtig in Deutschland nicht erfüllt. … Ich hoffe, daß in Deutschland bald gesunde Verhältnisse eintreten werden und daß dort in Zukunft die großen Männer wie Kant und Goethe nicht nur von Zeit zu Zeit gefeiert werden, sondern daß sich auch die von ihnen gelehrten Grundsätze im öffentlichen Leben und im allgemeinen Bewußtsein durchsetzen.“

Gleichzeitig modifizierte er seine pazifistische Haltung:

„Bis 1933 habe ich mich für die Verweigerung des Militärdienstes eingesetzt. Als aber der Faschismus aufkam, erkannte ich, dass dieser Standpunkt nicht aufrechtzuerhalten war, wenn nicht die Macht der Welt in die Hände der schlimmsten Feinde der Menschheit geraten soll. Gegen organisierte Macht gibt es nur organisierte Macht; ich sehe kein anderes Mittel, so sehr ich es auch bedaure.“

Auch der Brief an Präsident Franklin D. Roosevelt, der der Entwicklung der Atombombe vorausging, entsprang dieser Haltung:

„Ich glaubte, wir müssten die Möglichkeit Deutschlands vermeiden, unter Hitler im alleinigen Besitz dieser Waffe zu sein. Das war die wirkliche Gefahr dieser Zeit.“

Entsprechend engagierte er sich nach der Niederlage NS-Deutschlands vielfältig für internationale Rüstungskontrolle und Zusammenarbeit im Sinne des Titels einer Rede, die er 1945 bei einem Nobel-Gedenkdinner in New York hielt: The war is won, but peace is not. So rief er ein Emergency Committee of Atomic Scientists ins Leben und schlug die Bildung einer Weltregierung vor.
Einstein stand auch Gewalt gegenüber Tieren ablehnend gegenüber und sympathisierte mit der Idee des Vegetarismus. Vermutlich ernährte er sich aber erst gegen Ende seines Lebens selbst vegetarisch.

### Zionismus

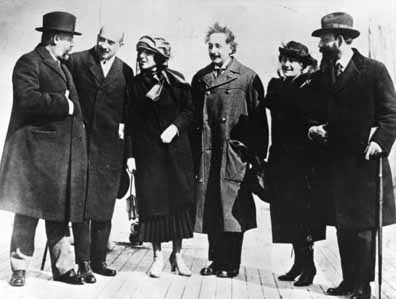
Einstein zusammen mit führenden Vertretern des Zionismus (zweiter von links: Chaim Weizmann), 1921

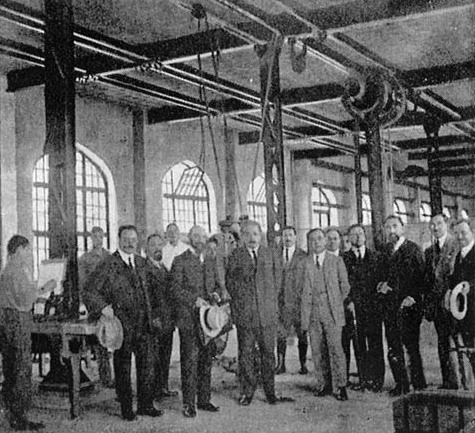
Einstein bei seinem einzigen Besuch des Technions in Haifa, Februar 1923

Bei der Berufung zur Karls-Universität in Prag (1911) bezeichnete sich Einstein zunächst als „konfessionslos“. Erst auf Druck der österreich-ungarischen Verwaltung zur Erklärung seiner Glaubensrichtung bekannte er sich als Angehöriger des Judentums. Später zeigte Einstein jedoch, betroffen von der Lage osteuropäischer jüdischer Flüchtlinge nach dem Ersten Weltkrieg, ein vermehrtes Engagement für einen Staat Israel. Dokumentiert ist 1918 seine Teilnahme an einem vorläufigen Komitee zur Vorbereitung eines jüdischen Kongresses in Deutschland. Zu jener Zeit erlebte das Deutsche Reich bereits eine zunehmende Durchdringung mit Antisemitismus.
Er unterstützte weitgehend die zionistischen Ideale, ohne jedoch jemals einer zionistischen Organisation beizutreten. Nachdem er zunächst als Jugendlicher aus der jüdischen Religionsgemeinschaft ausgetreten war, wurde er 1924 Mitglied der jüdischen Gemeinde in Berlin, wobei er dies jedoch nicht aus religiösen Gründen tat, sondern um seine Solidarität mit dem Judentum zu demonstrieren. Sein Name ist außerdem stark mit der Hebräischen Universität in Jerusalem verbunden. Seine erste USA-Reise diente unter anderem dem Zweck, Spenden für eine solche Universität zu sammeln. 1923 reiste er zur Grundsteinlegung in das damalige Palästina – während dieser Reise wurde ihm auch die erste Ehrenbürgerschaft der Stadt Tel Aviv verliehen. 1925 wurde er zum Mitglied des Verwaltungsrats der Universität berufen. Schließlich verfügte Einstein in seinem Testament die Übereignung seines schriftlichen Nachlasses an die Hebräische Universität.
Einsteins Beziehung zum Judentum war offenbar nicht religiöser Natur. So schrieb er 1946:

„Obgleich ich so etwas wie ein jüdischer Heiliger bin, habe ich seit so langer Zeit keine Synagoge mehr besucht, dass ich fürchten muss, Gott würde mich nicht mehr erkennen. Und wenn Er es täte, wäre es wohl schlimmer.“

Als Menachem Begin kurz nach der Unabhängigkeit des Staates Israel New York besuchte, um dort für seine neugegründete Cherut-Partei Spenden zu sammeln, gehörte Albert Einstein am 4. Dezember 1948 zu den Unterzeichnern eines Leserbriefes an die New York Times, der in scharfen Formulierungen vor der Cherut-Partei (die 1973 im heutigen Likud aufging) warnte.
Nach dem Tod Chaim Weizmanns erhielt Einstein 1952 das Angebot, der zweite Staatspräsident des neu gegründeten Staates Israel zu werden, was er aber ablehnte.
Im Dezember 1982 erhielt die Hebräische Universität in Jerusalem das Privatarchiv Albert Einsteins. Das Material stammt aus der Zeit von 1901 bis 1955 und umfasst 50.000 Seiten und bis 1982 rund 33 unveröffentlichte Manuskripte.

### Sozialismus
Einstein verfasste 1949 seinen wenig bekannten Essay Why Socialism? („Warum Sozialismus?“), in dem er seine politische Einstellung darlegte: Obwohl er einräumt, kein Experte auf dem Gebiet der Wirtschaft zu sein, hält er eine Stellungnahme für statthaft:

„[…] wir sollten nicht davon ausgehen, dass Experten die einzigen sind, die ein Recht darauf haben, sich zu Fragen zu äußern, die die Organisation der Gesellschaft betreffen.“

Er betonte die Abhängigkeit des Einzelnen von der Gesellschaft und die Möglichkeit, die Gesellschaft zu gestalten:

„Das Gedächtnis, die Kapazität, Neues zu versuchen und die Möglichkeit, mündlich zu kommunizieren haben für den Menschen Entwicklungen möglich gemacht, die nicht von biologischen Gegebenheiten diktiert wurden. Solche Entwicklungen manifestieren sich in Traditionen, Institutionen und Organisationen, in der Literatur, in wissenschaftlichen und technischen Errungenschaften, in künstlerischen Arbeiten. Das erklärt, weshalb der Mensch in einem gewissen Sinne sein Leben selbst beeinflussen kann und dass in diesem Prozess bewusstes Denken und Wollen eine Rolle spielt.“

Am Kapitalismus kritisierte er, dass er der Gesellschaft in ihren Bedürfnissen an die Wirtschaft nicht gerecht werde:

„Die Produktion ist für den Profit da – nicht für den Bedarf. Es gibt keine Vorsorge dafür, dass all jene, die fähig und bereit sind zu arbeiten, immer Arbeit finden können.“

Dies habe Einfluss bis hinein ins Bildungssystem:

„Unbegrenzte Konkurrenz führt zu einer riesigen Verschwendung von Arbeit und zu dieser Lähmung des sozialen Bewusstseins von Individuen, die ich zuvor erwähnt habe. Diese Lähmung der Einzelnen halte ich für das größte Übel des Kapitalismus. Unser ganzes Bildungssystem leidet darunter. Dem Studenten wird ein übertriebenes Konkurrenzstreben eingetrichtert und er wird dazu ausgebildet, raffgierigen Erfolg als Vorbereitung für seine zukünftige Karriere anzusehen […] Nach meiner Überzeugung gibt es nur einen Weg zur Beseitigung dieser schweren Übel, nämlich die Etablierung der sozialistischen Wirtschaft, vereint mit einer auf soziale Ziele eingestellten Erziehung: Die Arbeitsmittel werden Eigentum der Gesellschaft und werden von dieser planwirtschaftlich verwendet.“

Er forderte aber auch, dass der erstrebte Sozialismus die Rechte des Individuums respektieren müsse:

„Eine Planwirtschaft als solche kann mit der totalen Versklavung des Individuums einhergehen. Sozialismus erfordert die Lösung einiger äußerst schwieriger sozio-politischer Probleme: Wie ist es angesichts weitreichender Zentralisierung politischer und ökonomischer Kräfte möglich, eine Bürokratie daran zu hindern, allmächtig und maßlos zu werden? Wie können die Rechte des Einzelnen geschützt und dadurch ein demokratisches Gegengewicht zur Bürokratie gesichert werden? […] Klarheit über die Ziele und Probleme des Sozialismus ist für unsere Zeit des Überganges von größter Bedeutung. Leider ist bei dem jetzigen Zustand der Gesellschaft die freie Diskussion dieser Dinge durch ein mächtiges Tabu erschwert.“

Damit warf er auch Fragen auf, die im Ostblock ihre Aktualität zeigten (Stalinismus). Anders als bei seinen anderen Idealen blieb eine solche Diskussion zu Zeiten des Kalten Krieges im Westen unbeachtet, weshalb der Text außerhalb sozialistischer Kreise kaum Verbreitung fand. In den USA wurde Einstein wegen seiner politischen Ansichten vom FBI überwacht. Agenten hörten nicht nur sein Telefon ab und sahen seine Post ein, sondern durchsuchten auch seinen Müll. Die FBI-Akte mit sog. „belastenden Informationen“ gegen Einstein umfasst insgesamt 1800 Seiten.
Einstein war Mitglied der Gesellschaft der Freunde des neuen Rußland, die die Freundschaft zwischen Deutschland und der Sowjetunion propagierte. Außerdem war er Ehrenpräsident der Sowjetisch-deutschen Gesellschaft „Kultur und Technik“.

### Schwangerschaftsabbruch, Homosexualität und Sexualerziehung
Die im März 1922 von Magnus Hirschfeld dem Reichstag vorgelegte Petition zur Abschaffung des § 175 wurde von Einstein und anderen Prominenten unterzeichnet.
Die Neue Generation, Organ des Deutschen Bundes für Mutterschutz, zitierte 1929 einen Brief Einsteins vom 6. September 1929 an die Weltliga für Sexualreform, Institut für Sexualwissenschaft, Berlin:

„Ich verfüge nicht über eine so reiche menschliche Erfahrung, daß ich berechtigt wäre, mich zu diesen schwierigen sozialen Fragen öffentlich zu äußern. Das Gefühl einer gewissen Sicherheit habe ich nur in folgendem Punkt: Abtreibung bis zu einem gewissen Stadium der Schwangerschaft soll auf Wunsch der Frau erlaubt sein. Homosexualität sollte bis auf den notwendigen Schutz Jugendlicher straffrei sein. Bezüglich der Sexualerziehung keine Geheimniskrämerei.“

Später gehörte Einstein zu den Unterstützern oder Sympathisanten eines Komitees für Selbstbezichtigung gegen § 218, siehe Schwangerschaftsabbruch#Deutsches Reich.

## Einstellung zur Religion
Einstein entstammt einer jüdischen Familie. Bei seiner Verzichtserklärung auf die württembergische Staatsbürgerschaft im Jahre 1896 vermerkte sein Vater jedoch, vermutlich auf seinen Wunsch, „keine religiöse Zugehörigkeit“, was er in den folgenden zwei Jahrzehnten mehrmals wiederholte.
Bis ins 21. Jahrhundert gibt es verschiedene Interpretationen zu Einsteins Haltung zur Religion, da er sich vielfach widersprüchlich äußerte, unter anderem mit dem Aphorismus: „Wissenschaft ohne Religion ist lahm, Religion ohne Wissenschaft ist blind.“ Im Jahre 2008 wurde jedoch ein bis dahin in Privatbesitz befindlicher Brief von Einstein an den Esoteriker Erich Gutkind veröffentlicht, den er am 3. Januar 1954 verfasst hatte. In diesem bezieht sich Einstein auf seine nichtreligiöse Haltung. Er distanziert sich dabei mit deutlichen Worten von der biblischen Vorstellung eines persönlichen Gottes, die er als „primitiven Aberglauben“ bezeichnet:

„Das Wort Gott ist für mich nichts als Ausdruck und Produkt menschlicher Schwächen, die Bibel eine Sammlung ehrwürdiger, aber doch reichlich primitiver Legenden. […] Für mich ist die unverfälschte jüdische Religion wie alle anderen Religionen eine Incarnation des primitiven Aberglaubens. Und das jüdische Volk, zu dem ich gerne gehöre und mit dessen Mentalität ich tief verwachsen bin, hat für mich doch keine andersartige Dignität als alle anderen Völker. Soweit meine Erfahrung reicht ist es auch um nichts besser als andere menschliche Gruppen, wenn es auch durch Mangel an Macht gegen die schlimmsten Auswüchse gesichert ist. Sonst kann ich nichts „Auserwähltes“ an ihm wahrnehmen.“

In einem anderen Brief schreibt er 1954:

„Es war natürlich eine Lüge, was Sie über meine religiösen Überzeugungen gelesen haben, eine Lüge, die systematisch wiederholt wird. Ich glaube nicht an einen persönlichen Gott und ich habe dies niemals geleugnet, sondern habe es deutlich ausgesprochen. Falls es in mir etwas gibt, das man religiös nennen könnte, so ist es eine unbegrenzte Bewunderung der Struktur der Welt, so weit sie unsere Wissenschaft enthüllen kann.“

In einem von insgesamt 27 persönlichen Briefen Einsteins, die im Juni 2015 vom Auktionshaus Profiles in History in Los Angeles versteigert wurden, antwortet Einstein dem Geschichtslehrer Guy Raner im Jahr 1949 auf die Frage nach seinem Glauben:

“I have repeatedly said that in my opinion the idea of a personal God is a childlike one […]. You may call me an agnostic, but I do not share the crusading spirit of the professional atheist… I prefer an attitude of humility corresponding to the weakness of our intellectual understanding of nature and of our own being.”

„Ich habe wiederholt gesagt, dass meiner Meinung nach die Vorstellung eines persönlichen Gottes eine kindliche ist […]. Sie können mich einen Agnostiker nennen, aber ich teile nicht den Kreuzzugsgeist des professionellen Atheisten… Ich bevorzuge eine Haltung der Demut, die der Schwäche unseres intellektuellen Verständnisses der Natur und unseres eigenen Wesens entspricht.“

Mit seinem klaren Eintreten für eine wissenschaftliche Weltsicht und gegen religiöse Vorstellungen schuf Einstein wesentliche Grundlagen für das Konzept des Evolutionären Humanismus.

## Auszeichnungen

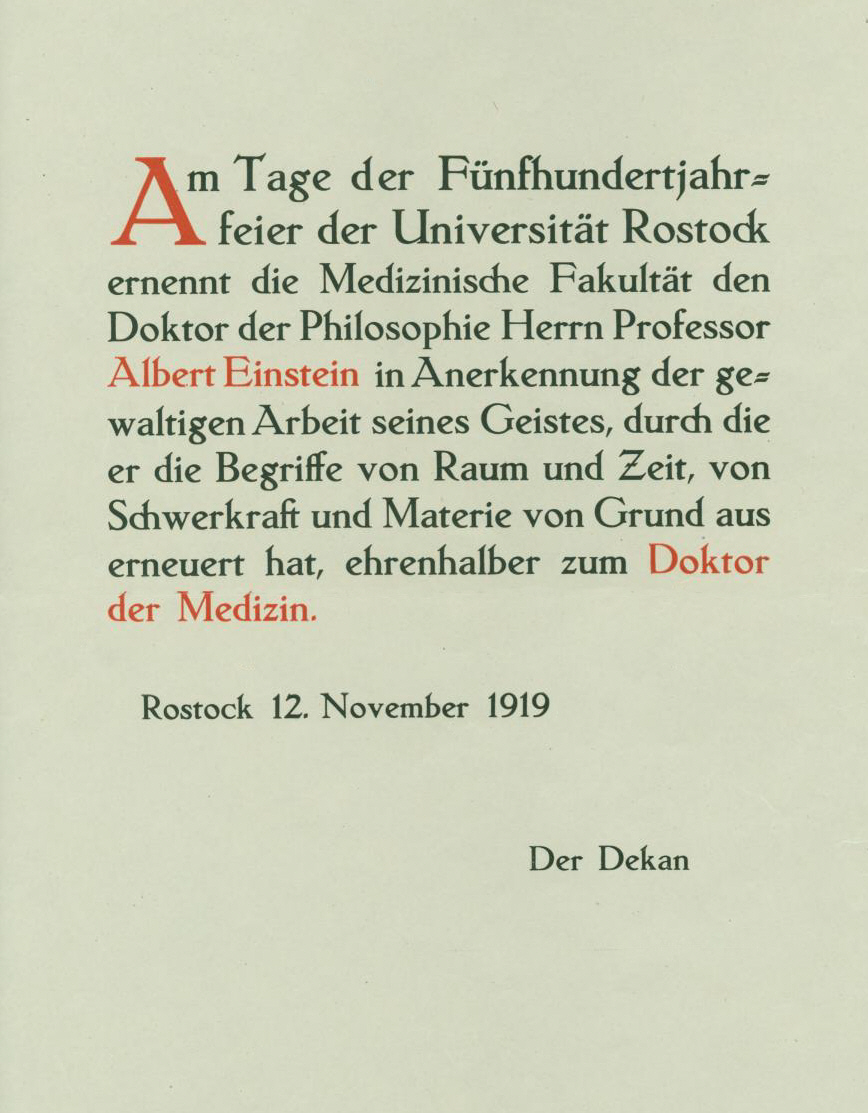
Ehrenpromotionsurkunde, 1919

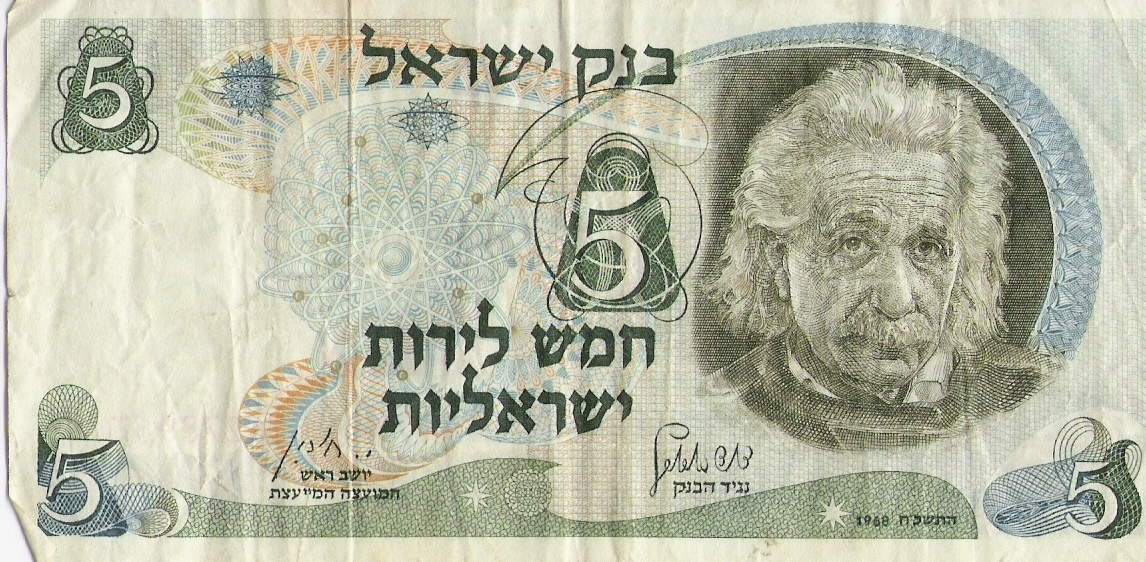
Einstein auf einer 5 Lirot-Banknote (Israel, 1968)

- 1909: Ehrendoktor der Universität Genf.[159]
- 1914: Ordentliches Mitglied der Preußischen Akademie der Wissenschaften. 1933 erklärte Einstein seinen Austritt aus der Akademie.[160]
- 1915: Korrespondierendes Mitglied der Akademie der Wissenschaften zu Göttingen (ab 1923 auswärtiges Mitglied).[161] 1933 wurde Einstein ausgeschlossen.[162]
- 1917: Ehrenpreis der Peter-Wilhelm-Müller-Stiftung in der Kategorie Mathematik, gemeinsam mit David Hilbert.
- 1919: Am 12. November wurde Einstein zum 500-jährigen Bestehen der Universität Rostock die Ehrendoktorwürde der Medizin (Dr. med. h.c.) verliehen auf Anregung von Moritz Schlick;[163] dies war die einzige deutsche Ehrendoktorwürde, die Einstein erhalten hat.[164]
- 1920: Mitglied der Königlich Dänischen Akademie der Wissenschaften und der Königlich Niederländischen Akademie der Wissenschaften.[159]
- 1920: Wahl in den Orden Pour le Mérite als dessen jüngstes Mitglied. Einstein gab bei seiner Emigration 1933 sein Ordenszeichen an den Ordenskanzler Max Planck (1858–1947) zurück; einen Wiedereintritt lehnte er[165] 1951 ab.
- 1921: Barnard-Medaille.
- 1921: Ehrendoktor der University of Manchester.[159]
- 1921: Auswärtiges Mitglied der römischen Accademia Nazionale dei Lincei. Wegen der faschistischen Rassengesetzgebung legte Einstein die Mitgliedschaft 1938 nieder. 1945 wurde sie wieder aktiviert.
- 1921: Ehrendoktor Princeton University.
- 1922: Am 9. November wurde die Zuerkennung des Nobelpreises für Physik des Jahres 1921 bekanntgegeben „für seine Verdienste um die theoretische Physik, besonders für seine Entdeckung des Gesetzes des photoelektrischen Effekts“.
- 1922: Korrespondierendes Mitglied der Russischen Akademie der Wissenschaften (1926 Ehrenmitglied).[166]
- 1923: Erster Ehrenbürger von Tel Aviv.[159]
- 1923: Ehrendoktor der Universität Madrid und Mitglied der Real Academia de Ciencias Exactas, Físicas y Naturales in Madrid.[159]
- 1924: Mitglied der American Academy of Arts and Sciences.
- 1924: Ehrenmitglied der London Mathematical Society.[167]
- 1925: Copley-Medaille der Royal Society.
- 1926: Goldmedaille der Royal Astronomical Society.
- 1927: Ernennung zum korrespondierenden Mitglied der Bayerischen Akademie der Wissenschaften.[168] Einstein beendete 1933 die Mitgliedschaft und lehnte 1946 eine erneute Aufnahme ab.[100]
- 1927: Ehrenmitglied der Royal Society of Edinburgh.[169]
- 1929: Ehrendoktor der Sorbonne.[159]
- 1930: Am 7. November wurde Einstein zum 75-jährigen Bestehen der Eidgenössischen Technischen Hochschule die Ehrendoktorwürde (Dr. h.c.) der ETH Zürich verliehen.
- 1930: Mitglied der American Philosophical Society.[170]
- 1931: Jules-Janssen-Preis der französischen astronomischen Gesellschaft.
- 1931: Assoziiertes Mitglied der Académie royale des Sciences, des Lettres et des Beaux-Arts de Belgique[171]
- 1932: Ehrendoktor der University of Oxford.
- 1932: Mitglied der Leopoldina.[172]
- 1933: Mitglied (associé étranger) der Académie des sciences.[173]
- 1934: Ehrendoktor des Yeshiva College in New York.[159]
- 1935: Benjamin Franklin Medal (Franklin Institute).
- 1935: Ehrendoktor der Harvard University.
- 1942: Mitglied der National Academy of Sciences.
- 1952 wurde Einstein mit 73 Jahren das Staatspräsidentenamt in Israel angeboten.[174]
- 1979: Am 26. Februar gab die DDR eine Gedenkmünze zum 100. Geburtstag Einsteins heraus.
- 1984 wurde in Ulm der Einsteinbrunnen von Jürgen Goertz aufgestellt.[175][176][177]
- 1999 wählten 100 führende Physiker Einstein zum größten Physiker aller Zeiten.[178]
- 1999 ernannte das Magazin Time ihn zum Mann des Jahrhunderts.[179]
- 2005: 100 Jahre nach dem Erscheinen der vier grundlegenden Arbeiten Einsteins in den Annalen der Physik 1905 wurde das Jahr 2005 zum Weltjahr der Physik ausgerufen, auch als Einsteinjahr bezeichnet. Auf dem Berliner Boulevard Unter den Linden war von April bis September 2005 die sogenannte Einstein-Meile eingerichtet.
- Nach Albert Einstein benannt wurden das chemische Element Einsteinium, die Hilfsmaßeinheit Einstein, ein Mondkrater, ein Asteroid und der Weltraumfrachter ATV-4.
- Seine Büste wurde auf Vorschlag der Bayerischen Akademie der Wissenschaften in der Walhalla bei Regensburg aufgestellt.
- Seinen Namen tragen folgende Preise: Albert-Einstein-Friedenspreis, Albert-Einstein-Medaille, Albert Einstein Award, Einstein-Preis.
- Einer der ersten neuen Intercity-Express-Züge (ICE 4) wurde nach Albert Einstein benannt.[180]

## Würdigungen

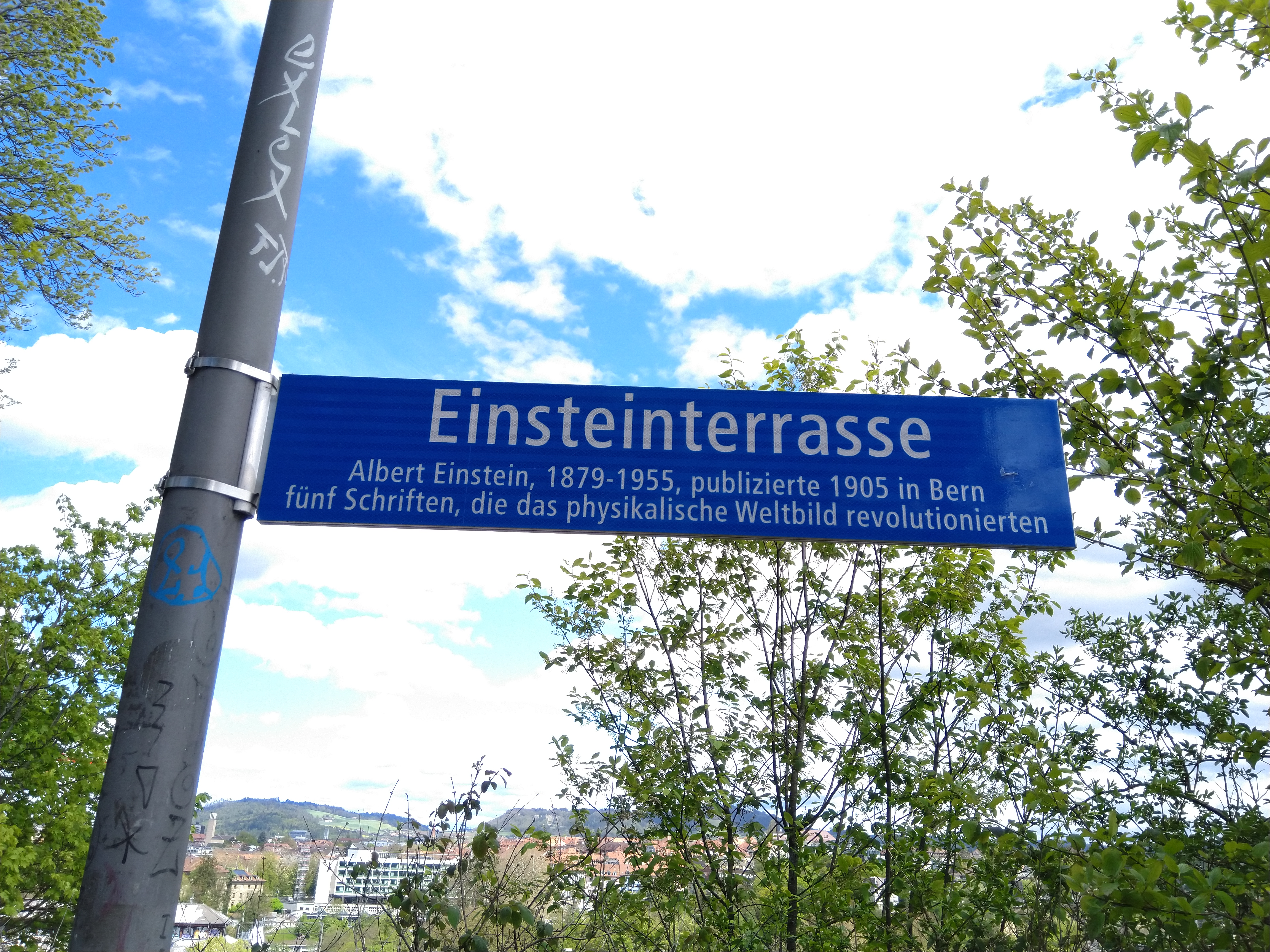
Strassenschild Einsteinterrasse, Bern

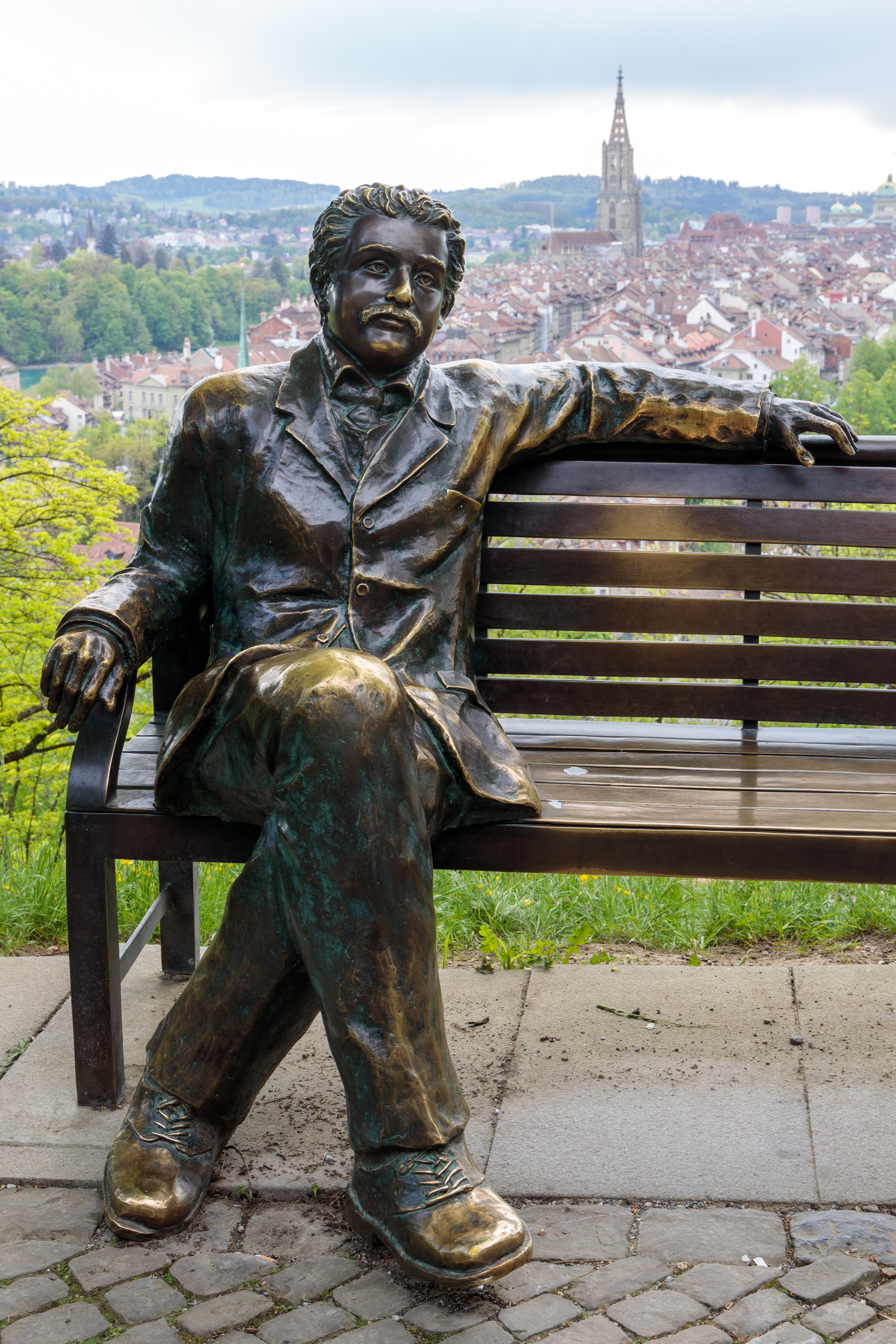
Einstein im Rosengarten in Bern. Dort sind vier Einstein-Sitzbänke aufgestellt

- Ein Wagen der Straßenbahn Ulm trägt seinen Namen.[181] Außerdem ist der Ulmer Einstein-Marathon nach ihm benannt.
- Auch eine Pflanzengattung Einsteinia aus der Familie der Rötegewächse (Rubiaceae) erhielt durch Adolpho Ducke 1934 seinen Namen.[182]
- Im von Erich Mendelsohn entworfenen, heute denkmalgeschützten Einsteinturm in Potsdam sollte die Gültigkeit der Relativitätstheorie experimentell bestätigt werden.
- In Bern gibt es innerhalb des Historischen Museums ein Einstein-Museum,[183] ein Einsteinhaus und eine Einsteinstrasse, in weiteren Städten gibt es Einsteinstraßen wie in Radebeul und Albert-Einstein-Schulen an zahlreichen Orten.
- Im Jahr 2005 erhielt die namenlose Terrasse vor dem Universitätsgebäude in Bern anlässlich des 100-Jahr-Jubiläums von Albert Einstein den Namen «Einsteinterrasse».[184]

- In verschiedenen Städten wurden ihm zu Ehren Statuen errichtet, so zum Beispiel die Albert-Einstein-Statue in Washington, D.C.
- Im Dezember 2014 stellte die Princeton University (an der Einstein einst lehrte) rund 5.000 Texte und Dokumente online. Die Schriftstücke stammen aus seinen ersten 44 Lebensjahren.[185]
- Seit 2024 würdigt die Stadt Ulm mit dem Museum Die Einsteins. Museum einer Familie Albert Einstein, dessen aus dem Umland zugezogene, weit verzweigte Ulmer Familie und die Beziehungen innerhalb der einstigen jüdischen Gemeinde von Ulm. Das Museum ist in einem historischen Gebäude am Weinhof eingerichtet worden, dem einzigen noch erhaltenen Haus in Ulm, in dem zu seiner Zeit engste Familienmitglieder Albert Einsteins gelebt haben.[186]
- In Ulm soll bis 2032 ein Albert Einstein Discovery Center eröffnet werden, das das Vermächtnis Albert Einsteins begreifbar und erlebbar machen soll.

## Darstellung Einsteins in der bildenden Kunst (Auswahl in alphabetischer Reihenfolge der Künstler)
- Otto Damm: Porträt Albert Einstein (1966, Rohrfeder, 68 × 47 cm).[187]
- Hermann Hubacher: Bronzebüste Einsteins in der ETH Zürich, geschaffen 1957.
- Herbert Nitzschke: Porträt Prof. Albert Einstein (Kreidezeichnung, 1953).[188]
- Arthur Sasses Fotografie Albert Einstein mit herausgestreckter Zunge wurde zur Medienikone.[189][190]
- Ludwig Scharl: Einstein (1963, Linolschnitt).
- Hanfried Schulz: Albert Einstein (Holzschnitt, um 1957).[191]
- Emil Stumpp: Albert Einstein (Kreide-Lithographie, 1929).[192]

## Sonstiges

### Cousin Robert Einstein
Am 3. August 1944 wurden in der Nähe von Rignano sull’Arno die Frau und die beiden Töchter von Einsteins Cousin Robert von uniformierten Deutschen, vermutlich aufgrund der Verwandtschaft zu Albert Einstein, erschossen. Als Folge der Tat, die als Fall Einstein bekannt ist, beging Robert Einstein am Hochzeitstag 1945 Suizid. Das Landeskriminalamt Baden-Württemberg versuchte am 23. Februar 2011, den Dreifachmord durch eine Ausstrahlung in der Sendung Aktenzeichen XY … ungelöst aufzuklären. Nach der Sendung gingen Dutzende Hinweise ein, die sich jedoch als nicht zielführend erwiesen. Das später aufgrund einer Aussage der damals anwesenden Nichte eingeleitete Verfahren gegen einen in Kaufbeuren lebenden mutmaßlichen Täter wurde wegen Verhandlungsunfähigkeit eingestellt, ohne dass seine mögliche Tatbeteiligung öffentlich aufgeklärt wurde. Die Taten sind also bis heute nicht aufgeklärt.

### Handschrift

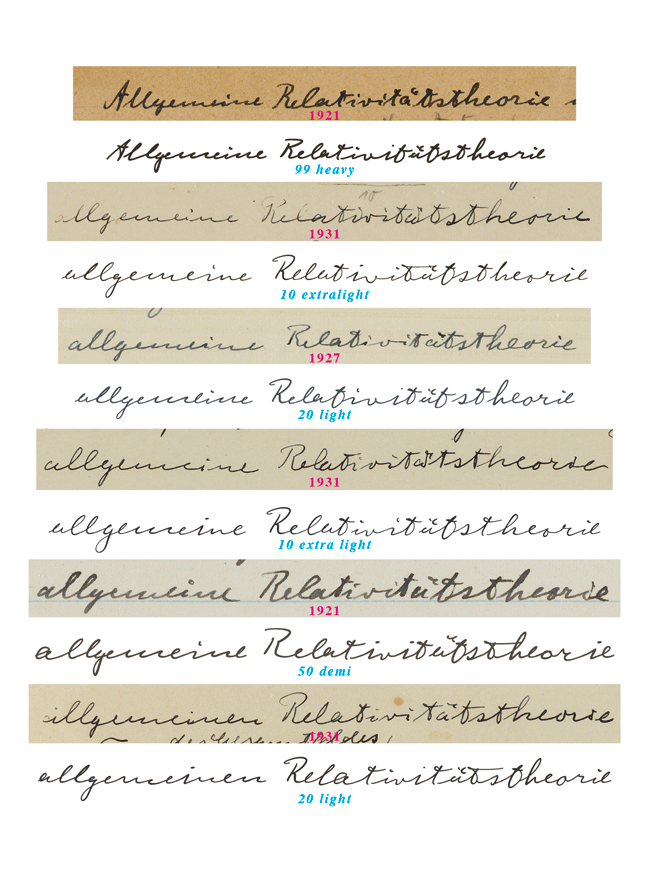
Schriftproben von Einsteins Handschrift im Vergleich mit dem Font Albert Einstein

Albert Einsteins Handschrift wurde in einem Kunstprojekt von Elizabeth Waterhouse und dem Typographen Harald Geisler als Font digitalisiert. Dieser ermöglicht es, auf dem Computer oder Smartphone Texte in Einsteins Handschrift zu verfassen. Das Projekt wurde 2015 in Zusammenarbeit mit dem Albert Einstein Archiv Jerusalem auf der Crowdfunding-Plattform Kickstarter vorgestellt und von 2334 Unterstützern finanziert. Der Font enthält mehrere Varianten von jedem Buchstaben, die jeweils auf Vorlagen von Einsteins Manuskripten basieren, diese unterschiedlichen Buchstaben werden automatisch während des Schreibens angepasst und erzeugen ein natürliches Schriftbild.
Der Albert-Einstein-Font wurde verwendet, um den Briefwechsel zwischen Einstein und Sigmund Freud nachzustellen. 2017 zum 85. Jubiläum des Briefwechsels, der 1933 unter dem Titel Warum Krieg? veröffentlicht wurde, stellte Harald Geisler in Zusammenarbeit mit dem Sigmund Freud Museum und dem Albert Einstein Archiv das Projekt auf Kickstarter vor. Unterstützer erhielten die Briefe in der Handschrift des jeweiligen Autors und konnten diese an Politiker ihrer Wahl senden. Versendet wurden die Briefe vom gleichen Ort und Tag wie 1932, Einsteins Brief am 30. Juli aus Caputh und Freuds Antwort im September aus seiner Wohnung in Wien.

## Schriften

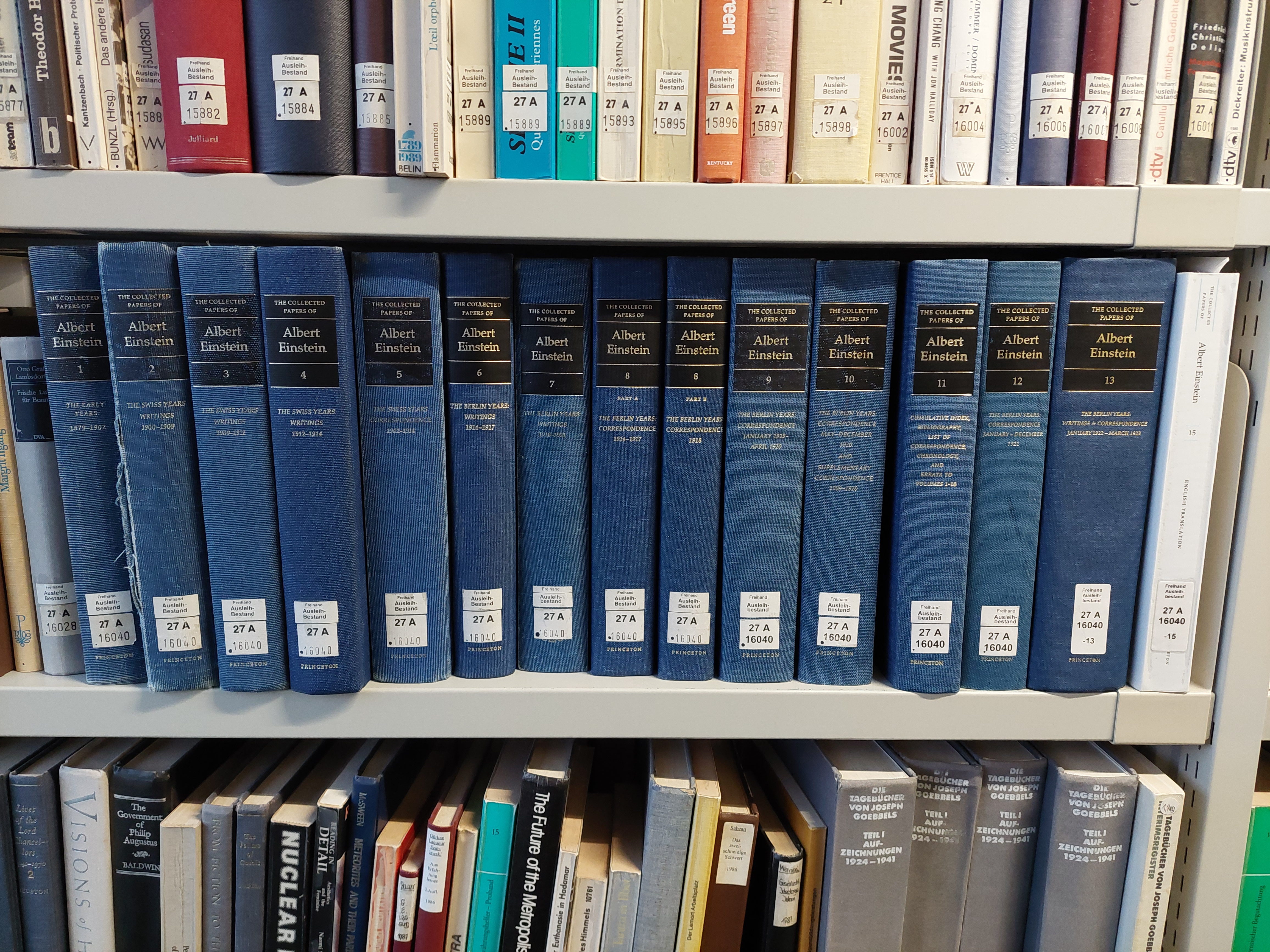
The Collected Papers

### Werkausgabe
- The Collected Papers of Albert Einstein. (CPAE) Herausgeber John Stachel, Martin J. Klein, David C. Cassidy, Robert Schulmann, Ann M. Hentschel, Tilman Sauer, Anne J. Kox u. a., Gesamtleitung Diana L. Kormos-Buchwald. Princeton, NJ: Princeton Univ. Press, 1987–. Chronologisch angelegte Gesamtausgabe; bis Juli 2021 sind 16 Bände erschienen,[201] wobei auch Manuskripte und (in separaten Bänden) ausgewählte Briefe enthalten sind. Der Gesamtumfang wird auf rund 30 Bände geschätzt.[202]

### Wissenschaftliche Aufsätze
- Eine neue Bestimmung der Moleküldimensionen. Buchdruckerei K. J. Wyss, Bern 1905, doi:10.3929/ethz-a-000565688 (Inaugural-Dissertation an der Universität Zürich).
- Über einen die Erzeugung und Verwandlung des Lichtes betreffenden heuristischen Gesichtspunkt. In: Annalen der Physik. Band 322 (Band 17 der 4. Folge), 1905, S. 132–148, doi:10.1002/andp.200590004 (mpg.de).
- Über die von der molekularkinetischen Theorie der Wärme geforderte Bewegung von in ruhenden Flüssigkeiten suspendierten Teilchen. In: Annalen der Physik. Band 17, 1905, S. 549–560, doi:10.1002/andp.19053220806.
- Zur Elektrodynamik bewegter Körper. In: Annalen der Physik. Band 17, 1905, S. 891–921, doi:10.1002/andp.19053221004 (fu-berlin.de [PDF]).
  - Siehe Wikibooks: A. Einstein: Kommentare und Erläuterungen: Zur Elektrodynamik bewegter Körper
- Ist die Trägheit eines Körpers von seinem Energieinhalt abhängig? In: Annalen der Physik. Band 18, 1905, S. 639–641, doi:10.1002/andp.200590007 (uni-augsburg.de [PDF]).
- Über das Relativitätsprinzip und die aus demselben gezogenen Folgerungen. In: Jahrbuch der Radioaktivität. Band 4, 1907, S. 411–462 (soso.ch [PDF]).
- Entwicklung unserer Anschauungen über das Wesen und die Konstitution der Strahlung. In: Phys. Z. Band 10, 1909, S. 817–825 (ucsc.edu [PDF]).
- Einfluss der Schwerkraft auf die Ausbreitung des Lichtes. In: Annalen der Physik. Band 35, 1911, S. 898–908, doi:10.1002/andp.200590033 (uni-augsburg.de [PDF]).
- Die formale Grundlage der allgemeinen Relativitätstheorie. In: Preussische Akademie der Wissenschaften, Sitzungsberichte. 1914, S. 1030–1085, doi:10.1002/3527608958.ch2.
- Zur allgemeinen Relativitätstheorie. In: Preussische Akademie der Wissenschaften, Sitzungsberichte. 1915, S. 778–786, 799–801, doi:10.1002/3527608958.ch3.
- Erklärung der Perihelbewegung des Merkur aus der allgemeinen Relativitätstheorie. In: Preussische Akademie der Wissenschaften, Sitzungsberichte. 1915, S. 831–839, doi:10.1002/3527608958.ch4.
- Die Feldgleichungen der Gravitation. In: Preussische Akademie der Wissenschaften, Sitzungsberichte. 1915, S. 844–847, doi:10.1002/3527608958.ch5.
- Die Grundlage der allgemeinen Relativitätstheorie. In: Annalen der Physik. Band 49, 1916, S. 769–822, doi:10.1002/andp.200590044 (uni-augsburg.de [PDF]).
- mit Wander Johannes de Haas: Experimenteller Nachweis des Ampèreschen Molekularströme. In: Verhandlungen der Deutschen Physikalischen Gesellschaft. Band 17, 1915, S. 152–170.
- mit Wander Johannes de Haas: Experimenteller Nachweis der Ampèreschen Molekularströme. In: Naturwissenschaften. Band 3, 1915, S. 237–238, doi:10.1007/BF01546392.
- Albert Einstein: Zur Quantentheorie der Strahlung. In: Mitteilungen der Physikalischen Gesellschaft Zürich. 18/1916 und Physikalische Zeitschrift 18/1917, S. 121 ff.
- mit Boris Podolsky und Nathan Rosen: Can Quantum-Mechanical Description of Physical Reality Be Considered Complete? In: Phys. Rev. Band 47, 1935, S. 777–780, doi:10.1103/PhysRev.47.777.

### Andere Werke
- Über die spezielle und die allgemeine Relativitätstheorie. O. A., 1916, ISBN 3-540-42452-0 (allgemeinverständlicher Essay).
- Warum Krieg? Ein Briefwechsel: Albert Einstein – Sigmund Freud. Internationales Institut für geistige Zusammenarbeit, Paris 1933, ISBN 3-257-20028-5 (archive.org).
- Mein Weltbild. O. A. 1934, 31. Auflage. Frankfurt 2010, ISBN 978-3-548-36728-6.
- Mit Leopold Infeld: The Evolution of Physics. Von Newton bis zur Quantentheorie. O. A., 1938. Deutsch: Die Evolution der Physik. ISBN 3-499-19921-1.
- Why Socialism? In: Monthly Review. 1949 (Einsteins Essay wurde in der ersten Ausgabe der Zeitschrift veröffentlicht). Deutsch: Warum Sozialismus?
- Out of my later Years. O. A., 1950. Deutsch: Aus meinen späten Jahren. ISBN 3-548-34721-5.
- Verehrte An- und Abwesende! Originaltonaufnahmen 1921–1951, hrsg. v. Klaus Sander. Köln: supposé 2004, ISBN 978-3-932513-44-2.

Onlinequellen zu Einsteins Veröffentlichungen
- Sämtliche Veröffentlichungen Einsteins in den Annalen der Physik. Seine Dokumente in den Annalen der Physik 1901–1922 als Faksimile.
- Noch ein Link auf Einsteins Arbeiten in den Annalen der Physik im Originaltext.
- Alle Artikel Einsteins in Sitzungsberichte der Preussischen Akademie der Wissenschaften zu Berlin.
- Arbeiten Einsteins bei der Posner Memorial Collection. (Memento vom 7. Mai 2021 im Internet Archive).
- The Einstein Site at Princeton University Press.
- Warum Sozialismus? Einsteins Bekenntnis zum Sozialismus 1949 (deutsche Übersetzung). Englische Erstausgabe in: Monthly Review (1949).

### Weitere Texte
- Alice Calaprice (Hrsg.): The quotable Einstein. Princeton University Press, Princeton NJ 1996, ISBN 0-691-02696-3. Aktuelle Ausgabe 2011: The Ultimate Quotable Einstein. Online auf: books.google.de.
  - Einstein sagt: Zitate, Einfälle, Gedanken. Teilübersetzung aus dem Amerikanischen und Betreuung der deutschen Ausgabe: Anita Ehlers. Piper Verlag, München/Zürich 1997, ISBN 3-492-03935-9. Weitere deutsche Neu- bzw. Sonderauflagen 1999, 2001, 2005 und 2007.
- Otto Nathan, Heinz Norden (Hrsg.): Frieden – Weltordnung oder Weltuntergang. Dokumentation aller erreichbaren und erhalten gebliebenen Schriften Einsteins zum Thema Frieden und Abschaffung des Krieges. Parkland Verlag, Köln 2004, ISBN 3-89340-070-2.
- Carl Seelig (Hrsg.): Mein Weltbild. Texte, Aufsätze und Reden. 1953.
- Mit Mileva Marić: Am Sonntag küss’ ich Dich mündlich. 2005, ISBN 3-492-22652-3. Die Liebesbriefe der Jahre 1897–1903, herausgegeben von Jürgen Renn und Robert Schulmann.
- Albert Einsteins Brief an US-Präsident Roosevelt vom 2. August 1939.
- Albert Einstein: Grundzüge der Relativitätstheorie. Vieweg, 1963.
- Luce Langevin-Dubus: Paul Langevin et Albert Einstein d’après une correspondance et des documents inédits. In: La Pensée. 1972.
- Robert Schulmann (Hrsg.): Seelenverwandte. Der Briefwechsel zwischen Albert Einstein und Heinrich Zangger (1910–1947). NZZ Libro, Zürich 2012, ISBN 978-3-03823-784-6.

### Biografien
- Nandor Balasz: Albert Einstein. In Dictionary of Scientific Biography. Band 4, Charles Scribner’s, S. 312–333, und John Stachel im New Dictionary of Scientific Biography, 2008, Band 2, S. 363–373.
- Thomas Bührke: Albert Einstein. dtv, München 2004, ISBN 3-423-31074-X (biografischer Überblick über Einsteins Leben).
- Alice Calaprice, Daniel Kennefick, Robert Schulmann: An Einstein Encyclopedia. Princeton University Press, 2015.
- Ronald W. Clark: Albert Einstein. Leben und Werk, 100 Jahre Relativitätstheorie. Tosa Verlag, Wien 2005, ISBN 3-85492-604-9 (die Taschenbuchausgabe erschien in 8. Auflage 1988 im Heyne Verlag).
- Banesh Hoffmann, Helen Dukas: Albert Einstein. Schöpfer und Rebell. Dietikon-Zürich, Belser 1976.
- Albrecht Fölsing: Albert Einstein. Suhrkamp Verlag, 1995, ISBN 3-518-38990-4.
- Ernst Peter Fischer: Einstein für die Westentasche. 2. Auflage. Piper, München 2005, ISBN 3-492-04685-1.
- Philipp Frank: Einstein: Sein Leben und seine Zeit. Paul List Verlag, München Leipzig Freiburg i. Br. 1949. (Amerikanische Ausgabe bei Alfred A. Knopf, New York 1947). Neuauflage: Vieweg, Wiesbaden 1979, ISBN 3-528-08437-5.
  - Als Tonträger: Gelesen von Helmut Winkelmann. Legato, Berg 2006, ISBN 3-938956-07-0.
- Armin Hermann: Einstein. Der Weltweise und sein Jahrhundert. Eine Biographie. Piper, München 1994. 3. Auflage, 2004, ISBN 3-492-24036-4.
- Max von Laue: Einstein, Albert. In: Neue Deutsche Biographie (NDB). Band 4, Duncker & Humblot, Berlin 1959, ISBN 3-428-00185-0, S. 404–408 (Digitalisat).
- Walter Isaacson: Einstein. His life and universe. Includes bibliographical references and index. Simon & Schuster Paperbacks, New York / London / Toronto / Sydney 2008, ISBN 978-0-7432-6474-7 (amerikanisches Englisch, 720 S.).
- Walter Isaacson: Einstein: Sein Leben, seine Forschung, sein Vermächtnis. Langen-Müller, Stuttgart 2020, ISBN 978-3-7844-3537-4 (160 S., amerikanisches Englisch: Einstein: the man, the genius, and the theory of relativity. 2018. Erstausgabe: Andre Deutsch Ltd).
- Jürgen Neffe: Einstein: eine Biographie. (= Rororo-Sachbuch. Band 61937). Rowohlt, Reinbek bei Hamburg 2005, ISBN 3-498-04685-3.
- Abraham Pais: SUBTLE IS THE LORD: The Science and the Life of Albert Einstein. Oxford University Press, New York 1982
  - Deutsch von Roman Sexl, Helmut Kühnelt, Ernst Streeruwitz: Raffiniert ist der Herrgott. Vieweg, Braunschweig u. a. 1986, ISBN 3-528-08560-6.
- Anton Reiser [Pseudonym für Einsteins Schwiegersohn Rudolf Kayser]: Albert Einstein. A Biographical Portrait. Verlag Albert & Charles Boni, New York 1930.
- Christof Rieber: Albert Einstein. Biografie eines Nonkonformisten. Ostfildern 2018, ISBN 978-3-7995-1281-7.
- Ze’ev Rosenkranz: Albert Einstein – privat und ganz persönlich. Albert-Einstein-Archiv u. a. (Hrsg.). 2. aktualisierte Auflage. Historisches Museum, Bern 2005, ISBN 3-03823-185-1.
- Hubert Goenner: Albert Einstein. Beck, München 2015, ISBN 978-3-406-67592-8.
- Paul Arthur Schilpp (Hrsg.): Albert Einstein: Philosopher-Scientist. Library of Living Philosophers, Cambridge University Press, Volume VII, London 1949 (mit Autobiografie Einsteins, kritischen und interpretativen Essays zu Einsteins Werk sowie Einsteins Antworten zur Kritik). books.google, questia.com.
- Walter Isaacson: Einstein. Die Biografie. C. Bertelsmann, 2024, ISBN 978-3-570-10483-5.

### Biografische Aspekte

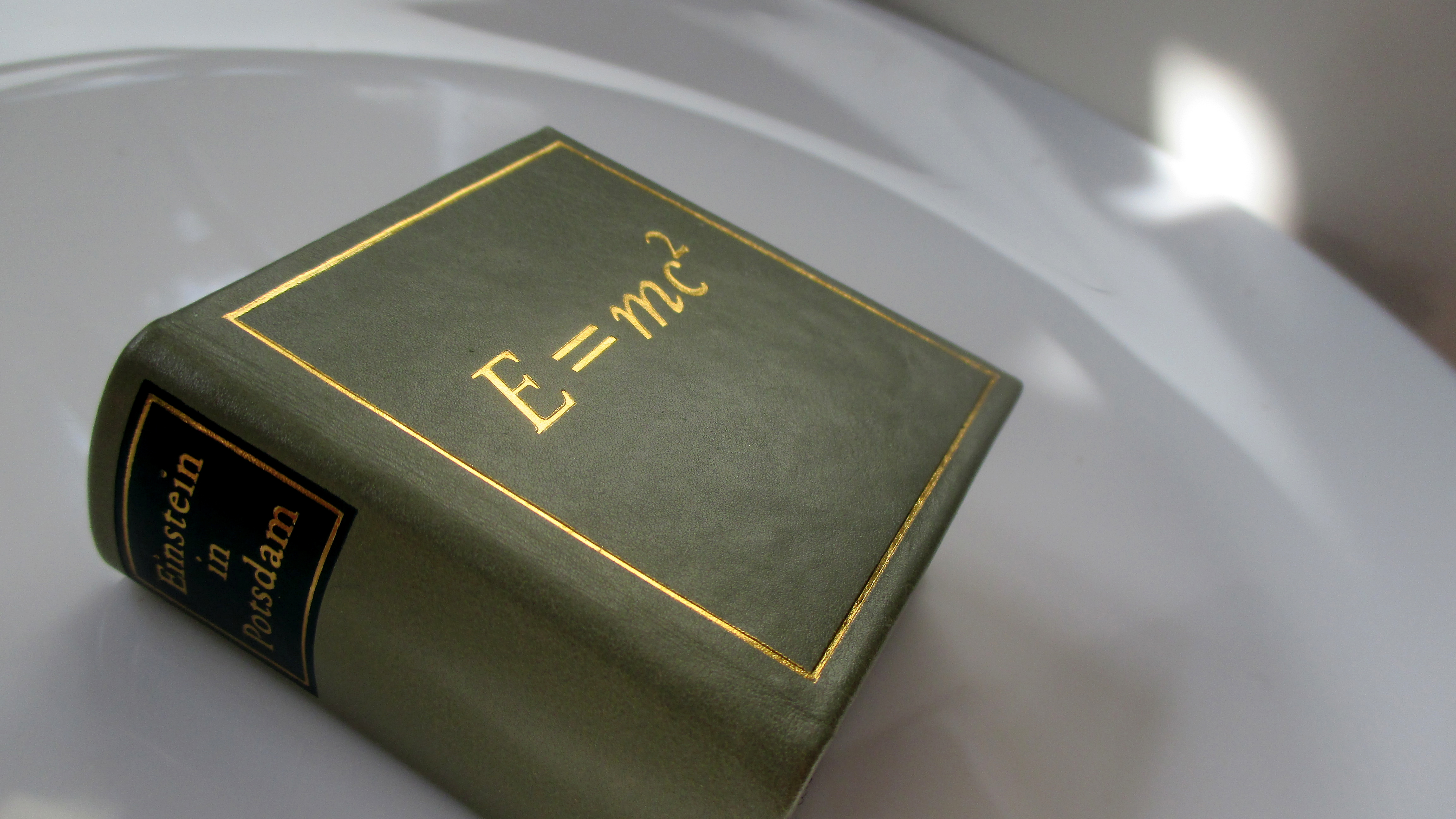
Einstein in Potsdam – Buch der Offizin Andersen Nexö Leipzig – 1986

- Konrad Kleinknecht: Einstein und Heisenberg: Begründer der modernen Physik. Kohlhammer Verlag, Stuttgart, 2017.
- Reiner Braun, David Krieger (Hrsg.): Albert Einstein: Frieden Heute. Visionen und Ideen. Melzer, Neu-Isenburg 2005, ISBN 3-937389-53-9 (englische Ausgabe Einstein – Peace now! Wiley-VCH) – Texte von Nobelpreisträgern, die sich mit Einsteins politischem und Friedensengagement beschäftigen.
- Walther Gerlach: Erinnerungen an Albert Einstein 1908–1930. 1979.[203]
- Hubert Goenner: Einstein in Berlin. C. H. Beck, München 2005, ISBN 3-406-52731-0.
- Dieter Hoffmann: Einsteins Berlin. Auf den Spuren eines Genies. Wiley-VCH, Weinheim 2006, ISBN 3-527-40596-8.
- Alexander Moszkowski: Einstein. Einblicke in seine Gedankenwelt. Hamburg 1921, online.
- Thomas Levenson: Albert Einstein. Die Berliner Jahre 1914–1932. Bertelsmann, München 2005, ISBN 3-570-12289-1.
- Siegfried Grundmann: Einsteins Akte. Springer, Berlin 2004, ISBN 3-540-20699-X (Wissenschaft und Politik: Einsteins Berliner Zeit mit einem Anhang über die FBI-Akte Einsteins).
- Jürgen Renn (Herausgeber und Mitautor): Albert Einstein. Ingenieur des Universums. 3 Bände (Einsteins Leben und Werk im Kontext, Hundert Autoren für Einstein, Dokumente seines Lebensweges). Ausstellung im Kronprinzenpalais Berlin, vom 16. Mai bis 30. September 2005, die vom Max-Planck-Institut für Wissenschaftsgeschichte anlässlich des Einsteinjahres 2005 entwickelt wurde. Wiley-VCH, Weinheim 2005, ISBN 3-527-40579-8 (für den Band Einsteins Leben und Werk im Kontext).
  - Englische Ausgabe: Albert Einstein. Chief Engineer of the Universe. 3 Bände. Wiley-VCH, Weinheim 2005, ISBN 3-527-40571-2 (für den Teilband Einsteins Life and Work in Context).
- Jürgen Renn mit Hanoch Gutfreund: Albert Einstein. Relativity. The Special & the General Theory. Princeton University Press, Princeton NJ 2015, ISBN 978-0-691-16633-9.
- Jürgen Renn mit Hanoch Gutfreund: The Road to Relativity. The History and Meaning of Einstein’s «The Foundation of General Relativity». Princeton University Press, Princeton NJ 2015, ISBN 978-1-4008-6576-5.
- Alexis Schwarzenbach: Das verschmähte Genie. Albert Einstein und die Schweiz. DVA, Stuttgart 2005, ISBN 3-421-05853-9.
- Abraham Pais: Ich vertraue auf Intuition. Der andere Albert Einstein. Spektrum Akademischer Verlag, Heidelberg 1998, ISBN 3-8274-0394-4. Einstein Lived Here. Clarendon Press 1994 books.google.
- Thomas de Padova: Allein gegen die Schwerkraft. Einstein 1914–1918. Hanser, München 2015, ISBN 978-3-446-44481-2.
- Dietmar Strauch: Einsteins Sommer-Idyll in Caputh. Biographie eines Sommerhauses. Berlin 2015, ISBN 978-3-88777-024-2.
- Michael Hagner: Einstein on the Beach: Der Physiker als Phänomen. Fischer Tb, 2005 Frankfurt am Main, ISBN 3-596-16515-6.
- Dieter Hoffmann: Einsteins Berlin. Verlag für Berlin-Brandenburg, Berlin 2018, ISBN 978-3-947215-14-0.
- Douglas R. Hofstadter, Emmanuel Sander: Über Albert Einsteins Denken in Analogien. In: Die Analogie: Das Herz des Denkens. Klett-Cotta, Stuttgart 2014, ISBN 978-3-608-94619-2, S. 599–664.
- Christof Rieber: Rudolf Einstein und Albert Einstein in Hechingen und Berlin. Formen jüdischer Familiensolidarität. In: Zeitschrift für Hohenzollerische Geschichte 57./58. Bd. (2022), S. 131–167.
- Franzobel: Einsteins Hirn. Roman, Zsolnay, Wien 2023, ISBN 978-3-552-07334-0.

## Filmdokumentationen
- Einsteins Universum. (Originaltitel: Einstein’s Universe). Britische TV-Dokumentation, BBC, 1979. 118 Min. Drehbuch: Nigel Calder, Präsentation: Peter Ustinov.
- Albert Einstein. History-Channel-Dokumentation (Video, 90 Min.)
- Einstein Revealed. Teil 1 und Teil 2.
- Albert Einstein. DDR TV-Archiv in der DVD-Reihe Große Geschichten. Siehe IMDB (170 Min., Produktion 1989, Erstausstrahlung 1990, DVD-Veröffentlichung 2012).
- Mythos Einstein – Leben und Werk eines Rebellen, Dokumentarfilm, 2015.
- Genius. US-amerikanische Fernsehserie mit biographischen Elementen im Auftrag von National Geographic. (10 Folgen in Staffel 1, Produktion und Erstausstrahlung 2017).
- Einstein und die Bombe, Netflix-Dokudrama, 2024[204]

## Rezeption

### Belletristik
- 1994: Das Abenteuer des Denkens.
Roman von David Chotjewitz
- 2001: Der Herr Albert: Ein Roman über Einsteins Gedankenexperimente.
Roman von Frank Vermeulen
- 2011: Einsteins Versprechen.
Roman von Àlex Rovira und Francesc Miralles
- 2017: Das Einstein Enigma.
Roman von José Rodrigues dos Santos
- 2020: Als Einstein und Gödel spazieren gingen.
Roman von Jim Holt
- 2023: Einsteins Hirn.
Roman von Franzobel

### TV/Film
- 1972: Albert Einstein, französischer Fernsehfilm von Gérard Chouchan
- 1988: Einstein Junior, Filmkomödie
- 1990: Albert Einstein, zweiteiliger DDR-Fernsehfilm von Georg Schiemann
- 2015: Einstein, deutscher Fernsehfilm von Thomas Jahn
- 2017–2019: Einstein, deutsche Fernsehserie

### Musical
- 2016: Einstein – Das Musical.
Musik: Stephan Kanyar, Text: Maren Scheel
Uraufführung: Theater Hof[205][206]
- 2025: Einstein – A Matter Of Time.
Am 1. März 2025 fand am Theater St. Gallen die Uraufführung des Musicals Einstein – A Matter of Time statt. Das Stück erzählt das Privatleben und die bewegte Karriere von Albert Einstein – vom jungen Physikstudenten am Zürcher Polytechnikum (ETH), über seine Tätigkeit am Berner Patentamt bis hin zu seiner Flucht aus Nazideutschland und seiner Professur an der Princeton University.
Musik: Frank Wildhorn, Libretto: Gil Mehmert, Liedtexte: Frank Ramond
Uraufführung: Theater St. Gallen[207][208]

### Oper
- 1974: Einstein.
Musik: Paul Dessau, Libretto: Karl Mickel
Uraufführung: Deutsche Staatsoper, Ost-Berlin
- 1976: Einstein on the Beach.
Musik: Philip Glass, Libretto: Philip Glass und Robert Wilson
Uraufführung: Avignon, Frankreich
- 2014: Erlöst Albert E.
Musik: Gerhard Stäbler, Libretto: Matthias Kaiser
Uraufführung: Theater Ulm[209]